# Игра судбине (6. сезона)
Шеста сезона серије Игра судбине се емитовала од 28. августа 2023. до 9. јуна 2024. године. Сезона је имала 286 епизода.

## Глумци

### Главне
- Сандра Бугарски као Марица Панчетовић "Панчета"
- Лука Рацо као Алекса Ожеговић
- Стеван Пиале као Лука Каначки
- Мики Крстовић као Томислав Хорват (епизоде 126−286)
- Владан Савић као Иван Ожеговић
- Оља Левић као Мила Ожеговић (епизоде 1−62)
- Драгана Мићаловић као Уна Христић
- Злата Нуманагић као Љиљана Караматијевић "Лила" (eпизоде 1−176)
- Ненад Јездић као Гвозден Бошњак (епизоде 117−286)
- Слободан Ћустић као Вукашин Сувобрк
- Дарко Томовић као Тихомир Бунчић "Тића"
- Павле Јеринић као Матија Грбић (главни: епизоде 1−54; глас: епизода 106)
- Бане Поповић као Андрија Бошњак (главни: епизоде 55−286; епизодни: епизоде 28−44, 46, 53−54)
- Матеа Милосављевић као Софија Шубаревић
- Аммар Мешић као Страхиња Бунчић (епизоде 1−54)
- Ива Штрљић као Дијана Ерски
- Бојана Ординачев као Јована Бошњак (главни: епизоде 55−286; епизодни: 26−28, 30−31, 33−35, 37, 40−43, 47−48, 53−54)
- Кристина Јовановић као Јелена Радман Галић (eпизоде 1−176)
- Вук Салетовић као Бојан Галић "Дебељко"
- Софија Рајовић као Сенка Кокољ
- Даниела Кузмановић као Катарина Илић (епизода 1)
- Тијана Упчева као Уна Медић "Зврк" (епизоде 1−54)
- Снежана Савић као Донка де Саели (eпизоде 1−176)
- Југослава Драшковић као Божидарка Шубаревић "Брзутка" (епизода 1)
- Кристина Савић као Олга Ожеговић
- Милан Босиљчић као Маринко Комарчевић "Свитац"
- Саша Јоксимовић као Максим Шубаревић (eпизоде 1−176)
- Милица Томашевић као Нада Галић (епизоде 1−62)
- Бојана Грабовац као Маријана Јовановић (епизоде 1−54, 177−286)
- Тијана Максимовић као Жаклина Танкосић
- Лидија Вукићевић као Милева Танкосић "Милевица" (епизоде 55−176)
- Марко Радојевић као Миле Писаров "Миле Купус"
- Катарина Вићентијевић као Ана Марчета (епизода 1)
- Иван Томић као Слободан Џелетовић „Цоле” (eпизоде 1−176)
- Мирољуб Турајлија као Добрица Пилетић
- Предраг Коларевић као Директор полиције (епизоде 1−54)
- Вахидин Прелић као др. Данило Поповић (епизоде 1−54)
- Сташа Радуловић као Гала Ждрал
- Александра Белошевић као Ирма Латас
- Лора Орловић као Слободанка Марић "Боба" (главни: епизоде 55−286; епизодни: епизоде 30−35, 38−40, 42, 44−46)
- Миа Митић као Дуња Златић
- Страхиња Митић као Коста Златић "Коле"
- Нина Мрђа као Ленка Велицки
- Арсеније Тубић као Ритер Брунер (епизоде 1−54)
- Барбара Петровић као Барбара Буха
- Немања Станојковић као Немања (епизоде 1−54)
- Софија Ристић као Ирена Станимировић (епизоде 1−54, 177−286)
- Алиса Левић као Стела Дедијер (епизоде 1−54)
- Александра Манасијевић као Таша (епизоде 1−54)
- Марко Илкић као Коста Бошњак (главни: епизоде 55−176; епизодни: епизоде 33, 36−38, 40−43, 46−50)
- Теодора Јовановић као Милена Писаров (главни: епизоде 55−176; епизодни: епизоде 32−40, 42, 44−47, 50)
- Дејан Цицмиловић као Милорад Тамбура "Мики" (главни: епизоде 63−286; епизодни: епизоде: 46−47, 54, 57, 60, 62)
- Алекса Раичевић као Борис Димитријевић (главни: епизоде 63−176; епизодни: епизоде 45 и 61)
- Уна Козић као Миа Хорват (епизоде 126−286)
- Јована Јелић као Вања Милатовић (епизоде 177−286)
- Иван Иванов као Небојша Тамбура (епизоде 177−286)
- Раде Ћосић као Тривановић "Триван" (епизоде 177−286)
- Ервин Хаџимуртезић као Ненад Сељановић (епизоде 177−286)
- Милан Јелен Пајић као Паун Ћулина "Паја Сорбона" (епизоде 177−286)
- Тијана Живковић  (епизоде 177−286)
- Владимир Нићифоровић као Лепомир (епизоде 177−286)
- Иван Заблаћански као Влада Колут (епизоде 177−286)
- Сара Павловић као Тара (епизоде 177−286)

### Епизодне
- Ненад Гвозденовић као Часлав Христић
- Стефан Станчић као Алекса Каначки "Акица"
- Лазар Гавриловић као Лука Ожеговић "Луле"
- Јована Јеловац Цавнић као Адвокатица Душанка Вулић
- Григорије Јакишић као Леон Томић
- Лепомир Ивковић као Тајо
- Владан Гајовић као Петар
- Владимир Чакан као Др Влада
- Маја Колунџија Зорое као Мирјана Хорват
- Цезар Гарсија као Латиноамерички конобар

## Епизоде
| Бр. у серији | Бр. у сезони | Назив                                                                                | Редитељ                          | Сценариста                                                                                       | Премијерно емитовање |
| --- | ------------ | ------------------------------------------------------------------------------------ | -------------------------------- | ------------------------------------------------------------------------------------------------ | -------------------- |
| 796 | 1            | Сенка саопштава да је Црни мртав                                                     | Милан Караџић и Станко Милошевић | Иван Јовановић, Нина Џувер и Александра Костадиновић                                             | 28. август 2023.     |
| Лука и Алекса одбијају да дају информације Цолету и захтевају да причају уз присуство адвоката, на шта Цоле пристаје и заказује им саслушање за сутрадан. Тића саопштава Милету и Страхињи да се сетио где је тикет... Сенка мисли да су Уна и Мила дошле због њених фотографија, али сазнаје да су Лука и Алекса ухапшени. Говори Мили и Уни да је Црни мртав... Лука и Алекса сазнају од Цолета да фирма за коју су увезли робу заправо пере новац за разне друге фирме. Запослени су у шоку прво због Сенкиног мејла о отказу, а онда и због хапшења Луке и Алексе. Сенка и Леон запослене позивају на састанак... Сви су уплашени за своја радна места... |              |                                                                                      |                                  |                                                                                                  |                      |
| 797 | 2            | Цоле приводи Алексу и Луку                                                           | Милан Караџић и Станко Милошевић | Иван Јовановић, Нина Џувер и Александра Костадиновић                                             | 29. август 2023.     |
| Након што је Панчета освојила седмицу на лоту, Тића признаје Страхињи и Милету да је изгубио лото листић... Инспектор Цоле приводи Луку и Алексу због мутних послова у Кан холдингу. Ипак, одбијају да сарађују и траже адвоката. Уна и Мила долазе код Сенке како би покушале да сазнају због чега су Лука и Алекса завршили у полицији... Тада ће им саопштити нешто што ће многе уздрма. Ирма и Каја забринуте због Зврка након што су на порталима прочитале да је аутобус којим је кренула за Словенију, доживео удес... |              |                                                                                      |                                  |                                                                                                  |                      |
| 798 | 3            | Тића проналази лото листић                                                           | Милан Караџић и Станко Милошевић | Иван Јовановић, Нина Џувер и Александра Костадиновић                                             | 30. август 2023.     |
| Софија и Максим мисле да су уништили Сенку Кокољ након што су њене фотографије процуриле у јавност... Тића у опраним панталонама проналази уништен лото листић са добитком који ће покушати да улепи са селотејп траком... Алекса и Лука су и даље у полицији и одбијају Цолету да открију информације без присуства адвоката. Сенка запосленима саопштава да је Црни убијен, али да ће Леон и она покушати све конце да држе у својим рукама. У компанији ће завладати паника међу запосленима... Ирена Леону приређује љубоморну сцену, јер јој није одговарао на позиве и нуди раскид. |              |                                                                                      |                                  |                                                                                                  |                      |
| 799 | 4            | Тића признаје Панчети да је уништио добитни лото листић                              | Милан Караџић и Станко Милошевић | Иван Јовановић, Нина Џувер и Александра Костадиновић                                             | 31. август 2023.     |
| Инспектор Цоле задржава Алексу у полицијској станици на испитивању... Вукашин притиска Луку да му открије какве су то мутне послове радили у Кан холдингу... Сенка уцењује Софију... Прети јој да ће у медијима објавити вест да се забављала са старијим мушкарцем који је умро под неразјашњеним околностима. Тића признаје Панчети да је уништио добитни лото листић... |              |                                                                                      |                                  |                                                                                                  |                      |
| 800 | 5            | Панчета сазнаје да је Црни мртав                                                     | Милан Караџић и Станко Милошевић | Иван Јовановић, Нина Џувер и Александра Костадиновић                                             | 1. септембар 2023.   |
| Интерпол Ритеру додељује статус сведока сарадника и полицијску заштиту, због чега инспектор Цоле мора да га пусти на слободу. Лука сазнаје да је Зврк доживела саобраћајну несрећу и да је у коми. Жели да оде у Словенију да буде поред ње, али то због привођења није могуће. Након Алексиног и Лукиног хапшења, Уна и Мила на све начине покушавају да сазнају у шта су њихови мужеви умешани. Изненада одлазе код Сенке и од ње траже да им каже истину о мутним пословима који се дешавају у Кан холдингу. Панчета добија позив од адвоката и сазнаје да је Црни мртав... Ритер не одустаје од освете према Каначкима и наставља са планом да их уништи, а у све то умешаће и Софију. Ипак, Ритеру би на путу могао да стане стриц, ког је издао у полицији како би обезбедио себи место на слободи. У стан му долазе два наоружана мушкарца и преносе му поруку од Виктора Брунера - да му жели срећан пут на онај свет... |              |                                                                                      |                                  |                                                                                                  |                      |
| 801 | 6            | Панчета је нова власница Кан холдинга                                                | Милан Караџић и Станко Милошевић | Иван Јовановић, Нина Џувер и Александра Костадиновић                                             | 2. септембар 2023.   |
| Панчета сазнаје да је власница Кан холдинга. Тића признаје Панчети да је уништио њен добитни лото листић, након чега она доноси одлуку да се разведе од њега. Тића пакује ствари и спреман је да заувек напусти њихов заједнички дом. Вест да је Црни мртав све је погодила, а највише Сенку, Леона и Панчету који су се нашли на читању тестамента. Панчета тада сазнаје да је нова власница Кан холдинга... |              |                                                                                      |                                  |                                                                                                  |                      |
| 802 | 7            | Леон и Лука сазнају да је Софија власница дела Кан холдинга                          | Милан Караџић и Станко Милошевић | Иван Јовановић, Нина Џувер и Александра Костадиновић                                             | 3. септембар 2023.   |
| Леон и Лука сазнају да је Софија власница 16% фирме. Тића је одлучио да напусти Панчету, након што ју је изневерио када јој је признао да је уништио листић, али она ће га у томе зауставити са вестима да је постала нова власница Кан холдинга. У међувремену, Софија је дошла да саопшти Леону и Луки да је она власница 16% фирме, а Сенка одлази у посету Алекси. |              |                                                                                      |                                  |                                                                                                  |                      |
| 803 | 8            | Панчета саопштава породици да је већински власник Кан холдинга                       | Милан Караџић и Станко Милошевић | Иван Јовановић, Нина Џувер и Александра Костадиновић                                             | 4. септембар 2023.   |
| Панчета долази у вилу Каначких како би породици саопштила да јој је Црни након смрти оставио Кан холдинг. Ритер доноси одлуку да удео у фирми прода Софији, након чега узима новац и бежи из земље... Панчета предлаже породици да у спашавање Кан холдинга умеша политичке везе, а Вукашин јој предлаже Донку. Поред тога, Ивану, Вукашину и Луки задаје задатак да морају да пронађу начин како да извуку Алексу из притвора. Након што је Леон постао главни за Гама корпорацију, добија позив да мора да иде у Монако и то саопштава Ирени којој ће то тешко пасти... |              |                                                                                      |                                  |                                                                                                  |                      |
| 804 | 9            | Дијана признаје да је умешана у криминалне радње                                     | Милан Караџић и Станко Милошевић | Иван Јовановић, Нина Џувер и Александра Костадиновић                                             | 5. септембар 2023.   |
| Иван доноси одлуку да призна да је он умешан у криминалне радње само како би Алекса био пуштен на слободу... Сенка је била Алекси у посети и сазнала је целу истину и то покушава да саопшти Леону, међутим, Софија им прекида разговор. Долази у фирму како би тражила своју канцеларију, али Сенка, која још увек не зна да је Софија откупила Ритеров део у Кан холдингу, одбија да јој је да. Иван долази у полицију како би признао кривично дело и тај начин ослободио Алексу из притвора. Сенка је ухватила Дајану у лажи, која јој је на крају признала да је умешана у криминалне радње... Алекса излази из притвора... |              |                                                                                      |                                  |                                                                                                  |                      |
| 805 | 10           | Мислим да је Софија умешана у шему са Дијаном                                        | Милан Караџић и Станко Милошевић | Иван Јовановић, Нина Џувер и Александра Костадиновић                                             | 6. септембар 2023.   |
| Иван ће бити ухваћен у лажи од стране инспектора Цолета, који ће схватити да је све урадио како би сина ишчупао из затвора. Панчета након свађе са Тићом доноси одлуку да спусти лопту и одлази код њега како би разговарали. Признаје му да је преузимање Кан холдинга за њу превелик залогај... Нада у бизнис са тортама укључује Милу и Уну, међутим, у томе се не сналазе најбоље и муштерије се жале. Сенка уцењује Софију и Дијану информацијама које добија од Алексе – зна да су умешане у криминалне радње у Кан холдингу. Софија на све начине од Дајане покушава да сазна одакле Сенка зна за њихове мутне послове. Леон одлази, а као опроштајни поклон породици Каначки оставила Кан холдинг... |              |                                                                                      |                                  |                                                                                                  |                      |
| 806 | 11           | Вукашин пресреће Дијану на улици                                                     | Милан Караџић и Станко Милошевић | Иван Јовановић, Нина Џувер и Александра Костадиновић                                             | 7. септембар 2023.   |
| Сенка саопштава Луки и Алекси да одлази из Кан холдинга. Гала на све начине покушава да прекине однос са Милетом, али јој не полази за руком. Миле због недостатка посла у Малдивима проводи време размишљајући и доноси одлуку да запроси Галу... Иако су запослени у Кан холдингу мислили да је тежак период прошао након што је Алекса изашао из затвора, то ипак није тако... Сви се позивају на састанак како би расправили о судбини фирме. Вукашин жели да сазна све о мутним пословима због којих је Алекса завршио иза решетака, а у које је умешана Дијана Ерски. Вукашин и Маринко је пресрећу на улици и одводе је... |              |                                                                                      |                                  |                                                                                                  |                      |
| 807 | 12           | Вукашин проналази Ритера                                                             | Милан Караџић и Станко Милошевић | Иван Јовановић, Нина Џувер и Александра Костадиновић                                             | 8. септембар 2023.   |
| Дебељко и Добрица долазе у бизнис клуб како би са Маријаном разговарали о њиховом повратку на стари посао. У страху су због промена које су уследиле у Кан холдингу након смрти Црног и мисле да се њиховој позицији у тој фирми ближи крају. Вукашин од Дијане сазнаје да новац од пошиљке која је илегално превезен преко Кан холдинга припада Матији и то открива инспектору Цолету. Каја сазнаје да је Зврк боље и да се добро опоравља, али да јој је потребан неко у Словенији... Ирена доноси одлуку да посети Ивана у притвору, након што је он преузео кривицу око мутних послова у Кан холдингу како би Алекса изашао на слободу. Вукашин проналази Ритера и од њега тражи да му исприча све о криминалној радњи у коју су умешани Алекса и Лука... |              |                                                                                      |                                  |                                                                                                  |                      |
| 808 | 13           | Лука предлаже Добрицу за новог директора Кан холдинга                                | Милан Караџић и Станко Милошевић | Иван Јовановић, Нина Џувер и Александра Костадиновић                                             | 9. септембар 2023.   |
| Панчета одлази у Француску на сахрану Црног, али и на обуку како би што боље обављала функцију власника Кан холдинга. За то време Лука и Алекса су главни у фирми и добијају наређење да прегледају све папире и смисле како да извуку Кан Холдинг из пропасти... Иако Алекса није оптимистичан, Лука има решење и предлаже да Добрица постане нови директор. Страхиња долази код Наде како би разговарали и признаје јој да је љубоморан... Бизнис клуб је пред банкротом. Немају пиће којим да услуже госте, нестаје им струја... Маријана је у страху. Вукашин и Маринко одлазе код Софије и "притискају" је да проговори о Матији и мутном послу који је направио велику штету пословању Кан холдинга... |              |                                                                                      |                                  |                                                                                                  |                      |
| 809 | 14           | Софија нуди помоћ Алекси и Луки                                                      | Милан Караџић и Станко Милошевић | Иван Јовановић, Нина Џувер и Александра Костадиновић                                             | 10. септембар 2023.  |
| Страхиња од Наде тражи другу шансу уз обећање да ће се промени. Тића и Миле долазе Ивану у посету. Миле је забринут због Ивана, јер зна шта се све може десити у затвору, па му доноси турпију како би се одбранио у случају да га неко нападне. Лука и Алекса не успевају да пронађу решење како би Кан холдинга избавили из проблема... Ипак, Софија има решење и Алекси и Луки нуди помоћ... |              |                                                                                      |                                  |                                                                                                  |                      |
| 810 | 15           | Алекса ће се запрепастити када види Ивана                                            | Милан Караџић и Станко Милошевић | Иван Јовановић, Нина Џувер и Александра Костадиновић                                             | 11. септембар 2023.  |
| Вукашин мисли да му инспектор не предочава све околности и саопштава му да породици мора да саопшти да је Матија уплетен у све невоље које су их задесиле. Јелена и Дебељко долазе код Миле на брачно саветовање. Софија признаје брату свој план. Каже да чека да се Лука и Алекса "пеку на тихој ватри" док не схвате да немају другог избора већ да јој се обрате за помоћ коју су првобитно одбили. Она је чврсто решена да им преотме Кан холдинг. На Алексино запрепашћење, Ивана пуштају из затвора и он долази кући... |              |                                                                                      |                                  |                                                                                                  |                      |
| 811 | 16           | Ирена са Леоном одлази у Француску                                                   | Милан Караџић и Станко Милошевић | Иван Јовановић и Нина Џувер                                                                      | 12. септембар 2023.  |
| Ирена прихвата Леонову понуду и одлази у Француску. Иако се двоумила да ли да оде са Леоном или да остане са породицом коју је тек пронашла, доноси одлуку да оде са човеком ког воли и започне нови живот. Иван излази из притвора, међутим, у вили затиче напету ситуацију - Луку и Алексу који су на корак од физичког обрачуна... Нада добија идеју да Страхињу искористи како би рекламирала своје торте на друштвеним мрежама. Ипак, убрзо ће схватити да то није била најбоља идеја, јер ће Страхиња добијати поруке од других девојака, због чега ће бити љубоморна. |              |                                                                                      |                                  |                                                                                                  |                      |
| 812 | 17           | Уна проналази папире који доказују да су Лука и Алекса криви                         | Милан Караџић и Станко Милошевић | Иван Јовановић и Нина Џувер                                                                      | 13. септембар 2023.  |
| Алекса одбија да разговара са Милом... Однос Миле и Алексе из дана у дан све је нарушенији, а када она одлучи да разговара са њим, Алекса то одбија. Иван је коначно изгладио однос са Иреном, Алексом и Луком и доноси одлуку да се врати у вилу Каначких. Уна у Лукиној соби проналази царинску декларацију, а папире који доказују да су Алекса и он криви предаје Вукашину... Лука је сломљен зног нових информација о Зврковом здравственом стању - оперисана је не може да хода. |              |                                                                                      |                                  |                                                                                                  |                      |
| 813 | 18           | Софија је нови генерални директор Кан холдинга                                       | Милан Караџић и Станко Милошевић | Иван Јовановић и Нина Џувер                                                                      | 14. септембар 2023.  |
| Лука и Алекса постављају Софију за генералног директора Кан холдинга. Радници ће бити у шоку када сазнају да ће Софија управљати фирмом, а она је искористила прилику да преузме позицију, док Лука и Алекса због правних проблема нису у стању то да ураде. Жаклина се у бизнис клубу састаје са Максимом како би разговарали о ноћи коју су провели заједно... Вукашину се није свидела Алексина и Лукина одлука о постављању Софије на место генералног директора. Уна је током поспремања Лукине собе проналази папире који доказују да су Алекса и Лука криви за криминалну радњу у Кан холдингу и доноси одлуку да их преда Вукашину... |              |                                                                                      |                                  |                                                                                                  |                      |
| 814 | 19           | Нисмо очекивале да ћете постати криминалци                                           | Милан Караџић и Станко Милошевић | Иван Јовановић и Нина Џувер                                                                      | 15. септембар 2023.  |
| Вукашин саопштава Луки и Алекси да иза криминалне радње у Кан холдингу стоји Матија који и даље не одустаје од преотимања имовине Каначких. Дијана је пресрећна због Лукине и Алексине одлуке да поставе Софију да управља фирмом, јер мисли да ће тако моћи туђим новцем да организује ревије у Паризу, међутим, убрзо ће се разочарати... Алекса и Лука у последње време избегавају да разговарају са Милом и Уном, што ће њих довести до тачке пуцања. Сазнају да су умешани у мутан посао због ког су били приведени, али и да су Софију поставили да управља фирмом. Избија хаос... Панчета се враћа из Француске... |              |                                                                                      |                                  |                                                                                                  |                      |
| 815 | 20           | Панчета даје отказ Дијани Ерски                                                      | Милан Караџић и Станко Милошевић | Иван Јовановић и Нина Џувер                                                                      | 16. септембар 2023.  |
| Алекса и Лука предлажу Панчети да прода део деоница Кан холдинга како би фирма стала на "ноге" и како би радницима исплатили плате. Запослени у фирми у страху су за своја радна места... Проширила се вест да је ситуација у компанији нестабилна, након чега ће завладати паника. Софија проналази решење како да извуче Кан холдинг из финансијске кризе. Сматра да ће организацијом модне ревије и продајом луксузних комада одеће из магацина успети у томе. Међутим, ни за то немају буџет. Нада из љубоморе брише објаву на друштвеним мрежама на којој је Страхиња рекламирао њене торте, а која му је донела велику популарност. Избија свађа... Панчета доноси одлуку да да отказ Дијани Ерски... |              |                                                                                      |                                  |                                                                                                  |                      |
| 816 | 21           | Кан холдинг је у све већем проблему                                                  | Милан Караџић и Станко Милошевић | Иван Јовановић и Нина Џувер                                                                      | 17. септембар 2023.  |
| Панчета одлази код Дијане Ерски са списком жеља. Због њене промене од када је ступила на чело Кан холдинга, забринут је Тића, али и Миле, који се плаши да ће га Панчи израбљивати као „зле сестре Пепељугу”. Мила и Уна покушавају да обаве разговор са Надом, јер су забринуте због њеног емотивног стања, али Нади није до приче... Ипак, она и Страхиња успевају да превазиђу несугласице и покушавају да започну испочетка... Проблеми у Кан холдинг се гомилају, а сада не могу да добију ни медијско спонзорство... |              |                                                                                      |                                  |                                                                                                  |                      |
| 817 | 22           | Дијана Ерски покушава да кривотвори потпис                                           | Милан Караџић и Станко Милошевић | Иван Јовановић и Нина Џувер                                                                      | 18. септембар 2023.  |
| Ленка проналази решење како без буџета да организује модну ревију. Алекса долази раније са посла и у стану га дочекује Мила која је спремна да разговара са њим... Софија предлаже Дијани Ерски да она организује ревију и доведе манекенке које ће носити хаљине са њеним потписом, међутим, она одбија тај предлог. Панчета на вечери са Олгом, Тићом и Иваном препричава доживљаје из Монака и први пут открива шта је тамо радила... Мила и Уна одлучују да помогну својим мужевима, па ће тако радити ПР и маркетинг ревије коју организује Ленка, а која је последња сламка спаса Кан холдинга. Дијана не одустаје од својих мутних послова, а чији ће потпис покушати да кривотвори сазнајте у вечерашњој епизоди. |              |                                                                                      |                                  |                                                                                                  |                      |
| 818 | 23           | Лука и Алекса поново завршавају у полицији                                           | Милан Караџић и Станко Милошевић | Иван Јовановић и Нина Џувер                                                                      | 19. септембар 2023.  |
| Гала, Уна и Мила долазе у бизнис клуб и од Маријане траже помоћ... За ревију за коју је задужена Ленка, потребна су медијска спонзорства, а ту једино може да им помогне само Маријана, која је раније радила као новинар. Прихвата да им помогне, али неће моћи да ради у бизнис клубу... Панчета на све начине покушава да пронађе решење да избави Кан холдинг из финансијске кризе. Одлази на ручак са Иваном и Олгом и кроз разговор са њим жели да сазна шта ће да уради са новцем који је добио од Ритера када му је продао акције. Пада јој на памет идеја да он откупи део акција у фирми, како би поправили стање у компанији. Лука и Алекса поново ће завршити у полицији... |              |                                                                                      |                                  |                                                                                                  |                      |
| 819 | 24           | Страхиња одустаје од манекенске каријере                                             | Милан Караџић и Станко Милошевић | Иван Јовановић и Нина Џувер                                                                      | 20. септембар 2023.  |
| Страхиња доноси одлуку да одустане од манекенске каријере. Нада остаје без помоћи у кухињи, јер су Мила и Уна заузете бављењем ревијом коју Ленка организује за Кан холдинг, а коју сматрају сламком спаса за компанију. Ипак, Страхиња "улеће" у кецељу и помаже јој око производње торти, након чега ће наићи на Панчетину осуду. Дијана Ерски кује план да упропасти ревију... Као "кртица" долази у бизнис клуб и нуди своју помоћ у организацији, међутим, одбијају је... Из немоћи одлази за шанк код Ирме и од ње покушава да извуче све информације које су јој потребне како би остварила свој план – све упропастила. |              |                                                                                      |                                  |                                                                                                  |                      |
| 820 | 25           | Да ли ће Дијана успети да упропасти Ленкину ревију                                   | Милан Караџић и Станко Милошевић | Иван Јовановић и Нина Џувер                                                                      | 21. септембар 2023.  |
| Да ли ће план Дајане Ерски да упропасти Ленкину ревију за Кан холдинг успети? Дијана ће кривотворити Софијин потпис и отказати манекенке које су требале да носе Ленкине моделе. Дебељко и Добрица су добили задужење да превезу робу у бизнис центар, међутим, на путу до тамо зауставља их жена (прерушена Дијана) са причом да јој је потребна помоћ да замени гуму, на шта они пристају... За то време ће да им избушити све гуме и на тај начин спречити испоруку за ревију. Софија пред сам почетак ревије сазнаје да испорука неће стићи на време, као и да су манекенке отказане на основу дописа који је послат у име генералне директорке Кан холдига који на себи има Софијин потпис... Да ли ће Софија успети да спаси ревију, остаје нам да видимо у вечерашњој епизоди. |              |                                                                                      |                                  |                                                                                                  |                      |
| 821 | 26           | Софију ће шокирати изненадна посета на ревији                                        | Милан Караџић и Станко Милошевић | Иван Јовановић и Нина Џувер                                                                      | 22. септембар 2023.  |
| Ленка проналази решење за ревију и успевају да је организују у бизнис клубу. Сви су се удружили и заједничким снагама реализовали оно што су замислили, па је Дајанин план да све упропасти пао у воду. Током важне вечери за Кан холдинг иза које стоји Софија Шубаревић, долази до изненадне посете - појављује се Јована Бошњак, супруга Андрије Бошњака, власника АБ капитала. Јована прилази Софији и говори јој да имају много заједничких тема и познаника, а када открије чија је супруга, Софија ће остати у шоку... Вукашин говори Маринку детаље из прошлости које знају само Донка и он... |              |                                                                                      |                                  |                                                                                                  |                      |
| 822 | 27           | Страхиња нестаје                                                                     | Милан Караџић и Станко Милошевић | Иван Јовановић и Нина Џувер                                                                      | 23. септембар 2023.  |
| Страхиња нестаје... Породица жели полицији да пријави његов нестанак, али их Миле у томе спречава. Ленкина ревија је успешно одржана, иако је била на корак од пропасти. Ипак, Панчета је одлучила да прошета модном пистом и све обори са ногу, у чему и успева. Дијана долази у Кан холдинг, а тамо ће је сачекати изненађење које јој се неће свидети... Представник седме силе почиње да је грли и љуби пред запосленима, што ће за њу да буде скандалозно. Лука као велику ексклузиву медијима нуди интервју са Панчетом, већинском власницом Кан холдинга... |              |                                                                                      |                                  |                                                                                                  |                      |
| 823 | 28           | Јована Бошњак договара ручак са Софијом                                              | Милан Караџић и Станко Милошевић | Иван Јовановић и Нина Џувер                                                                      | 25. септембар 2023.  |
| Софија позива Јовану Бошњак, коју је упознала на ревији у бизнис клубу, и договарају ручак. Страхиња се и даље никоме није јавио. Породица је забринута због његовог нестанка, а у Малдивима проналазе његов мобилни телефон и то у канти за смеће... Дијана из немоћи проналази нови начин да уништи углед Кан холдинга – све проблеме износи у медијима и на тај начин им даје ексклузиву. Лука и Алекса покушавају да се договоре да чланак о проблемима у компанији не изађе у јавност. |              |                                                                                      |                                  |                                                                                                  |                      |
| 824 | 29           | Страхиње и даље нема Нада помишља на најгоре                                         | Милан Караџић и Станко Милошевић | Иван Јовановић и Нина Џувер                                                                      | 26. септембар 2023.  |
| "Не брини, жив сам. Јавићу се ускоро", речи су које је Страхиња у СМС поруци послао Нади, међутим он се код куће тог дана није појавио. Не само што она стрепи да је Страхиња у невољи, већ се тога плаше и Тића и Панчета. Та порука Наду уопште није смирила. Након што им је Дајана Ерски забила нож у леђа, Лука и Алекса захтевају да разговарају са њом, не би ли открили зашто је "продала" поверљиве информације најчитанијем таблоиду у земљи. Софија их прекида у разговору и захтева да се у компанији појави и Панчета, како би се одржао важан састанак. |              |                                                                                      |                                  |                                                                                                  |                      |
| 825 | 30           | За Страхињу манекена                                                                 | Милан Караџић и Станко Милошевић | Иван Јовановић и Нина Џувер                                                                      | 27. септембар 2023.  |
| Панчета држи колегијум у Кан холдингу, али безуспешно. Покушава да буде у току са плановима после славне модне ревије, али тешко јој пада и одлучује да све своје приватне проблеме "проспе" на сто, тиме обавештавајући Алексу и Луку да је Страхиња заправо нестао. Јована се и даље љути на Андрију, јер се није сетио њихове годишњице брака. Тића се нада да ће Страхиња сваки час доћи на врата, због чега не одлази у Малдиве, већ га код куће чека са Панчетом. И док сви са нестрпљењем чекају Страхињу да се појави, Миле у Малдивима међу новчаницама у каси проналази коверту намењену управо Страхињи. Долази до инцидента између Луке и Софије, када он сазнаје да је Максим поново запослен у фирми. Софија покушава да избегне правдање, али Лука инсистира да му све објасни и зашто је Максим поново међу колегама... |              |                                                                                      |                                  |                                                                                                  |                      |
| 826 | 31           | Страхиња Бунчић је овде...                                                           | Милан Караџић и Станко Милошевић | Иван Јовановић и Нина Џувер                                                                      | 28. септембар 2023.  |
| Тића и Миле се састају са Вукашином у бизнис клубу како би разговарали о Страхињином нестанку. Вукашин долази до закључка да је Страхиња у опасности и да му прети неко из његове ружне прошлости. Панчета организује састанак у Кан холдингу и саопштава име особе која ће бити њен заступник у фирми. Нада позива болницу како би проверила да ли је Страхиња можда тамо смештен и добија потврдан одговор. Одлази тамо са Милом и сазнаје да је Страхиња оперисан и да се налази на интензивној нези. Софија проводи ноћ код Андријом Бошњаком. Након бурног провода, у Кан холдинг за њу стиже букет цвећа и 500 евра, али и порука која ће је избацити из текста... |              |                                                                                      |                                  |                                                                                                  |                      |
| 827 | 32           | Страхиња је претучен на улици                                                        | Милан Караџић и Станко Милошевић | Иван Јовановић и Нина Џувер                                                                      | 29. септембар 2023.  |
| Тића је неутешан након сазнања да је Страхиња претучен на улици и да је завршио у болници. После напрасног Страхињиног нестанка, Нада успева да га пронађе у болници, међутим, здравствено стање је критично – оперисан је и налази се на интензивној нези. Лука и даље мисли на Зврка... Одлази код Каје и распитује се о њој након што је на путу до Словеније доживела саобраћајку и завршила у коми. Сенка Кокољ после одласка из Кан холдинга наставља да тражи нови посао и шаље своју радну биографију у АБ капитал, који је у власништву Андрије Бошњака, који има у плану да купи акције Кан холдинга. Одлази на разговор за посао... |              |                                                                                      |                                  |                                                                                                  |                      |
| 828 | 33           | Маринко сазнаје да у болници није Страхиња ког они траже                             | Милан Караџић и Станко Милошевић | Иван Јовановић и Нина Џувер                                                                      | 30. септембар 2023.  |
| Дијана ће током ноћи да се ушуња у Кан холдинг и покушаће да украде фактуре из фирме. Ипак, тамо ће је сачекати непријатно изненађење - Дебељко, ком се није надала, а који на Софијино наређење целу ноћ проводи у фирми. У вилу Каначких усељава се Милетова сестра Милена, која ће бити запослена као кућна помоћница. Страхиња и његова породица су у опасности... Маринко одлази у болницу како би обавио разговор са Страхињом и сазнао детаље напада. Међутим, тамо затиче шокантан призор - особа која лежи у болници није Страхиња ког они траже, већ је у питању други мушкарац под истим именом. Софија одлази са Јованом Бошњак на вечеру и одводи је у ресторан у ком је недавно провела незаборавну ноћ са Андријом, Јованиним супругом. Тада јој говори да га је срела и да се познају одраније... |              |                                                                                      |                                  |                                                                                                  |                      |
| 829 | 34           | Знам да сте у пријатељским односима са власницима Кан Холдинга                       | Милан Караџић и Станко Милошевић | Иван Јовановић и Нина Џувер                                                                      | 1. октобар 2023.     |
| Милена се лепо уклапа у породицу Каначки, кувајући и спремајући им свако јутро. Сви су одушевљени, али питање је какве намере има Милена заправо. Добривоје пати за Кајом која га је оставила без објашњења. Уопште није концентрисан на посао у Кан Холдингу, па Јелена покушава да га утеши. Лука и Алекса уговарају састанак са Дијаном, пошто ју је Дебељко затекао како покушава да однесе важне папире из фирме. Никоме није јасно зашто, па браћа Каначки покушавају да је "сатерају у ћошак" не би ли признала за кога ради. Нада и даље покушава да добије Страхињу, али безуспешно. Он се не јавља на телефон, а сви у Панчетиној кући брину. Андрија коначно сазнаје ко је Лука Каначки, већински власник Кан Холдинга, човек који му је отео посао. За породицу Бошњак се распитује и Софија, која жели да прикупи све податке о њиховом бизнису. Андрија се састаје са Сенком и предочава јој да зна истину. Зна да је Сенка у пријатељским односима са власницима Кан Холдинга, наглашавајући да је посао једино што треба да је занима. Максим покушава да сакрије илегалну робу у магацину фирме. |              |                                                                                      |                                  |                                                                                                  |                      |
| 830 | 35           | Да ли ће Кан холдинг добити новог генералног директора                               | Милан Караџић и Станко Милошевић | Иван Јовановић и Нина Џувер                                                                      | 2. октобар 2023.     |
| Милена је бацила око на Алексу... Задовољна је послом у вили Каначки, а своје искуство препричава у разговору са пријатељицом. Ипак, сцена која јој је посебно драга јесте први сусрет са Алексом. Међутим, Олга ће чути да Милена спомиње старијег мушкарца, због чега ће направити љубоморну сцену због Ивана. Вукашин право из полиције одлази у Панчетину кућу како би их обавести о Страхињи. Прави шок уследиће када сазнају да особа која лежи у болници није Страхиња ког они траже. Јована планира путовање са Андријом... Лука, као већински власник Кан холдинга, доноси одлуку да одржи састанак о промени на месту генералног директора... |              |                                                                                      |                                  |                                                                                                  |                      |
| 831 | 36           | Сенка добија посао у АБ капиталу                                                     | Милан Караџић и Станко Милошевић | Иван Јовановић и Нина Џувер                                                                      | 3. октобар 2023.     |
| Дијана Ерски одлуком Луке и Алексе мора да напусти Кан холдинг, а за паковање њених ствари задужене су Ленка и Гала. Коста, Андријин и Јованин син, добија позив из Софије... Вукашин сазнаје нове информације у вези Страхињиног нестанка. Потрага за њим и даље траје, а у све је укључена и полиција. Сенка добија посао у АБ капиталу, а Андрија од ње захтева прековремени рад и праћење улагања конкуренције, међу којима се на првом месту налази Кан холдинг. Током разговора са Андријом, добија позив од Алексе, који је постао нови директор Кан холдинга... Панчета ће направити хаос због чланка који је објављен о њој. За све ће оптужити Галу која је за то била задужена, међутим, не затиче је на радном месту што ће додатно да је изнервира. |              |                                                                                      |                                  |                                                                                                  |                      |
| 832 | 37           | Оде глава и теби и мени ако се о овоме сазна                                         | Милан Караџић и Станко Милошевић | Иван Јовановић и Нина Џувер                                                                      | 4. октобар 2023.     |
| Коста договара састанак са Софијом... Андрија замера Јовани што је својим поступцима спојила њиховог сина са Софијом, са којом је Андрија имао бројне афере. Вукашин моли Донку за помоћ, на шта ће она пристати. Састају се и донеси му поверљиве информације и поручује му да ће обоје остати без главе ако се о томе сазна. Тића долази у полицију како би пријавио да је добио позив са непознатог броја. Од инспектора Цолета сазнаје да је позив упућен из Шведске... |              |                                                                                      |                                  |                                                                                                  |                      |
| 833 | 38           | Максиму нестаје дрога коју је крио у магацину Кан холдинга                           | Милан Караџић и Станко Милошевић | Иван Јовановић и Нина Џувер                                                                      | 5. октобар 2023.     |
| Коста током пословног разговора са Софијом, сазнаје да се његов отац и она познају одраније. Андрија замера Јовани што је на неки начин допринела томе да се Софија и Коста зближе, што њему не иде у прилог с обзиром да је са њом проводио бурне ноћи... Панчета и Нада ће претрнути од страха јер се Тића не јавља. Када се врати кући саопштиће им да је посетио инспектора Цолета са којим је разговарао о позиву који је Тића добио са непознатог броја. Андрија позива Сенку на разговор и распитује се о Кан холдингу. План му је да из ње "извуче" информације о фирми породице Каначки... Максим сакрива дрогу у магацину Кан холдинга и то међу стварима Дијане Ерски. Међутим, наилази на препреку - Дебељко све Дијанине ствари склања и Максим остаје без робе... |              |                                                                                      |                                  |                                                                                                  |                      |
| 834 | 39           | Сестро ја сам готов                                                                  | Милан Караџић и Станко Милошевић | Иван Јовановић и Нина Џувер                                                                      | 6. октобар 2023.     |
| Мила и Уна добијају своју канцеларију у Кан холдингу. Панчета је узбуђена јер се ближи Ружин рођендан и жели да јој направи торту на три спрата. Ипак, Нада није одушевљена том идејом јер још увек не зна где је Страхиња... Лила сазнаје да Милена нема дечка и доноси одлуку да јој помогне у томе. Олга покушава да се запосли због чега се пријављује за посао у Фејму. Иван због њене одлуке неће бити одушевљен и неће је подржати, али она неће одустати. Максим упада у проблем. Нестаје му дрога коју је сакрио у магацину Кан холдинга, након чега му живот виси о концу. Долази код Софије и говори јој да му је живот упропаштен и да је готов... |              |                                                                                      |                                  |                                                                                                  |                      |
| 835 | 40           | Вукашин отвара детективску агенцију                                                  | Милан Караџић и Станко Милошевић | Иван Јовановић, Нина Џувер, Милица Недељковић, Марио Николић и Наталија Мусић                    | 7. октобар 2023.     |
| Вукашин и Маринко отварају детективску агенцију. Лукин и Унин однос је запао у кризу због љубоморе. Луки је засметало што је Уна остварила комуникацију са Костом Бошњак, који јој је чак понудио и да ради у његовој компанији... Избија свађа када Уна спомене Зврка, са којом је Лука био верен, а која је на путу до Словеније доживела тешку саобраћајну несрећу. Лила не одустаје од намере да пронађе правог мушкарца за Милену. Свакодневно је обучава и учи методама којима ће привући "оног правог". Алекса почиње све више да сумња у Софију, међутим, са њим се не слаже Лука, који јој верује, сматрајући да имају исти интерес... Андрија Бошњак од Сенке тражи да му достави све информације о Софији. Ипак, неће му се свидети како је одрадила тај задатак. Олга добија посао у Фејму... |              |                                                                                      |                                  |                                                                                                  |                      |
| 836 | 41           | Да ли ће Страхиња добити прилику да Ружи честита рођендан?                           | Милан Караџић и Станко Милошевић | Иван Јовановић, Нина Џувер, Милица Недељковић, Марио Николић и Наталија Мусић                    | 8. октобар 2023.     |
| Вукашинова агенција је добила задатак од Тиће, а то је да Страхиња добије прилику да се чује са Ружом за њен рођендан. Вукашин се одмах бацио на посао и од инспектора тражио помоћ. Нада је тужна због целе ситуације са Ружиним рођенданом, а Панчета покушава да јој помогне. Алекса договара састанак са Костом у Фејму. Софија је одлучила да помогне Максиму, али због тога је сада љута и свесна да и сама може упасти у проблеме. Андрија Бошњак прича Јовани да је забринут због Костиног понашања. |              |                                                                                      |                                  |                                                                                                  |                      |
| 837 | 42           | Имам нешто за тебе                                                                   | Милан Караџић и Станко Милошевић | Иван Јовановић, Нина Џувер, Милица Недељковић, Марио Николић и Наталија Мусић                    | 9. октобар 2023.     |
| Нада организује прославу поводом Ружиног првог рођендана и у томе јој помажу Панчета и Миле Купус. На прославу долази цела породица и пријатељи, али она је потиштена, јер од Страхиње нема ни трага ни гласа! Софији почиње ужасно да смета Максим и његови проблеми у које је он константно 'увлачи'. Долази код сестре како би му још овај пут притекне у помоћ, али сада је ситуација мало деликатнија. Док је на састанку са Костом, Алекса у ресторану среће Максима који са сумњивим пословним партнером уговара један послић. Усред Ружине рођенданске журке, долази Вукашин који Нади уручује посебан поклон... |              |                                                                                      |                                  |                                                                                                  |                      |
| 838 | 43           | Тића има план како да убрза Страхињин повратак кући, али...                          | Милан Караџић и Станко Милошевић | Иван Јовановић, Нина Џувер, Милица Недељковић, Марио Николић и Наталија Мусић                    | 10. октобар 2023.    |
| Страхиња се јавља Нади и срце јој је „опет на месту“. Позив је умирује, али и даље није срећна зато што није прецизирао када ће се вратити. Нада се такође брине за своју и Ружину безбедност, због чега одлази у полицијску станицу и захтева од Цолета одговоре на неразјашњена питања. Том приликом сазнаје да је Страхиња на сигурном и да само неколико инспектора знају његову локацију. Вукашин заједно са Маринком отвара агенцију за детективе. И Мила и Уна започињу самосталан бизнис и помоћ траже од Гале, која их отресито одбија. Лука и Софија завршавају на пићу и договарају се да убудуће све одлуке о Кан Холдингу морају да доносе заједно. Алекса позива Сенку на састанак и предочава јој неке ствари. Тића се поверава Панчети, јер има план да убрза процес Страхињиног повратка кући... |              |                                                                                      |                                  |                                                                                                  |                      |
| 839 | 44           | Лука је на ручку са Софијом                                                          | Милан Караџић и Станко Милошевић | Иван Јовановић, Нина Џувер, Милица Недељковић, Марио Николић и Наталија Мусић                    | 11. октобар 2023.    |
| Мила долази у канцеларију и саопштава Уни да је Лука на ручку са Софијом. С друге стране и Алекса завршава на састанку са Сенком, која среће Добрицу и Јелену. Добрица јој пред Алексом предлаже да и њега доведе на ново радно место, ако је тамо боље плаћена. Док је Сенка у Кан Холдингу, Андрија је тражи у својој фирми. Од ње захтева да му донесе све извештаје буџета за следећу годину, али добија информацију да Сенка заправо није на свом радном месту. Након разговора са Алексом и бившим колегама у Кан Холдингу, Сенка стиже на састанак са Андријом, који од ње захтева да каже где је била. Иван одлази до Малдива, на Тићин позив, јер жели да му се повери, али ту тајну Иван никоме не каже, посебно не Панчети. |              |                                                                                      |                                  |                                                                                                  |                      |
| 840 | 45           | Инспектор Цоле Тићи прети пиштољем                                                   | Милан Караџић и Станко Милошевић | Иван Јовановић, Нина Џувер, Милица Недељковић, Марио Николић и Наталија Мусић                    | 12. октобар 2023.    |
| Уна и Мила изводе своје мужеве на пиће поводом бизниса који су покренуле. Оне им сада више нису само супруге, већ и пословне партнерке, а Лука и Алекса о томе немају појма. Том друштву се придружује Донка. Инспектор Цоле посећује Тићу у Малдивима, претећи му пиштољем како би престао да преузима ствари на своју руку. Цоле од Тиће тражи новац, тврдећи да је тај дилеров новац заправо његов. Тића не верује шта се дешава! Вукашин сазнаје да је сувласник ноћног клуба и свестан је да му то неко подмеће. Одлази у локал да се лично увери о ком власник је реч. Сенка чека Андрију на договореном састанку, али он касни. Одлучује да документа која је сакупљала данима ипак не преда Андријиној секретарици, већ да му преда лично, али секретарица покушава да је надмудри... |              |                                                                                      |                                  |                                                                                                  |                      |
| 841 | 46           | Власник ноћног клуба је непријатељ из прошлости који сада 'вуче' мудре потезе        | Милан Караџић и Станко Милошевић | Иван Јовановић, Нина Џувер, Милица Недељковић, Марио Николић и Наталија Мусић                    | 13. октобар 2023.    |
| Сенка се спријатељила са Андријином секретарицом, која јој одаје тајне о Андрији. Саветује је да промени планове за буџет за наредну годину АБ Капитала, а успут јој даје савет да се припази, јер је Андрија врло строг шеф. Барбара и Дијана се срећу баш у ноћном клубу, чији власник је наводно Вукашин, и Дијана саопштава Бабрари да је задужена да то место уздигне на виши ниво. Прави власник ноћног клуба ју је замолио да помогне у вођењу локала. У међувремену, ситуација се компликује када Олга добија позив да наступа у том клубу, што она радо прихвата. Маријана се састаје са Луком у бизнис клубу и извињава се за своје понашање. Луки нема избора него да је отпусти из клуба. |              |                                                                                      |                                  |                                                                                                  |                      |
| 842 | 47           | Дијана Ерски упада у замку                                                           | Милан Караџић и Станко Милошевић | Иван Јовановић, Нина Џувер, Милица Недељковић, Марио Николић и Наталија Мусић                    | 14. октобар 2023.    |
| Олга долази у "Фејм" пре свој наступ и видно је под тремом. На вратима је дочекује Дијана Ерски која јој нуди алкохолно пиће да се опусти. у "Фејму" је била и Барбара како би сазнала ко је прави власник. Барбара је сада Вукашинов човек од поверења и по његовом наређењу је ишла у ноћни клуб. Олгин наступ је протекао успешно, након чега су јој чланови породице честитали, али се међу њима појавио и фамозни власник клуба који је желео да се лично упозна са њом. Коста долази у Кан Холдинг на састанак и све секретарице 'луде' за њим. Не само Јелена, сад већ и Гала која инсистира да га испрати. Коста има састанак са Луком, Алексом и Софијом, са којом се поздравља на врло сумњив начин. Вукашин Дијани Ерски "прави сачекушу" у граду не би ли од ње добио информације о власнику "Фејма" и како то да је она тамо привремено запослена. |              |                                                                                      |                                  |                                                                                                  |                      |
| 843 | 48           | Софија, мислио сам да одемо на неко пиће после посла...                              | Милан Караџић и Станко Милошевић | Иван Јовановић, Нина Џувер, Милица Недељковић, Марио Николић и Наталија Мусић                    | 15. октобар 2023.    |
| Након што је Коста имао успешан састанак са Луком, Алексом и Софијом, позива управо њу на пиће после посла. То што је на састанку изјавио да је његова ИТ фирма потпуно самостална од очеве, можда не гарантује да он има исправне намере са Кан Холдингом. Јована позива Косту да отворено разговарају о ономе што се десило на породичном ручку, и то у миру, док је Андрија у Њујорку. Панчета долази код Тиће и саопштава му да је сањала један страшан сан... |              |                                                                                      |                                  |                                                                                                  |                      |
| 844 | 49           | Иван добија позив који ће га узнемирити                                              | Милан Караџић и Станко Милошевић | Иван Јовановић, Нина Џувер, Милица Недељковић, Марио Николић и Наталија Мусић                    | 16. октобар 2023.    |
| Маринко ће завршити у кревету са Барбаром, а Вукашина ће лагати да је ишао у банку... Панчета препричава Тићи сан који је сањала, а у ком је видела како Мила напушта Наду и Дебељка. Након тога доноси одлуку да са њима проведе заједничко време... Све их позива код себе у кућу и њима препричава шта је видела у сновима. Коста "баца" око на Софију иако се његови родитељи противе да буде са њом. Договарају састанак и одлазе у Бизнис клуб. Добрица на све начине покушава да се помири са Кајом, међутим, она га одбија и говори му да нису једно за друго. Мила улази у жестоку расправу са Алексом због његовог понашања према Дебељку. Покушава да се оправда, али му неће проћи за руком... Ивана ће у пола ноћи да пробуди позив који ће да га узнемирити... |              |                                                                                      |                                  |                                                                                                  |                      |
| 845 | 50           | Ирена је у болници                                                                   | Милан Караџић и Станко Милошевић | Иван Јовановић, Нина Џувер, Милица Недељковић, Марио Николић и Наталија Мусић                    | 17. октобар 2023.    |
| Кости се све више свиђа Софија, иако његови родитељи сматрају да је она лош избор за њега. Ивана ће током ноћи узнемирити позив који добија од Леона, а тиче се Ирене... Успаничено говори да чека да лекари кажу шта је са његовом ћерком. Избија жестока свађа између Софије и Максима када га у алкохолисаном стању затекне у свом стану. Добрица тешко подноси раскид са Кајом. Иако је још једном покушао да се помири са њом, она је одлучна и одбија да поново буду заједно. |              |                                                                                      |                                  |                                                                                                  |                      |
| 846 | 51           | Дебељко је нападнут                                                                  | Милан Караџић и Станко Милошевић | Иван Јовановић, Нина Џувер, Милица Недељковић, Марио Николић и Наталија Мусић                    | 18. октобар 2023.    |
| Дебељко је нападнут у магацину Кан холдинга... Добрица не може да се помири са чињеницом да Каја не жели да се помири са њим, па покушава да пронађе спас у алкохолу. Након проведене бурне ноћи у Малдивима, мамуран долази на посао и жали се на главобољу. Максим у алкохолисаном стању улази у расправу са Дебељком, након чега ће уследити хаос... Алекса ће преко Акице покушати да изглади однос са Милом, који је у последње време све затегнутији. Последња у низу свађа десила се због његовог понашања према Дебељку, који га је упоредио са роботом. Маринко прекида Донкин и Барбарин састанак... |              |                                                                                      |                                  |                                                                                                  |                      |
| 847 | 52           | Максим у алкохолисаном стању доживљава саобраћајку                                   | Милан Караџић и Станко Милошевић | Иван Јовановић, Нина Џувер, Милица Недељковић, Марио Николић и Наталија Мусић                    | 19. октобар 2023.    |
| Максим у алкохолисаном стању доживљава саобраћајку. Након инцидента који је изазвао у Кан холдингу, одлази у Прајм и тамо прави сцену због које ће бити избачен из локала. После тога седа за волан и изазива несрећу... Јелена у магацину затиче Дебељка, који је после свађе са Максимом добио батине... Нада одлази код Миле и Уне у фирму, након чега ће заједно да изађу на пиће. Алекса покушава на све начине да изглади однос са Милом, па ће се уз помоћ Лулета потрудити да јој приреди изненађење и извини јој се... |              |                                                                                      |                                  |                                                                                                  |                      |
| 848 | 53           | Кога је Максим ударио аутом                                                          | Милан Караџић и Станко Милошевић | Иван Јовановић, Нина Џувер, Милица Недељковић, Марио Николић и Наталија Мусић                    | 20. октобар 2023.    |
| Алекса и Луле приређују изненађење за Милу, али она не долази кући... Максим у алкохолисаном стању седа за воланом и убрзо након тога некога изазива несрећу. Излази из аута и затиче непомично тело на путу. Вукашин користи Донку и њену позицију како би сазнао потребне информације о новоотвореном клубу у граду. Донка му открива детаље, али му и саопштава да ће јој Барбара бити потребна како би заводила политичаре. Алекса је забринут за Милу... Одлази код Панчете у нади да ће је тамо затећи, али безуспешно. Након тога одлази код Уне и сазнаје где се последњи пут видела са Милом, а кога је Максим ударио аутом? |              |                                                                                      |                                  |                                                                                                  |                      |
| 849 | 54           | Софија помаже Максиму у злочину                                                      | Милан Караџић и Станко Милошевић | Иван Јовановић, Нина Џувер, Милица Недељковић, Марио Николић и Наталија Мусић                    | 21. октобар 2023.    |
| Породица је забринута због Милиног нестанка, сви је траже... Алекса и Лука одлазе код Вукашина у агенцију и моле га за помоћ. Нада је узнемирена јер јој се Мила не јавља на телефон и предосети да нешто није у реду. Нико осим Софије не зна да је Максим Милу ударио аутом. Софија ће поново попустити и помоћи ће брату у злочину... Однос између Јоване и Андрије је све затегнутији због његовог одсутности и непосвећености породици. |              |                                                                                      |                                  |                                                                                                  |                      |
| 850 | 55           | Потрага за Милом и даље траје                                                        | Милан Караџић и Станко Милошевић | Иван Јовановић, Нина Џувер, Милица Недељковић, Марио Николић и Наталија Мусић                    | 22. октобар 2023.    |
| Породица и даље тражи Милу... Лука и Алекса моле Вукашина за помоћ. Он позива инспектора Цолета и почиње велика потрага за несталим Милом... Софија пристаје да помогне Максиму након почињеног злочина, али наилази на неочекивану препреку - ухватиће је Тамбура од ког је Максим украо ауто и којим је ударио Милу... Лука наређује Дебељку да детаљно претражи цео Кан холдинг у нади да ће пронаћи неки траг. Максим након удеса покушава да побегне из земље . Панчети ће изненада у посету да дође Милевица - рођена сестра... |              |                                                                                      |                                  |                                                                                                  |                      |
| 851 | 56           | Софија се појављује у Кан Холдингу тотално равнодушна                                | Милан Караџић и Станко Милошевић | Иван Јовановић, Нина Џувер, Милица Недељковић, Марио Николић и Наталија Мусић                    | 23. октобар 2023.    |
| Полиција успева да лоцира Милин телефон и будући да истрага напредује, Алекса се нада да ће је ускоро пронаћи. Инспектор Цоле му саопштава само основне информације, али не и сумњу шта се заправо десило са Милом. Милевица се појављује на Панчетиним вратима и очекује да је сестра лепо дочека. Међутим, Панчета је толико забринута због Милиног нестанка да бес искаљује на Милевици. Милевица је заправо дошла да се извини сестри за све што јој је у животу приредила. Изненађује је загрљајем, а ни Панчети није свеједно. Након неуспешног састанка са Сенком, Андрија се одаје алкохолу. Његова секретарица покушава да му прискочи у помоћ око посла, али он одбија. Док су сви забринути за Милу, у Кан Холдингу се појављује Софија која је толико равнодушна и безобзирна, да се сви питају да ли та жена има емпатије. Инспектор Цоле наређује својој екипи да провери све болнице на територији Београда и околине, укључујући и припаднике специјалне јединице... |              |                                                                                      |                                  |                                                                                                  |                      |
| 852 | 57           | Пронашли смо Милину ципелу на путу поред реке                                        | Милан Караџић и Станко Милошевић | Иван Јовановић, Нина Џувер, Милица Недељковић, Марио Николић и Наталија Мусић                    | 24. октобар 2023.    |
| Након Милиног нестанка Лука је све време уз неутешног Алексу и пружа му подршку у тешким тренуцима... Породица и даље не може да се помири са чињеницом да је Мила нестала. Држе се заједно и надају се да ће полиција успети да је пронађе живу и здраву. Инспектор Цоле долази у вилу Каначких и породици саопштава нове информације у вези Миле - пронађена је њена ципела на путу поред реке... Андрија позива Софију на пиће и признаје јој да му није драго што се виђа са његовим сином Костом. Милевица након повратка прво обилази Панчету и моли је за опрост, а после тога се упућује у детективску агенцију код Вукашина како би разговарали о Жаклиници... |              |                                                                                      |                                  |                                                                                                  |                      |
| 853 | 58           | Изгледа су нашли Милу                                                                | Милан Караџић и Станко Милошевић | Иван Јовановић, Нина Џувер, Милица Недељковић, Марио Николић и Наталија Мусић                    | 25. октобар 2023.    |
| Сви су забринути за Милу, за којом се већ данима трага... Иван позива Наду и саопштава јој да је инспектор Цоле рекао да су пронашли Милину ципелу поред реке... Наду ће ово сазнање сломити, али ће све време имати Панчетину и Тићину подршку. Вукашин добија позив од Тамбуре који му прети због нерашчишћених рачуна из прошлости. Након Милиног нестанка Кан холдинг постаје пуст, а Добрицу позива бивша генерална директорка Сенка Кокољ и тражи услугу од њега... Маринко долази у полицију и сазнаје од Цолета да је Мила можда пронађена... |              |                                                                                      |                                  |                                                                                                  |                      |
| 854 | 59           | Цоле породици саопштава нове информације у вези Милиног нестанка                     | Милан Караџић и Станко Милошевић | Иван Јовановић, Нина Џувер, Милица Недељковић, Марио Николић и Наталија Мусић                    | 26. октобар 2023.    |
| Маринко преноси Вукашину информације које је сазнао у полицији. Иако Вукашин сумња да је особа коју је полиција пронашла права Мила, Маринко га убеђује да су на аутобуској станици пронашли жену која одговара Милином опису и да је чекала аутобус за Крагујевац. Софија моли Луку да преузме све у вези потписивања уговора са фирмом Коста Бошњака, на шта он на крају пристаје. Софија позива Косту да га обавести о детаљима везаним за склапање партнерства међу компанијама, а он позива на пиће... Вукашин сазнаје да је полиција дошла до нових информација у вези Милиног нестанка и одмах се упућује у полицијску станицу код Цолета. Тамо сазнаје да је пронађена друга Милина ципела. Инспектор Цоле долази у вилу Каначких и породици саопштава нове информације у вези са Милиног нестанка... |              |                                                                                      |                                  |                                                                                                  |                      |
| 855 | 60           | Вукашин сазнаје да је Мила убијена                                                   | Милан Караџић и Станко Милошевић | Иван Јовановић, Нина Џувер, Милица Недељковић, Марио Николић и Наталија Мусић                    | 27. октобар 2023.    |
| Вукашин од Цолета сазнаје да је Мила убијена. Вест о Милиној смрти све је потресла, а најтеже је Нади која не може да дође себи након сазнања да је изгубила сестру. Софија проводи ноћ са Костом. Иако су га родитељи све време наговарали да се удаљи од Софије, он је урадио баш супротно и нема намеру да одустане од ње док је скроз не освоји. Сенка на све начине покушава да одговори Андрију да купи Кан холдинг и представља му компанију, у којој је била генерална директорка, као лошу инвестицију, али не успева у томе... Тамбура сазнаје да је Максим његовим аутом убио Милу... |              |                                                                                      |                                  |                                                                                                  |                      |
| 856 | 61           | Вукашин окупља све: Сад када је све прошло морам нешто да вам саопштим               | Милан Караџић и Станко Милошевић | Иван Јовановић, Нина Џувер, Милица Недељковић, Марио Николић и Наталија Мусић                    | 28. октобар 2023.    |
| Сенка одлази да посети Алексу, јер се брине у каквом је стању после Милине смрти. И Софија се ангажује, јер чим је чула за Милину смрт и детаље, одмах је похрлила да пронађе Максима и исприча му све што је чула. Међутим, брат јој се не јавља. Вукашин је окупио целу породицу у вили Каначки јер има нове вести за све њих. Одлучује да заједно са Маринком истражи да ли је тачно да је Милу ударио аутомобил и да је страдала у саобраћајној несрећи, будући да знају да је ипак реч о насилној смрти... |              |                                                                                      |                                  |                                                                                                  |                      |
| 857 | 62           | Алекса и Нада доживљавају нервни слом                                                | Милан Караџић и Станко Милошевић | Иван Јовановић, Нина Џувер, Милица Недељковић, Марио Николић и Наталија Мусић                    | 29. октобар 2023.    |
| Тамбура стиже на Софијина врата и захтева неке одговоре! На пример, да ли је сигурна да не зна ко је управљао његовим аутомобилом у моменту када је Мила страдала. Алекса доживљава нервни слом у полицијској станици и напада инспектора Цолета да му одговори ко је убио Милу. И Нада губи компас и контакт са стварношћу откад је изгубила сестру, али ту је Панчета да јој пружи подршку. Секретарица признаје Андрији да је у фирми била његова супруга Јована и да се распитивала о Софији, али је молила да све то остане у тајности. |              |                                                                                      |                                  |                                                                                                  |                      |
| 858 | 63           | Тражили су те Алекса и Лука                                                          | Милан Караџић и Станко Милошевић | Иван Јовановић, Нина Џувер, Милица Недељковић, Марио Николић и Наталија Мусић                    | 30. октобар 2023.    |
| Након што је Нада имала нервни слом, Уна долази да је посети. После Милине смрти, Иван доводи Лулета у дом Каначки, како би мало провео време са њим. С друге стране, Алекса тражи утеху у послу, али га Лука саветује да одмори мало и да је нормално да сада пати. Алекса одбија његов савет и сматра да је сада време само за посао. Жаклина долази Вукашину у посету, у његову нову канцеларију. Он је прилично изненађен, јер га Жаклина дочекује причом да је претходно разговарала са мамом Милевицом. Маринко има стратегију како да пронађу аутомобил, којим је убијена Мила. Запослени у Кан Холдингу су преосетљиви према Алекси и то га нервира. Сазива састанак и свима саветује да се понашају нормално, као да се ништа није десило. Добрица преноси Софији да су је тражили Алекса и Лука, и она га параноично испитује због чега су хтели да је виде... |              |                                                                                      |                                  |                                                                                                  |                      |
| 859 | 64           | Мислим да си ти идеална особа за то...                                               | Милан Караџић и Станко Милошевић | Иван Јовановић, Нина Џувер, Милица Недељковић, Марио Николић и Наталија Мусић                    | 31. октобар 2023.    |
| Каја сазнаје нове информације у вези Зврковом стања... Нада је у тешком психичком стању након Милине смрти, а Панчета јој се максимално посвећује и помаже јој око Руже. Барбара се поново приближила Маринком и "освојила" његово срце. Након што су ноћ провели заједно, од њега покушава да извуче информације које су јој потребне... Алекса одлази са Сенком на кафу и говори јој да му је био потребан разговор са особом која га неће сажаљевати и да је она идеална особа за то. Каја добија нове информације о Зврковом здравственом стању... Добија позив из Словеније који ће је много обрадовати. Милевица и Тамбура се срећу после много година... |              |                                                                                      |                                  |                                                                                                  |                      |
| 860 | 65           | Зврк позива Кају након саобраћајне несреће                                           | Милан Караџић и Станко Милошевић | Иван Јовановић, Нина Џувер, Милица Недељковић, Марио Николић и Наталија Мусић                    | 1. новембар 2023.    |
| Зврк се коначно пробудила из коме. Након саобраћајне несреће коју је доживела на путу до Словеније, долази себи и позива Кају. Олга се састаје са Тамбуром (власником клуба Фејм) и саопштава му да због Милине смрти мора да направи паузу са певањем у његовом локалу. Маринко долази до нових сазнања о Милином убиству... Посећује особу која жели да му "прода" информације у вези несреће... |              |                                                                                      |                                  |                                                                                                  |                      |
| 861 | 66           | Лука прекида Миленин и Алексин разговор                                              | Милан Караџић и Станко Милошевић | Иван Јовановић, Нина Џувер, Милица Недељковић, Марио Николић и Наталија Мусић                    | 2. новембар 2023.    |
| Каја говори Луки да се Зврк пробудила из коме. Међутим, на Зврков наговор, она прећутаће му да је након несреће остала непокретна и да јој је потребна велика сума новца за операцију у Немачкој. Лука предлаже Каји да оду у Словенију да је посете, али ће она сложити причу како још увек није право време за то. Панчета је сломљена након Милине смрти, а Тића на све начине покушава да је орасположи. Жели да преуреди кухињу како би Панчети вратио осмех на лице, међутим, то му не полази за руком... Милена је бацила око на Алексу, а његову слабост након Милине смрти ће покушати да искористи како би му се приближила... Сазнаје да је Алекса болестан и на коленима га моли да попије лек. Изненада њихов разговор прекида Лука... |              |                                                                                      |                                  |                                                                                                  |                      |
| 862 | 67           | Лука и Зврк обављају први разговор након несреће                                     | Милан Караџић и Станко Милошевић | Иван Јовановић, Нина Џувер, Милица Недељковић, Марио Николић и Наталија Мусић                    | 3. новембар 2023.    |
| Лука и Зврк обављају први разговор након несреће. Каја у разговору са Зврком сазнаје да је несрећа оставила озбиљне последице по њу и да јој је потребан новац како би обавила операцију у Немачкој. Иако Зврк не жели да Лука то сазна, Каја му све преноси након чега он доноси одлуку да јој у тајности плати операцију. Коста ненајављено долази код Софије у стан и прави љубоморну сцену јер му се данима не јавља на телефон. Њена реакција ће додатно да га избаци из такта, али то неће дуго трајати јер ће се препустити страстима и провести ноћ код ње. Коста тражи помоћ од оца како би могао да реализује посао са Кан Холдингом. |              |                                                                                      |                                  |                                                                                                  |                      |
| 863 | 68           | Лука плаћа Звркову операцију                                                         | Милан Караџић и Станко Милошевић | Иван Јовановић, Нина Џувер, Милица Недељковић, Марио Николић и Наталија Мусић                    | 4. новембар 2023.    |
| Лука у тајности плаћа Звркову операцију у иностранству. Од Добрице тражи да пребаци новац једној здравственој организацији која ће покрити трошкове Зврковог лечења, а све у циљу како нико не би знао да је он финансирао њен опоравак. Коста моли оца за помоћ како би реализовао пословну сарадњу са Кан холдингом, међутим, он то одбија. Коста се састаје са Алексом у нади да ће склопити посао без неких ставки из уговора... Лука је Уни прећутао да се Зврк пробудила из коме, али ће Лила да умеша своје прсте и да јој све исприча, па чак и то да су Зврк и Лука разговарали телефоном... Вукашин одлази у "Фејм" како би обавио разговор са Тамбуром, који му је непријатељ из прошлости... |              |                                                                                      |                                  |                                                                                                  |                      |
| 864 | 69           | Нисам стигао да ти кажем                                                             | Милан Караџић и Станко Милошевић | Иван Јовановић, Нина Џувер, Милица Недељковић, Марио Николић и Наталија Мусић                    | 5. новембар 2023.    |
| Уна је сазнала од Лиле да је Лука у контакту са Зврк и сада га је суочила са тим. Да ли Уни смета што се Лука чује са Зврком или само што јој је прећутао ту чињеницу и како ће он да се оправда што ју је слагао. Вукашин је после више од 30 година разговарао са својим старим непријатељем Тамбуром, након чега Тамбура обавља телефонски разговор у којем му је речено да се реши проблема, односно Вукашина. Јелена и Дебељко су одлучили да оду на кратак одмор са децом и убеђују Алексу да им допусти да поведе Лулета. Своје планове о одласку у аква парк причају Панчети, која изненада добија чудан позив, чини се од Наде. |              |                                                                                      |                                  |                                                                                                  |                      |
| 865 | 70           | Надино психичко стање се погоршава                                                   | Милан Караџић и Станко Милошевић | Иван Јовановић, Нина Џувер, Милица Недељковић, Марио Николић и Наталија Мусић                    | 6. новембар 2023.    |
| Панчета добија позив који ће је много узнемирити... Позива је Нада која је након Милине смрти завршила на психијатрији. Иако су мислили да ће се брзо опоравити након преживљеног шока, њено психичко стање се погоршава, а Панчета и Дебељко ће то тешко поднети. Алекса сумња у Косту и ненајављено одлази код њега у канцеларију како би са њим обавио разговор око пословне сарадње са Кан холдингом. Дебељко и Јелена од Луке траже дозволу да узму годишњи одмор како би се због тешке породичне ситуације у коју су запали, склонили на неко време... |              |                                                                                      |                                  |                                                                                                  |                      |
| 866 | 71           | Време је да вратиш свој дуг                                                          | Милан Караџић и Станко Милошевић | Иван Јовановић, Нина Џувер, Милица Недељковић, Марио Николић и Наталија Мусић                    | 7. новембар 2023.    |
| У АБ капиталу избија хаос између Андрије и Косте... Коста ће упасти у очеву канцеларију и направити скандал због тога што му није помогао око склапања сарадње са Кан холдингом. Након Милине смрти и Надиног смештаја у психијатријску установу, Јелена и Дебељко одлазе на одмор како би лакше пребродили ситуацију у којој су се нашли. Алекса долази до уговора о кредиту који Лука подиже у тајности како би платио Звркову операцију у иностранству... Тамбура позива Софију и говори јој да је време да врати свој дуг... |              |                                                                                      |                                  |                                                                                                  |                      |
| 867 | 72           | Ви хоћете да убијем Вукашина                                                         | Милан Караџић и Станко Милошевић | Иван Јовановић, Нина Џувер, Милица Недељковић, Марио Николић и Наталија Мусић                    | 8. новембар 2023.    |
| Тамбура уцењује Софију да мора да се састане са њим, у противном ће је стрпати у затвор. Тамбура од Софије тражи да му се одужи за крађу његовог аутомобила којим је Максим ударио и усмртио Милу. Иако Софија мисли да Тамбуру занима новац, није тако... Састају се у "Фејму", а он од ње тражи да убије Вукашина тако да све изгледа као да је умро од срчаног удара. У АБ капиталу избија свађа између Косте и Андрије, а након тога Андрија ће се сукобити и са Јованом, која ће да стане у одбрану сина. Алекса одлази код Луке како би са њим отворено разговарао о кредиту који је у тајности подигао на фирмино име. |              |                                                                                      |                                  |                                                                                                  |                      |
| 868 | 73           | Не могу више да се носим са свиме                                                    | Милан Караџић и Станко Милошевић | Иван Јовановић, Нина Џувер, Милица Недељковић, Марио Николић и Наталија Мусић                    | 9. новембар 2023.    |
| Цоле добија информацију о Вукашину... Тића доноси одлуку да реновира Малдиве. Мирно, мало место жели да претвори у прави хипстерски локал које ће привући млађе генерације. Алекса тешко подноси живот без Миле. Све теже функционише и не може да се посвети послу... Ленка га затиче у канцеларији како плаче, покушава са њим да обави разговор како би му било лакше, али јој не полази за руком. Јелена и Дебељко одлазе на годишњи одмор, а са собом воде Ружу и Лулета. Панчета остаје сама, а у једном моменту уследиће право изненађење за њу - на вратима ће се појавити Жаклиница која је дошла да је посети. |              |                                                                                      |                                  |                                                                                                  |                      |
| 869 | 74           | Преостају ти још два дана                                                            | Милан Караџић и Станко Милошевић | Иван Јовановић, Нина Џувер, Милица Недељковић, Марио Николић и Наталија Мусић                    | 10. новембар 2023.   |
| Гала раскид са Милетом... Милевица се каје због ружне прошлости и жели да се посвети породици. Због тога ненајављено долази Панчети на врата и моли је да се усели у њену кућу јер нема где, а и да јој буде подршка у тешким тренуцима. Уна и Коста се састају због склапања сарадње, међутим, Лука им прекида разговор... Тамбура све више стеже обруч око Софије која је у страху за свој живот. Добија наређење да Вукашину сипа отров у пиће, а за то има рок од три дана. Ту њеном паклу није крај, па добија узнемирујуће позиве од Тамбуре који јој прети... |              |                                                                                      |                                  |                                                                                                  |                      |
| 870 | 75           | Ти си Мила                                                                           | Милан Караџић и Станко Милошевић | Иван Јовановић, Нина Џувер, Милица Недељковић, Марио Николић и Наталија Мусић                    | 11. новембар 2023.   |
| Лила постаје дементна... У последње време често има проблема са памћењем, а посебно је све забринула када је од Уне видела мртву Милу. На Панчетину адресу стиже велики пакет без истакнутог имена пошиљаоца, због чега Тића диже панику, јер мисли да се у кутији налази бомба. Јелена и Дебељко одлазе на путовање како би лакше пребродили тежак породични период, а то најтеже пада Добрици који остаје сам у канцеларији. |              |                                                                                      |                                  |                                                                                                  |                      |
| 871 | 76           | Лили стижу резултати                                                                 | Милан Караџић и Станко Милошевић | Иван Јовановић, Нина Џувер, Милица Недељковић, Марио Николић и Наталија Мусић                    | 12. новембар 2023.   |
| Лили није јасно зашто се укућани чудно понашају, а када је Иван и Олга доведу код лекара, ухватиће је паника. Добрици недостају Јелена и Дебељко, па почиње да прича сам са собом. На његово запрепашћење, Алекса ће чути цео његов монолог. Панчета је знатижељна да сазна коју је то новину Тића увео у Малдиве, али када јој буде рекао... Лили стижу резултати... |              |                                                                                      |                                  |                                                                                                  |                      |
| 872 | 77           | У вилу долази непозван гост                                                          | Милан Караџић и Станко Милошевић | Иван Јовановић, Нина Џувер, Милица Недељковић, Марио Николић и Наталија Мусић                    | 13. новембар 2023.   |
| Након што је Лила добије резултате, Милена се нуди да брине о њој, пошто је она медицинска сестра и има искуства у нези пацијената и старих особа. Сви чланови породице сазнају за Лилино здравствено стање. Тића је у Малдиве окачио Страхињину фотографију и представља то Панчети као изненађење. Панчета је схватила да је он дефинитивно полудео. Маринко стиже у детективску канцеларију и Вукашину доноси не тако добре вести. Породично окупљање у вили Каначки прекида непозван гост... |              |                                                                                      |                                  |                                                                                                  |                      |
| 873 | 78           | Где је Максим                                                                        | Милан Караџић и Станко Милошевић | Иван Јовановић, Нина Џувер, Милица Недељковић, Марио Николић и Наталија Мусић                    | 14. новембар 2023.   |
| Уна се брине због тужбе, испитујући Луку да ли је размишљао и има ли могућности да се компанија "извуче". Инспектор Цоле хитно позива Вукашина да дође у његову канцеларију! Пронашли су човека који ће их можда одвести до Милиног убице. Андрија Бошњак се толико "намерачио" на Кан Холдинг да је састанак са Сенком само посветио томе. У Кан Холдинг долази Лука који од Софије захтева да му призна где се налази Максим! С друге стране, и Алекса долази до врло интересантног трага... |              |                                                                                      |                                  |                                                                                                  |                      |
| 874 | 79           | Алекса је одговоран за Милину смрт                                                   | Милан Караџић и Станко Милошевић | Иван Јовановић, Нина Џувер, Милица Недељковић, Марио Николић и Наталија Мусић                    | 15. новембар 2023.   |
| Сенка је припремила детаљан извештај о Кан Холдингу и предаје Андрији који је незадовољан и критикује је да је сакупила недовољно информација. Провоцира је идејом да је можда слаба на старог послодавца и да зато крије најважније информације. Алекса добија нервни слом јер је осванула још једна насловница у новинама, али овога пута не о лошој репутацији Кан Холдинга, већ о томе да је управо Алекса одговоран за Милину смрт. Алекса опет има проблем са новинарима и овога пута планира да им стане на пут. Андрија се налази са сином Костом у Фејму и покушава да нађе заједнички језик, после свега што се десило са Софијом. Коста није оптимистичан и не жели никакав контакт са њим. Милена и Маринко се упознају, али њој није баш јасно ко је он. Маринко се представља као породични пријатељ који брине о њиховој безбедности, али Милена то погрешно схвата... |              |                                                                                      |                                  |                                                                                                  |                      |
| 875 | 80           | Софија узнемирена долази у Фејм                                                      | Милан Караџић и Станко Милошевић | Иван Јовановић, Нина Џувер, Милица Недељковић, Марио Николић и Наталија Мусић                    | 16. новембар 2023.   |
| Гала одлази на пиће са Ленком и препричава јој све како је протекао дејт са Борисом. Сигурна је да међу њима има хемије, али јој смета што он све време прича о послу и Кан Холдингу. После напорног пословног дана, Андрија коначно долази кући и жали се супрузи Бојани на Костино понашање, јер је свестан да ће са њим тешко наћи 'заједнички језик'. Након разговора са Вукашином, Софија одлази у Фејм и наручује пиће. Ван себе је и мора да се смири. Ту је Дијана Ерски, која је услужује, али и запиткује. Добрица долази у Малдиве да посети Тићу. Вече добро тече, све до момента када Добрица не угледа Кају, своју бившу љубав и то са другим мушкарцем... |              |                                                                                      |                                  |                                                                                                  |                      |
| 876 | 81           | Да ли је Софија успела да отрује Вукашина                                            | Милан Караџић и Станко Милошевић | Иван Јовановић, Нина Џувер, Милица Недељковић, Марио Николић и Наталија Мусић                    | 17. новембар 2023.   |
| Добрица моли Тићу да га сакрије, како га Каја не би приметила у Малдивима. Али већ је било прекасно, јер је она желела да му се јави. Лила је решила да споји Милену и Маринка. Она се као и увек меша у туђе животе, али Лила не зна да се Милени допада неко други. Бојана се искрада ноћу и излази из спаваће собе, док Андрија спава. Њихово вече завршило се свађом, па је она решила да га сутрадан изненади доласком у његову канцеларију. Андрија јесте изненађен, али му прија што је дошла. Коста је дошао у Кан Холдинг како би коначно договорио сарадњу са Луком и Алексом. Маринко долази на посао и затиче Вукашина како спава за столом. Изгледа да он није ни одлазио кући. Поставља се питање да ли је Софија заиста успела да Тамбурин задатак спроведе у дело и отрује Вукашина... |              |                                                                                      |                                  |                                                                                                  |                      |
| 877 | 82           | Софија добија поруку од Максима                                                      | Милан Караџић и Станко Милошевић | Иван Јовановић, Нина Џувер, Милица Недељковић, Марио Николић и Наталија Мусић                    | 18. новембар 2023.   |
| Софија је у великом проблему после ситуације са Вукашином и покушава да позове Косту. Он се не јавља, али на телефон добија поруку од Максима, који јој шаље фотографију из топлијих крајева. У том тренутку чује чудне звукове испред врата свог стана. Добрица је баш у ребусу након што је срео Кају у Малдивима и тражи савет од колега са посла. Дебељко га уверава да за њихову љубавну причу још увек има наде, па му даје одређене савете како да се понаша пред Кајом, како би је вратио. Уна планира да настави да ради у агенцији, јер сматра да је то једини начин да излечи патњу за Милом. Успут, Уна се жели Ленки да има утисак да је Лука не разуме. Не разуме стање у ком се она тренутно осећа. С друге стране, на пословном плану Алексе и Луке све тече по плану, бар што се тиче уговора који су склопили са Костином компанијом. У Јованином и Андријином браку не тече све глатко, јер Јована трага за истином... |              |                                                                                      |                                  |                                                                                                  |                      |
| 878 | 83           | Да ли је Бојан добро                                                                 | Милан Караџић и Станко Милошевић | Иван Јовановић, Нина Џувер, Милица Недељковић, Марио Николић и Наталија Мусић                    | 19. новембар 2023.   |
| Изгледа да су и Бојана стигле последице свега што му се догодило у последње време. Бојан и Јелена су се вратили из Мађарске, где су били на малом одмору са децом, а Бојан је одмах по повратку имао "испад беса" у фирми. Због овога су сви забринути за њега, а нарочито Јелена и Панчета. Њих две разговарају о томе и баш када је Јелена хтела да јој каже нешто важно, неко је прекинуо њихов разговор. Вукашин и даље избегава Алексине позиве и крије сва своја сазнања, иако је суочио Тамбуру са њима. |              |                                                                                      |                                  |                                                                                                  |                      |
| 879 | 84           | Дебељко је потпуно полудео                                                           | Милан Караџић и Станко Милошевић | Иван Јовановић, Нина Џувер, Милица Недељковић, Марио Николић и Наталија Мусић                    | 20. новембар 2023.   |
| Последице Милине смрти су почеле да се одражавају и на Дебељков живот. Први пут је Јелена искусила агресивног Дебељка, а у магацину он сав посао саботира. Јована Бошњак је убеђена да је Андрија спреман на промену и то уверава и свог сина Косту. Међутим, Коста зна да је Андрија један манипулатор и ништа му не верује, као по обичају. Бојана му саопштава да окреће нови лист. Нови лист жели да окрене и Алекса, али прво мора да сазна ко је убио Милу, јер другачије неће моћи да крене даље. |              |                                                                                      |                                  |                                                                                                  |                      |
| 880 | 85           | Морамо да разговарамо                                                                | Милан Караџић и Станко Милошевић | Иван Јовановић, Нина Џувер, Милица Недељковић, Марио Николић и Наталија Мусић                    | 21. новембар 2023.   |
| Лила се, као и остали укућани, сусреће са првим епизодама деменције и Уна покушава да је обузда. Панчета предлаже Јелени да се сви преселе код ње у кућу, како би се Дебељко опоравио. Панчетин дом је место где је он провео највећи период свог живота, где се осећа сигурно и опуштено, и сигурно ће му тим потезом бити мало боље. Вукашин позива Алексу и Луку у своју канцеларију, током ноћи, како би им саопштио важне вести. Дебељко се и даље понаша нестабилно и дезоријентисано, па га Јелена позива на озбиљан разговор... |              |                                                                                      |                                  |                                                                                                  |                      |
| 881 | 86           | Вукашин је на трагу истине о Милином убиству и креће у потрагу за Максимом           | Милан Караџић и Станко Милошевић | Иван Јовановић, Нина Џувер, Милица Недељковић, Марио Николић и Наталија Мусић                    | 22. новембар 2023.   |
| Тића зове банку поводом кредита који је подигао, како би решио тренутне компликације. Тића је у проблему и жели да своју муку подели са Панчетом, али она га игнорише јер јој у госте долазе Јелена и Дебељко. Дебељко је толико лоше, потпуно игнорише Јелену, али и посао, због чега му Лука долази у посету у магацину како би проверио да ли раде сервери. Дебељко делује незаинтересовано и необавештено. Бојана се удаљава од Андрије, иако јој он доноси скупоцен поклон, али она потпуно игнорише његову пажњу. Вукашин је на трагу истине о Милином убиству. Зна да је Максим прегазио Милу, Тамбуриним аутомобилом. Софија, како би заштитила брата, има задатак да отрује Вукашина, јер ју је Тамбура уцењивао. Све то сазнаје Вукашин и тражи Цолетову помоћ како би открили Максима. Костина компанија склапа врло успешан уговор са Кан Холдингом... |              |                                                                                      |                                  |                                                                                                  |                      |
| 882 | 87           | Тића је пред банкротом                                                               | Милан Караџић и Станко Милошевић | Иван Јовановић, Нина Џувер, Милица Недељковић, Марио Николић и Наталија Мусић                    | 23. новембар 2023.   |
| Тића је запао у озбиљне дугове... Због лошег рада Малдива нема новац да плати рату кредита. С обзиром да му се то дешава други месец заредом, банка му прети одузимањем локала. Тића позива Ивана и моли га за помоћ, међутим, он га одбија... Дебељко је у све горем стању због Милине смрти, али и Надиног психичког стања које се погоршало. Јелена и Панчета су забринуте за њега и смишљају начин како да му помогну. Коста примећује да се Софија у последње време чудно понаша и нуди јој помоћ... |              |                                                                                      |                                  |                                                                                                  |                      |
| 883 | 88           | Дебељково психичко стање се погоршава                                                | Милан Караџић и Станко Милошевић | Иван Јовановић, Нина Џувер, Милица Недељковић, Марио Николић и Наталија Мусић                    | 24. новембар 2023.   |
| Панчета смишља начин како да помогне Тићи... Алекса размишља о освети. Након сазнања да је Максим убио Милу и да му је у злочину помогла Софија, смишља начин на који ће да се освети за убиство своје супруге. Тића је пред банкротом, јер због лошег рада Малдива нема новца да плати три рате кредита. Међутим, Панчета му нуди помоћ... Након Милине смрти и Надиног изненадног погоршаног здравственог стања после чега је смештена у психијатријску установу, Дебељко је у све горем психичком стању... |              |                                                                                      |                                  |                                                                                                  |                      |
| 884 | 89           | Лила ножем насрће на Милену                                                          | Милан Караџић и Станко Милошевић | Иван Јовановић, Нина Џувер, Милица Недељковић, Марио Николић и Наталија Мусић                    | 25. новембар 2023.   |
| Лилин проблем са деменцијом се погоршава из дана у дан. У тренутку изгубљености узима нож и насрће на Милену... Коста Софију представља као своју девојку, а то се нимало не свиђа његовим родитељима. Јована од Андрије тражи помоћ, јер жели о Софији све да сазна. Ипак, Андрија одбија да прича о Софији, што Јована наводи да посумња да је Андрија нешто петљао са Софијом. Тића је запао у озбиљне дугове, а неплаћене рате кредита се само гомилају. Банка му прети одузимањем Малдива. Панчета преузима ствари у своје руке и помаже му. Међутим, једна ствар се Тићи никако неће допасти – Панчетино преуређивање Малдива... Иако јој се не допада, Јована позива Софију на пиће како би је боље упознала... |              |                                                                                      |                                  |                                                                                                  |                      |
| 885 | 90           | Лилу породица жели да смести у болницу                                               | Милан Караџић и Станко Милошевић | Иван Јовановић, Нина Џувер, Милица Недељковић, Марио Николић и Наталија Мусић                    | 26. новембар 2023.   |
| Након што је Лила ножем насрнула на Милену, породица схвата да њено понашање измиче контроли и да јој је потребна помоћ. Доносе одлуку да је сместе у болницу. Јована сумња да је Андрија нешто петљао са Софијом која је сада у вези са њиховим сином. Како би јој се приближила договара са њом састанак и нуди јој посао, што ће Софија радо прихватити. Олга препричава Уни шта је Лила урадила и говори јој да су одлучили да је пошаљу на лечење у бању, јер се плаше да би због проблема са деменцијом могла неког да повреди. |              |                                                                                      |                                  |                                                                                                  |                      |
| 886 | 91           | Лила одлази на лечење                                                                | Милан Караџић и Станко Милошевић | Иван Јовановић, Нина Џувер, Милица Недељковић, Марио Николић и Наталија Мусић                    | 27. новембар 2023.   |
| Лила одлази на лечење. Након што је Лила ножем насрнула на Милену, породица је донела одлуку да је пошаље у бању како би имала медицинско особље око себе, јер јој се проблем са деменцијом погоршава из дана у дан. Алекса нестаје... Лука и Уна се плаше да није дигао руке на себе. Успаничено покушавају да га пронађу... Панчета преузима Малдиве у своје руке након што је Тића упао у озбиљан проблем са банком. Посао у кафићу је слабо ишао, због чега му банка прети одузимањем локала. Тада Панчета доноси одлуку да му помогне, али под условом да она преуреди кафић онако како мисли да ће привући госте. Тићу та идеја неће одушевити, али нема избора... Позива Ивана на кафу како би му показао Малдиве у новом издању. |              |                                                                                      |                                  |                                                                                                  |                      |
| 887 | 92           | Андрија прекида Јованин и Софијин разговор                                           | Милан Караџић и Станко Милошевић | Иван Јовановић, Нина Џувер, Милица Недељковић, Марио Николић и Наталија Мусић                    | 28. новембар 2023.   |
| Дебељко након Милине смрти и Надине хоспитализације пада у депресију. Панчета примећује да се Дебељко чудно понаша у последње време и жели да му помогне. Одлази у његову собу у нади да ће да пронађе неки траг који ће објаснити његово понашање и у томе успева - међу његовим стварима проналази лекове за смирење које користи како би смањио бол и тугу за сестрама. Алекса насрће на Софију... Не може да јој опрости што је Максиму помогла да побегне из земље након што је убио Милу. Јована договара састанак са Софијом, међутим, њихов разговор прекида Андрија... |              |                                                                                      |                                  |                                                                                                  |                      |
| 888 | 93           | Не зна шта га чека                                                                   | Милан Караџић и Станко Милошевић | Иван Јовановић, Нина Џувер, Милица Недељковић, Марио Николић и Наталија Мусић                    | 29. новембар 2023.   |
| Иако је Максим побегао из земље након што је у алкохолисаном стању убио Милу, Вукашин и Цоле прате сваки његов корак и све време су му за петама... Панчета помаже Дебељку да преброди тежак период. Не дозвољава му да иде у Кан холдинг, али га зато запошљава код куће. Уна и Ленка у циљу што боље рекламе за Костину фирму, договарају његов први интервју и фотографисање. Софија жели да сазна да ли је и Коста и њу споменуо у интервјуу и на све начине покушава да то извуче из ње. |              |                                                                                      |                                  |                                                                                                  |                      |
| 889 | 94           | Софију ће узнемирити Максимов позив                                                  | Милан Караџић и Станко Милошевић | Иван Јовановић, Нина Џувер, Милица Недељковић, Марио Николић и Наталија Мусић                    | 30. новембар 2023.   |
| Софију ће Максимов позив тотално да избаци из колосека. Биће узрујана и одбиће састанак са Јованом који се тиче организације хуманитарне вечере. Алекса излази из црнине... Због Лулета се труди да тежак период што пре превазиђе и да наставе нормалним животом. Коста покушава да сазна због чега се Софија у последње време чудно понаша, као и чији ју је позив узнемирио. Иако има намеру да јој помогне, њена бурна реакција ће изазвати свађу. Панчета успева од Малдива да направи прометно место. Уводи промене које ће направити „процват” у локалу, а Милета и Тићу очекује гужва коју ће дуго памтити. Тамбура се састаје са Милевицом, прави заједничку фотографију са њом и шаље је Вукашину... |              |                                                                                      |                                  |                                                                                                  |                      |
| 890 | 95           | Софија оставља Јовану на цедилу                                                      | Милан Караџић и Станко Милошевић | Иван Јовановић, Нина Џувер, Милица Недељковић, Марио Николић и Наталија Мусић                    | 1. децембар 2023.    |
| Панчета у Малдивима организује вече поезије. Тића не може да верује да је Панчетина идеја око преуређивања локала уродила плодом. Напокон може да одахне, јер кафић ради боље него икад и сада ће имати довољно новца да плати рату кредита. Софија оставља Јовану на цедилу. Избегава сусрет са њом и не појављује се на састанку у вези организације хуманитарне вечере. Андрија задужује Бобу да помогне Јовани и да буде њена десна рука докле год то буде потребно. Иако није одушевљена његовом одлуком, пристаје да јој помогне. Лука у бизнис клубу састаје са Жаклиницом и коначно виђа ћерку за коју никад није имао времена. |              |                                                                                      |                                  |                                                                                                  |                      |
| 891 | 96           | Панчета сазнаје нове информације о Надином психичком стању                           | Милан Караџић и Станко Милошевић | Иван Јовановић, Нина Џувер, Милица Недељковић, Марио Николић и Наталија Мусић                    | 2. децембар 2023.    |
| Лука се каје што је запоставио ћерку коју је добио са Жаклиницом. После много времена Жаклиница и Лука се састају у бизнис клубу и уживају са Дином. Панчета добија позив из психијатријске болнице и сазнаје нове информације о Нади. Доктор открива да је Нада преживела велику трауму и да максимално морају да јој се посвете... Вукашин ће тотално да полуди када му Тамбура пошаље заједничку фотографију са Милевицом. Сав бес ће искалити на Маринка ком није јасно о чему се ради. После проведене ноћи код Софије, Коста се враћа кући. Јована критикује сина јер јој није одговарао на позиве, због чега је била забринута за њега... |              |                                                                                      |                                  |                                                                                                  |                      |
| 892 | 97           | На трагу су да нађу Максима и Софија то зна                                          | Милан Караџић и Станко Милошевић | Иван Јовановић, Нина Џувер, Милица Недељковић, Марио Николић и Наталија Мусић                    | 3. децембар 2023.    |
| Јована је скептична по питању Софије, па испитује Косту шта он заправо зна о њој и да ли му је она особа од поверења. Коста истиче да на њихову везу гледа другачије и да је веома опрезан, али Јовани није довољно уверљив. Сенка и Боба излазе на пиће после посла и Сенка је испитује. Боба говори да јој је чашица доброг пића баш прија, па Сенка одлучује да "копа" даље у нади да ће сазнати нешто о Бошњаку. Вукашин и инспектор Цоле долазе код Софије и саопштавају јој да су пронашли Максима. Знају да је својевремено боравио у Доминиканској Републици, али да се сада налази у Босни и Херцеговини, али и даље не могу тачно да га лоцирају. Говоре јој да постоји могућност да је Максим у Србији и да ће се њој првој јавити у том случају. Непозвани гост долази у Малдиве. Миле Купус је потпуно изненађен... |              |                                                                                      |                                  |                                                                                                  |                      |
| 893 | 98           | Луле нестаје                                                                         | Милан Караџић и Станко Милошевић | Иван Јовановић, Нина Џувер, Милица Недељковић, Марио Николић и Наталија Мусић                    | 4. децембар 2023.    |
| Миле је након раскида са Галом одлучио да спакује ствари и напусти Београд на неко време. Убрзо се вратио на своје радно место у Малдиве, где се сусреће са Галом први пут након повратка. Коста код Софије у стану затиче Цолета и Вукашина ... Доноси одлуку да му призна да је њен брат изазвао саобраћајну несрећу и да је у бекству, међутим, прећуткује да је Максим тада убио Милу. Софију је Максимов позив тотално избацио из колосека, због чега одбија да се појави на састанку са Јованом. Ипак, долази код ње како би јој се извинила. Алекса и Лука успевају да спасе Кан холдинг од пропасти. На важном састанку сазнају да су се финансије фирме опоравиле и да не постоје дуговања. Међутим, проблемима нема краја - Луле нестаје... |              |                                                                                      |                                  |                                                                                                  |                      |
| 894 | 99           | Нада долази кући                                                                     | Милан Караџић и Станко Милошевић | Иван Јовановић, Нина Џувер, Милица Недељковић, Марио Николић и Наталија Мусић                    | 5. децембар 2023.    |
| Софија улази у сукоб са Бобом коју је Јована такође укључила у организацију хуманитарне вечере. Софија ће остати у шоку када у Андријиној канцеларији затекне Сенку Кокољ, са којом има нерашчишћене рачуне из прошлости. Иако ће бурно одреаговати када је сретне, Боба ће "показати зубе" и стати Сенки у одбрану. Андрији се никако не свиђа што су Јована и Софија почеле да сарађују, с обзиром да је у прошлости био са њом. Бес који му се накупио због породичних проблема, искалиће на Сенку и Бобу и биће незадовољан њиховим радом. Панчета и Дебељко се увелико спремају за Надин долазак кући. Доктор је рекао да је Нада претрпела велики шок и да јој је потребан мир и нега када изађе из болнице, што су они радо спремни да јој приуште и једва чекају да је виде. |              |                                                                                      |                                  |                                                                                                  |                      |
| 895 | 100          | Панчета добија претње                                                                | Милан Караџић и Станко Милошевић | Иван Јовановић, Нина Џувер, Милица Недељковић, Марио Николић и Наталија Мусић                    | 6. децембар 2023.    |
| Панчету ће узнемирити телефонски позив који ће добити од непознатог мушкарца. У разговору јој открива да једва чека да се Нада врати, јер има много питања за њу. Сенка одлази са Андријом на пословну вечеру. У једном моменту долази до непријатне ситуације – Сенка ће пожелети да иде кући, међутим, Андрија, који је претерао са алкохолом, неће јој дозволити да то уради. Ленка теши Алексу. Проналази Лулета и одводи га кући, а тада ће Алекса инсистирати да попију пиће. Нису се зауставили на једној чаши, па су тако сате провели у разговору и испијању вискија. Луку "копка" што ништа не зна о Тамбури. Одлази у детективску агенцију код Вукашина и тражи од њега да му исприча све што зна о њему... |              |                                                                                      |                                  |                                                                                                  |                      |
| 896 | 101          | Траг кармина на кошуљи                                                               | Милан Караџић и Станко Милошевић | Иван Јовановић, Нина Џувер, Милица Недељковић, Марио Николић и Наталија Мусић                    | 7. децембар 2023.    |
| Након успешно склопљеног договора са партнерима, Андрија се враћа из ноћног клуба и примећује да има трагове кармина на реверу. Свестан је да је већ у лошим односима са супругом, а тек када види ово. Миле Купус моли Панчету за помоћ, јер има проблем са Милевицом, са којом је претходну ноћ делио собу. Жели да се склони од ње, али не зна како. Иако га мучи мамурлук, Андрија одлази на посао и позива Бобу у канцеларију. Захтева да му каже све о добротворној вечери, коју организују Софија и Јована. Ленка и Уна разговарају о Алекси. Забринуте су за њега, поготово Ленка, којој се чини да се Алекса претвара да је добро, колико се заправо тако не осећа. Андрија позива своје колеге на хуманитарну вечеру коју организују његова супруга и Софија. Када то чује, Софији пада "камен са срца", ни не слутећи да ће је та сарадња са Јованом, можда угрозити... |              |                                                                                      |                                  |                                                                                                  |                      |
| 897 | 102          | Панчета открива Тићи шта се догодило                                                 | Милан Караџић и Станко Милошевић | Иван Јовановић, Нина Џувер, Милица Недељковић, Марио Николић и Наталија Мусић                    | 8. децембар 2023.    |
| Дебељко признаје да је постао зависан од таблета. Долази у Кан холдинг и свима саопштава своју одлуку – вратиће се на посао, али прво жели да се одвикне од таблета. Панчета је у страху. Након претњи које је добијала на телефон, сада је доживела још једну трауму. Док је кувала ручак чула је да неко покушава да уђе у кућу... Преплашена одлази у Малдиве како би Тићи исприча шта се десило, али он је не схвата озбиљно. Јована у бизнис клубу жели да организује хуманитарну вечеру , међутим, Андрија се не слаже са тим. Ипак, успева да га наговори и позива Софију како би договориле последње припреме... |              |                                                                                      |                                  |                                                                                                  |                      |
| 898 | 103          | Надин и Ружин живот не сме да буде доведен у опасност                                | Милан Караџић и Станко Милошевић | Иван Јовановић, Нина Џувер, Милица Недељковић, Марио Николић и Наталија Мусић                    | 9. децембар 2023.    |
| Олга добија позив да поново пева у Фејму. Иако би она понуду радо прихватила, са тим се не слаже Иван који добија напад љубоморе и од Тиће тражи савет. Дебељко се враћа на посао и у Кан холдингу га сви дочекују. Иако је желео прво да оде на одвикавање од таблета, па тек онда да се врати на посао, доноси одлуку да одмах почне са радом како би лакше пребродио породичну трагедију. Панчета никако не може да се смири након претњи које је добила од непознатог мушкарца, па престрављена одлази код Вукашина и тражи његову помоћ. Вукашин схвата озбиљност ситуације и у све ће умешати инспектора Цолета и полицију. С обзиром да Нада за два дана излази из болнице, од полиције тражи Надину и Ружину заштиту. |              |                                                                                      |                                  |                                                                                                  |                      |
| 899 | 104          | Панчета се гуши од Вукашинових лоших вести                                           | Милан Караџић и Станко Милошевић | Иван Јовановић, Нина Џувер, Милица Недељковић, Марио Николић и Наталија Мусић                    | 10. децембар 2023.   |
| Алекса добија ненадани позив од старе пријатељице, која има занимљиву понуду... Вукашин доноси Панчети вести које нису ни мало лепе - Нада и мала Ружа морају да се пакују, јер су стављене у програм за заштиту. Иако у потпуности разуме тежину случаја, Панчи не може да се носи са осећајем тескобе који је гуши. На Јованино одушевљење, Лука доноси одлуку да уступи простор бизнис клуба за хуманитарну вечеру која се организује. После непријатности коју су доживеле, Софија одлучује да се извини Јовани и на све то, да јој објасни узрок својих реакција... |              |                                                                                      |                                  |                                                                                                  |                      |
| 900 | 105          | Лили је позлило                                                                      | Милан Караџић и Станко Милошевић | Иван Јовановић, Нина Џувер, Милица Недељковић, Марио Николић и Наталија Мусић                    | 11. децембар 2023.   |
| Олга добија позив из бање и сазнаје да се Лили нешто десило... Јована искључује Софију из организације хуманитарне вечере и иза леђа договара простор у ком ће све бити одржано, а у питању је бизнис клуб. Панчета саопштава Дебељку да Нада не сме да се врати из безбедносних разлога. Због Страхињине ружне прошлости, Нада и Ружа су у опасности и морају да се склоне на неко време... Дебељко тешко прихвата ту вест и пакује Надине ствари. Уна, Лука и Алекса одлазе на пиће у Малдиве, међутим, тамо их чека пријатно изненађење. Потпуно другачији амбијент кафане и гужва какву још никад нису видели. Тића је у страху. Схватио је озбиљност ситуације и забринут је за породицу. Доноси одлуку да ангажује обезбеђење које ће све време мотрити на кућу када је он на послу. |              |                                                                                      |                                  |                                                                                                  |                      |
| 901 | 106          | Каја проводи ноћ са Добрицом                                                         | Милан Караџић и Станко Милошевић | Иван Јовановић, Нина Џувер, Милица Недељковић, Марио Николић и Наталија Мусић                    | 12. децембар 2023.   |
| Каја приводи Добрицу у свој стан и проводе ноћ заједно. У разговору са Ирмом признаје да је била пијана и да јој је он био најлакши да га одвуче у кревет. Иако је Добрица заљубљен у њу, Каји проведена ноћ са њим ништа није значила. Породица је забринута за Лилу. Након што је из бање јављено да јој је позлило и да је пала, Олга, Милена и Иван пакују ствари и одлазе да је посете. Све је спремно за Јованину хуманитарну вечеру, међутим, Андрија наилази на проблем - истог дана има заказан важан састанак у Новом Саду и није сигуран да ће стићи на вечеру... Панчета је сломљена због породичних дешавања. Тешко се носи са ситуацијом у којој су се нашли након Милине смрти... Иако су се сви радовали Надином повратку из болнице, уследио је нови ударац. Из безбедносних разлога са Ружом мора да се преселе на други континент. |              |                                                                                      |                                  |                                                                                                  |                      |
| 902 | 107          | Алекса позива Ленку на пиће                                                          | Милан Караџић и Станко Милошевић | Иван Јовановић, Нина Џувер, Милица Недељковић, Марио Николић и Наталија Мусић                    | 13. децембар 2023.   |
| Милену ће обрадовати Алексин позив. Од првог сусрета са Алексом, Милена се заљубљује на први поглед. Иако никоме ништа о томе не говори, њено понашање је одаје. Позив који добије од Алексе изазваће њено право одушевљење. Међутим, он је уопште не гледа тим очима, а у последње време све је ближи са Ленком коју позива на пиће... Јована напада Софију због пропуста који је направила у организацији хуманитарне вечере. Иако је дошло време да се специјално вече одржи у бизнис клубу, долази до проблема који ће Јовану тотално да избаци из колосека. Водитељка програма ће изненада да се разболи, а Јована ће за све да окриви Софију. Панчета због породичних проблема дуго није одлазила у Кан холдинг, па самим тим није упућена у дешавањима у фирми. Прави шок ће да уследи када уђе у некадашњу Дајанину канцеларију и уместо ње тамо затекне Уну и Ленку... |              |                                                                                      |                                  |                                                                                                  |                      |
| 903 | 108          | Андрија оставља Јовану на цедилу                                                     | Милан Караџић и Станко Милошевић | Иван Јовановић, Нина Џувер, Милица Недељковић, Марио Николић и Наталија Мусић                    | 14. децембар 2023.   |
| Андрија не долази на Јованину хуманитарну вечеру. Андрија због важног састанка одлази у Нови Сад и не успева да стигне на време у бизнис клуб, што ће Коста највише да му замери. Алекса позива Милену како би је замолио да чува Лулета, јер он има обавезе. Иако ће сви мислити да ће остати на послу, у питању је нешто сасвим друго - Ленка. Позива је на пиће и заједно одлазе у Малдиве. Софија својим понашањем одушевљава Јовану, која је у почетку није подносила. Преузима одговорност у организацији хуманитарне вечере и помаже Јовани када јој је помоћ најпотребнија - водећи програм уместо девојке која се изненада разболела. |              |                                                                                      |                                  |                                                                                                  |                      |
| 904 | 109          | Гала прославља рођендан                                                              | Милан Караџић и Станко Милошевић | Иван Јовановић, Нина Џувер, Милица Недељковић, Марио Николић и Наталија Мусић                    | 15. децембар 2023.   |
| Ситуација између Андрије и Јоване је напета. Иако јој је обећао да ће да дође на хуманитарну вечеру коју је организовала у бизнис клубу, до тога ипак није дошло. Андрија je имао важан састанак у Новом Саду и није стигао на време... Боби није јасно како Сенка и Андрија нису стигли на вечеру, с обзиром да су имали довољно време да се врате. Од Сенке покушава да сазна шта се тачно десило... Панчета као власница Кан холдинга први пут одлази на неки догађај. Тамо упознаје утицајне људе, a један од њих je немачки амбасадор. Ипак, Тића прекида њихов разговор и Панчета му то замера. Гала прославља рођендан... |              |                                                                                      |                                  |                                                                                                  |                      |
| 905 | 110          | Живот си ми уништила                                                                 | Милан Караџић и Станко Милошевић | Иван Јовановић, Нина Џувер, Милица Недељковић, Марио Николић и Наталија Мусић                    | 16. децембар 2023.   |
| Софија позива Косту на вечеру. Иако je мислила да ће лако успети да се помири са Костом, до тога не долази и саопштава јој да je међу њима готово. Вукашин наставља рат са Тамбуром - смишља следећи корак у великој освети према њему... Коста сазнаје за скандал који je избио на хуманитарној вечери коју je Јована организовала у бизнис клубу. Осуђује мајку зато што je пред свима полила Андрију и понизила га пред угледним људима. Андрија у алкохолисаном стању напада Јовану и оптужује je да му je уништила живот. Софија добија позив од Максима ком je полиција за петама... |              |                                                                                      |                                  |                                                                                                  |                      |
| 906 | 111          | Софија се налази са Максимом                                                         | Милан Караџић и Станко Милошевић | Иван Јовановић, Нина Џувер, Милица Недељковић, Марио Николић и Наталија Мусић                    | 17. децембар 2023.   |
| Јована je разочарана зато што joj je Андрија признао да се оженио њоме јер га je деда натерао и схвата да je цео њихов заједнички живот био фарса. Он joj прича да je покушао да je воли и да je дао све од себе, a затим проводи ноћ на каучу. Како ће изгледати јутро када се отрезни и да ли ће зажалити због онога што je рекао? Тамбура je веома бесан због Вукашинове лажне дојаве o бомби, a он му прети да ће следећег пута бити права. Ова прича je завршила и у новинама. Софија се у међувремену налази са Максимом. |              |                                                                                      |                                  |                                                                                                  |                      |
| 907 | 112          | Тамбура одлази у полицију и пријављује Вукашина                                      | Милан Караџић и Станко Милошевић | Иван Јовановић, Нина Џувер, Милица Недељковић, Марио Николић и Наталија Мусић                    | 18. децембар 2023.   |
| Софија се састаје са Максимом, a Вукашин прати сваки њихов корак. Иако мисле да je Вукашин наиван и да им неће ући у траг, до тога ипак долази... Хаос у породици Бошњак почиње када Андрија закасни на Јованину хуманитарну вечеру. Тада ће Јована бурно одреаговати и Андрију полити водом, што ће додатно закомпликовати њихов однос. Андрија у алкохолисаном стању оптужује Јовану да je намерно остала трудна како би му узела новац... Ипак, убрзо схваћа да je направио глупост, али се не сећа шта je Јовани рекао. У разговору са Сенком признаје joj да се посвађао са супругом... Тамбура одлази у полицију како би пријавио Вукашина да je полицији дао лажну дојаву o бомби у Фејму. |              |                                                                                      |                                  |                                                                                                  |                      |
| 908 | 113          | Опрости ми био сам пијан                                                             | Милан Караџић и Станко Милошевић | Иван Јовановић, Нина Џувер, Милица Недељковић, Марио Николић и Наталија Мусић                    | 19. децембар 2023.   |
| Андрија моли Јовани да му опрости. Свађа између Јоване и Андрије избија када он не стигне на време на њену хуманитарни вечеру. Тада Јованина бурна реакција наводи Андрију да се напије, не слутећи да ће то још више закомпликовати њихов однос. Андрија у алкохолисаном стању оптужује Јовану да je намерно остала трудна како би му узела новац... Када je схватио шта je заправо урадио, долази код Јоване да je моли да му опрости и купује joj цвеће. Вукашин je Максиму ушао у траг када се тајно састао са Софијом у једном хотелу. Ипак, успева да му побегне "испред носа". Вукашин са Цолетом одлази код Софије kako би сазнали где се Максим сада крије... |              |                                                                                      |                                  |                                                                                                  |                      |
| 909 | 114          | Алекса сазнаје да је Максим ухапшен                                                  | Милан Караџић и Станко Милошевић | Иван Јовановић, Нина Џувер, Милица Недељковић, Марио Николић и Наталија Мусић                    | 20. децембар 2023.   |
| Максим је ухапшен. Милин убица коначно је иза решетака, а Вукашин одмах одлази код Алексе како би му то саопштио. Алекса након тога доноси одлуку да окупи целу породицу и да им саопшти да је правда коначно задовољена. Када је у бизнис клубу избила свађа између Јоване и Андрије, Коста је стао на страну оца. Ипак, када је схватио да је погрешио, долази код Јоване како би јој се извинио. Андрија важан посао поверава Боби, али не жели да јој открива детаље, што се до сада никада није десило. Иако јој није јасно због чега то ради, прихвата Андријин захтев. Вукашин долази код Тамбуре, свог непријатеља из прошлости и поручује му да игра мора да престане... |              |                                                                                      |                                  |                                                                                                  |                      |
| 910 | 115          | Мила би ми рекла да ће све бити у реду                                               | Милан Караџић и Станко Милошевић | Иван Јовановић, Нина Џувер, Милица Недељковић, Марио Николић и Наталија Мусић                    | 21. децембар 2023.   |
| Иако је правда задовољена и Милин убица је коначно иза решетака, Алекса не може да преболи губитак супруге. Боба од Андрије добила задатак да истражи све о животу Микија Тамбуре, међутим, право изненађење ће уследити када под тим именом никог не нађе. Ипак, Боба не одустаје и доноси одлуку да оде у Фејм на ручак. Позива Сенку да јој прави друштво, на шта она радо пристаје. Ситуација између Јоване и Андрије се не смирује... Свестан је да је направио глупост и да ће Јована преко свих ружних речи које јој је изговорио, тешко прећи. Иако однос између њега и Косте никада није био сјајан, позива сина на ручак како би разговарали о свему што се десило... |              |                                                                                      |                                  |                                                                                                  |                      |
| 911 | 116          | Тамбура сазнаје да је Максим ухапшен                                                 | Милан Караџић и Станко Милошевић | Иван Јовановић, Нина Џувер, Милица Недељковић, Марио Николић и Наталија Мусић                    | 22. децембар 2023.   |
| Тамбура у вестима сазнаје да је Максим, који је његовим аутомобилом убио Милу, ухапшен. Породица је шокирана сазнањем да им је Милин убица све време био испред носа. Тешко подносе чињеницу да ју је Максим убио... Боба долази код Андрије са новим информацијама везаним за Тамбуру. Иако је Андрија убеђен да постоји нека мрља у Тамбуриној прошлости, Боба га уверава да је он добар човек и да је раније радио у државној безбедности. Ленка након сазнања ко је убио Милу, позива Алексу са којим је у последње време све ближа, да провери како је. Коста од Јоване сазнаје да је ухапшен Софијин брат... |              |                                                                                      |                                  |                                                                                                  |                      |
| 912 | 117          | Осећам кривицу због Милине смрти                                                     | Милан Караџић и Станко Милошевић | Иван Јовановић, Нина Џувер, Милица Недељковић, Марио Николић и Наталија Мусић                    | 23. децембар 2023.   |
| Коста остаје затечен информацијом да је Софијин брат ухапшен због Милиног убиства. Софија се након те несреће чудно понашала, али је одбијала да му каже истину. Ипак, ни сада је не оптужује, већ покушава да схвати шта се заиста десило и пита се да ли је она у све то упућена. Ленка и Алекса поново одлазе на пиће... Алекса јој тада признаје да себе криви за Милину смрт и да сматра да би све било другачије да се он није тако понашао. Јелена на све начине покушава да помогне Дебељку да превазиђе најтежу животну ситуацију која му се до сада десила. Никако не може да се помири да је Мила мртва и да је више никада неће видети. Андрија је у алкохолисаном стању изговорио нешто што је Јовану натерало да размисли о разводу. Свестан шта је урадио, покушава да се помири са њом, али му не полази за руком. После неуспешног покушаја са цвећем, долази код ње и моли је за опрост... |              |                                                                                      |                                  |                                                                                                  |                      |
| 913 | 118          | Андрија среће свог рођеног брата                                                     | Милан Караџић и Станко Милошевић | Иван Јовановић, Нина Џувер, Милица Недељковић, Марио Николић и Наталија Мусић                    | 24. децембар 2023.   |
| Ситуација између Јоване и Андрије се смирила, а он јој говори да је видео брата Гвоздена како проси у Београду. Коста жели да буде уз Софију док пролази кроз тежак период, међутим, она га поново одбија од себе. Свестан је да га је лагала када је у питању њен брат, али не жели да је остави саму. Андрија све време размишља о Гвоздену. Сенка припрема годишњи финансијски извештај АБ капитала и доноси документа која Андрија треба да потпише. Иако су га дан пре тога заједно проучили, у моменту му мисли "лутају" и не зна о чему Сенка прича... Ленка након проведене занимљиве вечери са Алексом, долази код њега да види како је расположен. Да је и њему драго што је види, одаје га осмех који све време држи на лицу. Полиција сазнаје да је аутомобил којим је Мила убијена заправо Тамбурин... |              |                                                                                      |                                  |                                                                                                  |                      |
| 914 | 119          | Коста се састаје са Тамбуром                                                         | Милан Караџић и Станко Милошевић | Иван Јовановић, Нина Џувер, Милица Недељковић, Марио Николић и Наталија Мусић                    | 25. децембар 2023.   |
| Цоле сазнаје да је аутомобил којим је Мила убијена у Тамбурином власништву. Алекса одлази са Ленком на ручак. После Милине смрти доноси одлуку да настави са својим животом, а Ленка му у томе помаже. Иако се Милена нада да ће једног дана бити са Алексом, то се очигледно неће десити, јер је његов однос са Ленком све приснији. Софија је желела да помогне Максиму након несреће. Међутим, Тамбура, чијим аутомобилом Максим убио Милу, то сазнаје и све време јој је за петама. Редовно је зове и прети јој, после чега она доноси одлуку да се сусретне са њим очи у очи. Међутим, није знала да је Коста прати. Он сутрадан одлази у Фејм и састаје се са Тамбуром... |              |                                                                                      |                                  |                                                                                                  |                      |
| 915 | 120          | Први сусрет Андрије и Гвоздена                                                       | Милан Караџић и Станко Милошевић | Иван Јовановић, Нина Џувер, Милица Недељковић, Марио Николић и Наталија Мусић                    | 26. децембар 2023.   |
| Полиција трага за аутомобилом којим је Максим убио Милу. Полиција сазнаје да аутомобил припада Тамбура, о чему Цоле обавештава Вукашина. Андрија је сигуран да је видео Гвоздена како проси. Ту сцену некако не може да избаци из главе, а иако покушава да га пронађе, то му не полази за руком... Лука и Алекса организују прославу поводом великог успеха апликације коју су лансирали. Ипак, у једном моменту прославу прекида човек који жели да разговара са власницима Кан холдинга. Андрија коначно проналази рођеног брата Гвоздена... |              |                                                                                      |                                  |                                                                                                  |                      |
| 916 | 121          | Лила се враћа кући                                                                   | Милан Караџић и Станко Милошевић | Иван Јовановић, Нина Џувер, Милица Недељковић, Марио Николић и Наталија Мусић                    | 27. децембар 2023.   |
| Лила се враћа кући. Лекари су установили да Лила нема деменцију, већ да је имала благи мождани удар који је утицао на њено памћење. Након успешног опоравка у бањи, породица је са нестрпљењем очекује у вили Каначких. Олга води рачуна о сваком детаљу, па Милени даје смернице шта све треба да се уради док Лила не дође. Лука и Алекса на прослави успешно обављеног посла са апликацијом, организују прославу са запосленима. Ипак, један информација ће све да им упропасти – Кан холдинг је поново у проблему... С обзиром да Софија пролази кроз тежак период због Максимовог хапшења, Јована жели да буде уз њу и да јој пружи подршку. Позива је на пиће... Андрија после 26 година среће брата Гвоздена и са њим одлази у ресторан на ручак... |              |                                                                                      |                                  |                                                                                                  |                      |
| 917 | 122          | Боба је забринута за Андрију                                                         | Милан Караџић и Станко Милошевић | Иван Јовановић, Нина Џувер, Милица Недељковић, Марио Николић и Наталија Мусић                    | 28. децембар 2023.   |
| Андрија брата Гвоздена доводи кући. Сенка сазива састанак са Бобом и Андријом и саопштава им да посао у Црној Гори "цвета" и да је извештај о приливу новца и више него одличан. Боби је много чудно Андријино понашање. Након свађе, која је умало довела до развода Јоване и њега, тотално се променио. Иако је дошло до помирења, уследиће нови ударац за њега - проналазак рођеног брата Гвоздена, ког 26 година није видео. Све то утиче на њега и постаје незаинтересован за посао, што је за Боби необично, јер није навикла да се Андрија тако понаша. Кан холдинг је у великим проблемима због кредита који је пребачен на фирму без да је ико знао... Алекса и Лука доносе одлуку да то не открију запосленима како не би дизали панику, али одлазе код Панчете како би јој то саопштили. Олга добија позив од Тамбуре... |              |                                                                                      |                                  |                                                                                                  |                      |
| 918 | 123          | Милена не знам да ли могу да ти верујем                                              | Милан Караџић и Станко Милошевић | Иван Јовановић, Нина Џувер, Милица Недељковић, Марио Николић и Наталија Мусић                    | 29. децембар 2023.   |
| Милена ће раскринкати Олгу... Олга добија позив од Тамбуре и са њим се састаје у Фејму. О томе никоме није рекла ни реч, сем Милени у коју је имала поверење и коју је замолила да породици каже да је отишла код шнајдера. Ипак, Милена ће све испричати Ивану. Уна доноси одлуку да са Луком расправи о неким ситуацијама из прошлости, а које је све време спречавају да ужива у љубави са њим. Цоле и Вукашин траже помоћ од Донке... |              |                                                                                      |                                  |                                                                                                  |                      |
| 919 | 124          | Гвозден поново нестаје                                                               | Милан Караџић и Станко Милошевић | Иван Јовановић, Нина Џувер, Милица Недељковић, Марио Николић и Наталија Мусић                    | 30. децембар 2023.   |
| Након емотивног сусрета Андрије и Гвоздена после 26 година раздвојености, Гвозден поново нестаје... Андрија не крије колико му је брат недостајао и на све начине покушава да га задржи у својој близини. Ипак, Гвозден се тешко прилагођава на луксузан живот, с обзиром да дуго живи као бескућник. Андрија му нуди кров над главом и Гвозден пристаје да преноћи код брата, међутим, убрзо нестаје... Кан холдинг је у великим проблемима због кредита. Иако Лука и Алекса запосленима ништа не желе да кажу како не би дизали панику, Добрица предосећа да нешто није у реду и о томе разговара са Јеленом. Олга добија понуду од Тамбуре да поново почне да наступа у његовом клубу. Тајно је састаје са њим у нади да нико неће сазнати, међутим, Милена ће све испричати Ивану. Олга се правда да је ишла да одбије понуду, али Иван не жели да је слуша... |              |                                                                                      |                                  |                                                                                                  |                      |
| 920 | 125          | Хоће ли преживети?                                                                   | Милан Караџић и Станко Милошевић | Иван Јовановић, Нина Џувер, Милица Недељковић, Марио Николић и Наталија Мусић                    | 31. децембар 2023.   |
| Лука и Алекса још увек разматрају план којим би се извукли из финансијске кризе. Они имају идеју да све што имају уложе у берзу, али Алекса је прилично скептичан и тешко му је да се одлучи на тако велики ризик. Док седе и разговарају, Алекса сазнаје да се Лила вратила кући и да се приређује вечера у част њеног повратка. Ипак, пре породичног окупљања браћа свраћају код Панчете како би јој предочили свој план... После разговора са оцем Коста узнемирен одлази код мајке... |              |                                                                                      |                                  |                                                                                                  |                      |
| 921 | 126          | Алекса и Лука добијају информацију око новца који су уложили...                      | Милан Караџић и Станко Милошевић | Иван Јовановић, Нина Џувер, Милица Недељковић, Марио Николић и Наталија Мусић                    | 1. јануар 2024.      |
| Панчету помало хвата паника од помисли да би могли да остану без ичега. Мајка покушава да умири Косту, али све то пада у воду када се у кући појави побеснели Андрија. Јована покушава да сазна од мужа да ли ће санкционисати сина и шта планира да уради. Алекса и Лука добијају информације око новца који су уложили... |              |                                                                                      |                                  |                                                                                                  |                      |
| 922 | 127          | Нешто није добро                                                                     | Милан Караџић и Станко Милошевић | Иван Јовановић, Нина Џувер, Милица Недељковић, Марио Николић и Наталија Мусић                    | 2. јануар 2024.      |
| Коста је шокиран и бесан због очеве одлуке да га врати у Америку, али Андрија не попушта чак ни пред молбама жене, јер не жели да их син све повуче у амбис. Милена не зна како да допре до Алексиног срца па прибегава паганским методама. Панчета је забринута јер јој се Лука не јавља на телефон и сигурна је да нешто није у реду, иако Тића покушава да је разувери. Софију позивају из банке и захтевају да што пре дође. |              |                                                                                      |                                  |                                                                                                  |                      |
| 923 | 128          | Ја сам мислила ће то да ми помогне                                                   | Милан Караџић и Станко Милошевић | Иван Јовановић, Нина Џувер, Милица Недељковић, Марио Николић и Наталија Мусић                    | 3. јануар 2024.      |
| Алекса позива своју мајку и пита је зашто је опет била у његовом стану. Олга је изненађена овим питањем, будући да није долазила. Након разговора са њим схвата ко је украо кључеве од његовог стана и то саопштава Лили и Ивану. Иван се присећа разговора који је чуо у кухињи, док је Милена са неким разговарала и говорила да јој се допада Алекса. Тића се жали Милету да је Кан Холдинг у озбиљним финансијским дуговима и да не види решење. Лоше вести стижу и до Софије, јер Коста долази да је посети и саопштава јој да се враћа у Америку. Алекса је толико слуђен око посла да позива Сенку и тражи од ње савет. Говори јој да су се појавили кредити Гама корпорације за које ни он ни Лука нису знали. Сенка ту вест, да је Кан Холдинг упао у велике и озбиљне дугове, одмах преноси Андрији . Милена, уплакана и сва слуђена, одлази у Малдиве и жали се Милету... |              |                                                                                      |                                  |                                                                                                  |                      |
| 924 | 129          | Враћам се у Америку                                                                  | Милан Караџић и Станко Милошевић | Иван Јовановић, Нина Џувер, Милица Недељковић, Марио Николић и Наталија Мусић                    | 4. јануар 2024.      |
| Јована ангажује Барбару као приватног детектива да прати сваки Андријин корак, јер жели да сазна ко је жена са којом је вара. Сенка повезује Андрију са Луком и Алексом и уз његову помоћ жели да спаси Кан холдинг, који је у великом финансијском проблему због кредита. Коста доноси одлуку да се врати у Америку. Састаје се са Уном и Ленком и прекида сарадњу са њима. Сенка проводи ноћ код Алексе... |              |                                                                                      |                                  |                                                                                                  |                      |
| 925 | 130          | Тотални банкрот породице Каначки                                                     | Милан Караџић и Станко Милошевић | Иван Јовановић, Нина Џувер, Милица Недељковић, Марио Николић и Наталија Мусић                    | 5. јануар 2024.      |
| Породица Каначки је банкротирала. Лука и Алекса остају без Кан холдинга... Иако су мислили да ће Андрија Бошњак фирму извући из проблема, он их је преварио и одузима им све што имају – компанију и вилу Каначки. Унин и Лукин брак упада у велику кризу. Уна се виђа са Андријом који јој отворено говори да је заљубљен у њу и да ће све учинити да буду заједно. Са друге стране, Лука и Алекса се запошљавају код Тиће у Малдивима, који су им једина сламка спаса. Милин губитак породица је тешко поднела, а њену смрт најтеже је поднео Алекса, који се са том чињеницом дуго борио. Ипак, томе је дошао крај, а срећу проналази крај Сенке Кокољ, која је од самог почетка заљубљена у њега. Иван се поново одаје алкохолу... Породица је изгубила кућу и фирму, а он остаје и без жене... Олга доноси одлуку да га остави и започне везу са Тамбуром, у чијем је клубу раније радила. Цоле одустаје од каријере у полицији. Даје отказ и на његово место долази нови директор... |              |                                                                                      |                                  |                                                                                                  |                      |
| 926 | 131          | Иван завршава на бувљаку                                                             | Милан Караџић и Станко Милошевић | Иван Јовановић, Нина Џувер, Милица Недељковић, Марио Николић и Наталија Мусић                    | 6. јануар 2024.      |
| Како би помогао породици и спасио синове од банкрота, Иван одлучује да продаје ствари на бувљаку, а друштво му прави најбољи пријатељ Тића. Бојана стиже код Софије у канцеларију и жали јој се да јој недостаје Коста. Слично се осећа и Софија, па јој открива да ли се чује са Костом откад је отишао у Америку. Андрија и Уна завршавају у Бизнис клубу, али се Уна све време плаши да ће их видети Ирма и да ће све пренети Луки. Андрија у томе не види ништа лоше, јер њих двоје разговарају о Гвоздену. Лука и Алекса конобаришу у Малдивима, како би што пре зарадили новац. Алекса наређује Луки, што њему никако не прија. Алекса га чак криви да су због њега изгубио кућу и компанију. Сенка се поверава Боби о својој новој љубавној вези. |              |                                                                                      |                                  |                                                                                                  |                      |
| 927 | 132          | Јована сумња да се Андрија заљубио у другу жену - да ли је то можда Уна              | Милан Караџић и Станко Милошевић | Иван Јовановић, Нина Џувер, Милица Недељковић, Марио Николић и Наталија Мусић                    | 7. јануар 2024.      |
| Јована долази код Софије и жали јој се да се Андрија заљубио у другу жену! Да ствар буде гора, Андрија посећује Уну у Кан Холдингу и позива је на пиће. Међутим, она одбија његов позив. Лука показује љубомору, иако не зна о чему се ради, али јој напомиње да шта год да ради, нада се да то неће угрозити њихове брачне односе... |              |                                                                                      |                                  |                                                                                                  |                      |
| 928 | 133          | Гвозден долази у Кан холдинг                                                         | Милан Караџић и Станко Милошевић | Иван Јовановић, Нина Џувер, Милица Недељковић, Марио Николић и Наталија Мусић                    | 8. јануар 2024.      |
| Дебељко и Јелена се разводе. Након пропадања Кан холдинга Јелена доноси одлуку да оде у иностранство. Због тога је избила свађа са Дебељком која је резултирала крахом њиховог брака. Са друге стране, Дебељко се запошљава у Фејму код Дијане Ерски. С обзиром да има конобарског искуства одраније, искористиће ту прилику како не би остао без посла. Ипак, једна ситуација у локалу којој је присуствовао оставља велики траг на њега - полиција упада и пребија алкохолисаног мушкарца који је правио хаос у локалу. Вукашин у детективској агенцији запошљава Барбару, која убрзо добија свој задатак и то од Јоване Бошњак. Јована је свесна да је Андрија вара и да она није једина жена у његовом животу, а сада жели да сазна о коме се ради. Због тога одлучује да ангажује детектива који ће да га прати 24/7. После сусрета са Андријом, Гвозден је поново нестао, а иако је дао све од себе како би пронашао рођеног брата, то му није полазило за руком. Ипак, Гвозден је одлучио да се врати и долази у Кан холдинг... |              |                                                                                      |                                  |                                                                                                  |                      |
| 929 | 134          | Софија посећује Максима у затвору                                                    | Милан Караџић и Станко Милошевић | Иван Јовановић, Нина Џувер, Милица Недељковић, Марио Николић и Наталија Мусић                    | 9. јануар 2024.      |
| Софија посећује Максима у затвору. Тамбура примећује да се Олга чудно понаша и да нешто није у реду. Долази код ње у Фејм како би сазнао о чему се ради... Андрија је заљубљен у Уну, а Јована осети да је супруг не воли и да има другу. Из тог разлога Андрију већ дуже време прати Барбара, коју је Јована ангажовала. Оне се састану и Јована сазнаје да се Андрија не виђа са другом девојком. Иако јој је било тешко да поверује, прихватила је то као истину. Прави вечеру како би изненадила Андрију када дође са посла, међутим, он одбија да једе... Панчета је огорчена на Иваново понашање. Након тоталне пропасти породице Каначки и његовог и Олгиног раскида, поново се одаје алкохолу... Алекса доноси одлуку да прекине тајну аферу са Сенком, иако је она заљубљена у њега. У Малдивима долази до препирања између Сенке и Ленке и то због Алексе... |              |                                                                                      |                                  |                                                                                                  |                      |
| 930 | 135          | Чији долазак је шокирао Панчету                                                      | Милан Караџић и Станко Милошевић | Иван Јовановић, Нина Џувер, Милица Недељковић, Марио Николић и Наталија Мусић                    | 10. јануар 2024.     |
| Панчетин разговор са Иваном и Тићом прекида особа коју нису очекивали... Јована и даље сумња у Андријину верност... Иако јој је Барбара, коју је приватно ангажовала да прати Андрију, рекла да је супруг не вара, "црв сумње" је и даље присутан и од њега захтева да јој каже с ким проводи време. ... Алекса и Сенка своју аферу крију од свих, међутим, Ленка ће приметити да се међу њима нешто чудно дешава и то говори Уни. Тамбура не зна детаље из Олгине прошлости, па пред њом износи свој став од алкохоличарима, као што је Иван... Није ни свестан да ће речима повредити жену коју воли, а која се некада лечила од алкохола. |              |                                                                                      |                                  |                                                                                                  |                      |
| 931 | 136          | Да ли се Софија и Вања Милатовић познају                                             | Милан Караџић и Станко Милошевић | Иван Јовановић, Нина Џувер, Милица Недељковић, Марио Николић и Наталија Мусић                    | 11. јануар 2024.     |
| У АБ капитал долази нова радница - Вања Милатовић, заменица Сенке Кокољ. О Вањином доласку месецима се причало, а она ће сада са осмехом закорачити у фирму која је под власништвом Андрије Бошњака. Иако Сенка представља Софију као некога са ким води рат, Софија се пита да ли можда познаје Вању... Олга је свесна да су Иван и Алекса у тешкој финансијској ситуацији и доноси им новац како би могли да преживе. Ипак, Алекса одбија помоћ од ње и враћа јој паре... Иако је у прошлости водила рат око наследства Бошка Каначког, Донка жели да помогне Каначкима након тоталног банкрота... |              |                                                                                      |                                  |                                                                                                  |                      |
| 932 | 137          | Са којом женом је Андрија ухваћен                                                    | Милан Караџић и Станко Милошевић | Иван Јовановић, Нина Џувер, Милица Недељковић, Марио Николић и Наталија Мусић                    | 12. јануар 2024.     |
| Софија позива Вању Милатовић на кафу. Сенка коначно добија своју заменицу, а у питању је Вања чији долазак месецима чекали. Приликом упознавања Софије и Вање, Сенка је имала став као да је добила "помоћ" у борби против Софије. Ипак, изненадиће је сазнање да се Софија и Вања можда познају... Гала је разочарана Андријином одлуком да више не буде директорка маркетинга, већ да се врати на место секретарице. Вукашин нуди помоћ породици Каначки. Позива Алексу и Луку у своју детективску агенцију и даје им 13.000 евра, како би могли да започну све испочетка. Андрија долази у Бизнис клуб и среће Уну са којом се поздравља... Међутим, Барбара их фотографише... Али то није све! Јована ће сигурно бити тотално збуњена с обзиром да Андрија неће бити ухваћен само са Уном, већ и са Софијом. Софија га пресреће на улици и прети му да ће уколико не промени своје понашање, све испричати Јовани. Барбара, коју је Јована ангажовала да прати Андрију како би сазнала са ким вара, фотографише Софију и Андрију... Ирена се враћа из Француске, а о њеном доласку нико ништа не зна. Прави шок ће уследити када уђе у вилу Каначких која је потпуно празна... |              |                                                                                      |                                  |                                                                                                  |                      |
| 933 | 138          | Јована сазнаје са ким се Андрија виђа                                                | Милан Караџић и Станко Милошевић | Иван Јовановић, Нина Џувер, Милица Недељковић, Марио Николић и Наталија Мусић                    | 13. јануар 2024.     |
| Однос између Алексе и Луке је затегнут. Андрија са нестрпљењем очекује састанак са Уном у коју је заљубљен и са којом се већ неко време тајно виђа. Иако није спремна на направи већи корак, Андрија пристаје на то да је чека колико год буде потребно. Барбара је ангажована од стране Јоване да прати сваки Андријин корак. У тој "акцији" ухватиће Андрију у Софијином и Унином друштву, а о томе обавештава Јовану, која након тога изненада долази код Софије у канцеларију... Ирена се враћа из Француске и сазнаје да је породица Каначки банкротирала и да више немају ништа. После много времена састаје се са Уном, која је уз њу била у најтежим тренуцима. |              |                                                                                      |                                  |                                                                                                  |                      |
| 934 | 139          | Софија није пријатељ ниједној жени                                                   | Милан Караџић и Станко Милошевић | Иван Јовановић, Нина Џувер, Милица Недељковић, Марио Николић и Наталија Мусић                    | 14. јануар 2024.     |
| Ленки је сумњив Андријин и Унин однос и пита је шта се између њих дешава, док је Уна уверава да су њих двоје само пријатељи. Барбара показује Јовани фотографију на којој су Софија и Андрија, али јој Јована не верује да се између њих двоје нешто дешава и говори јој да је то њена пријатељица. Ипак, Барбара се труди да јој објасни да Софија „ниједној жени није пријатељ“. Након тога Јована одлази код Софије. После Вукашинове посете Тамбури и Олги у кафићу, она долази код њега у канцеларију. Касније по Вукашина долази полиција да га приведе. |              |                                                                                      |                                  |                                                                                                  |                      |
| 935 | 140          | Излази напоље                                                                        | Милан Караџић и Станко Милошевић | Иван Јовановић, Нина Џувер, Милица Недељковић, Марио Николић и Наталија Мусић                    | 15. јануар 2024.     |
| Тића је забринут због Ивана. Иван се одаје алкохолу након банкрота, због чега га Олга оставља и одлази код Тамбуре. Иако сви покушавају да се извуку из ситуације у којој су се нашли, Иван је нон стоп у кафани и опија се по цео дан. Јована у разговору са Софијом разговара о Андрији, за ког мисли да је вара. Говори јој да Андрија има полубрата Гвоздена који је нестао пре много година и да Андрија на све начине покушава да га пронађе. Маринко одлази из Вукашинове детективске агенције, а на његово место долази Барбара... |              |                                                                                      |                                  |                                                                                                  |                      |
| 936 | 141          | Софија упада Уни и Андрији у канцеларију                                             | Милан Караџић и Станко Милошевић | Иван Јовановић, Нина Џувер, Милица Недељковић, Марио Николић и Наталија Мусић                    | 16. јануар 2024.     |
| Софија ненајављено упада у канцеларију Андрије Бошњака, који је био у Унином друштву... Уна је у страху да Софија не би свима разгласила како између Андрије и ње нешто има. Софија је свесна да би Јована могла да сазна да је Андрија имао аферу са њом, а ситуација када је прекинула Андријин и Унин разговор дошла јој је као "кец на једанаест", јер Јованину сумњу може да преусмери на њу... Лука добија позив од Софије... Састају се код ње у стан како би му испричала о сумњивом односу његове супруге и Андрије Бошњака... |              |                                                                                      |                                  |                                                                                                  |                      |
| 937 | 142          | Лука напада Уну                                                                      | Милан Караџић и Станко Милошевић | Иван Јовановић, Нина Џувер, Милица Недељковић, Марио Николић и Наталија Мусић                    | 17. јануар 2024.     |
| Јована ангажује Барбару да пронађе Гвоздена. Иако је Андрија случајно срео полубрата који је нестао пре 26 година и угостио га у његовој кући, поново му се губи траг, а Јована се укључује у акцију да га пронађе. Лука од Софије сазнаје да Уна нешто петља са Андријом. Та информација тотално га избацује из такта и излази са њом на пиће како би добио одговоре на питања која га муче. Милан Тамбура "баца" око на Ирму и одводи је у Малдиве на пиће, а Лука напада Уну пред свима... |              |                                                                                      |                                  |                                                                                                  |                      |
| 938 | 143          | Тражим два милиона                                                                   | Милан Караџић и Станко Милошевић | Иван Јовановић, Нина Џувер, Милица Недељковић, Марио Николић и Наталија Мусић                    | 18. јануар 2024.     |
| Лука покушава да заборави на расправу коју је имао са Уном, али га Алекса, долазећи у Малдиве, подсећа на то и опет иницира разговор. Лука се касније жали Панчету да је Уни свашта изговорио, али да ни она њему није остала дужна, и да сада слути да се њиховом браку ближи крај. Јована напада Бобу, провоцирајући је да можда и она ради "на два фронта", алудирајући на пропалу компанију Кан Холдинг. Софија долази код Андрије и уцењује га. Предочава му да зна да се Андрија кришом виђа са Уном, и за своје ћутање тражи 2 милиона! У случају да не плати, Софија ће све испричати Јовани. Барбара признаје Вукашину да има нови задатак - потрага за Гвозденом! Вукашин није ни знао да Андрија има полубрата, ког деценијама није видео. Јована им је дала ингеренције да га потраже. Иван позива Ирену на пиће како би се зближили, будући да ћерку није видео месецима. |              |                                                                                      |                                  |                                                                                                  |                      |
| 939 | 144          | Желим да пронађете мог оца који је нестао пре 24 године                              | Милан Караџић и Станко Милошевић | Иван Јовановић, Нина Џувер, Милица Недељковић, Марио Николић и Наталија Мусић                    | 19. јануар 2024.     |
| Андрија позива Сенку да је упути у пословну одлуку коју је донео. Жели да купи њене акције у Кан Холдингу, како би заокружио капитал, али Сенка не зна шта је прави разлог који стоји иза свега тога. Лука позива Уну на романтичну вечеру. Она невољно пристаје. Међутим, како долази у ресторан, враћа јој се добро расположење јер је Лука дочекује са изненађењем. Добра атмосфера влада и у Малдивима, где Миле сасвим случајно среће Кају која то вече прославља рођендан. Изгледа да се Миле заљубио у Кају. Непозната тинејџерка долази код Вукашина у канцеларију и од њега тражи да пронађе његовог оца, који је нестао пре 24 године. Предаје Вукашину ствари њене мајке које би му у истрази могле помоћи... |              |                                                                                      |                                  |                                                                                                  |                      |
| 940 | 145          | Да ли Андрија има још једно дете                                                     | Милан Караџић и Станко Милошевић | Иван Јовановић, Нина Џувер, Милица Недељковић, Марио Николић и Наталија Мусић                    | 20. јануар 2024.     |
| У Вукашинову детективску агенцију долази девојка која се презива Бошњак и која тражи оца ког није видела 24 године... Андрија долази код Уне у канцеларију и извињава јој се што ју је звао и слао поруке. Ленка прекида њихов разговор, а након тога о свему жели да разговара са Уном, међутим, она одбија да о томе прича... Највећи ударац за породицу Каначки биће сазнање да је Андрија Бошњак откупио Софијине акције у фирму за огромне паре. Сенка је изненађена колико је Вања посвећена свом послу у финансијама Канкапитала, међутим, у једном моменту уследиће прави шок за све - примећује да је са фирминог рачуна пребачено 2 милиона евра. Вукашин убрзо позива девојку која је у потрази за оцем и саопштава јој његово име... Да ли је то Андрија? |              |                                                                                      |                                  |                                                                                                  |                      |
| 941 | 146          | Морам да видим Андрију Бошњака                                                       | Милан Караџић и Станко Милошевић | Иван Јовановић, Нина Џувер, Милица Недељковић, Марио Николић и Наталија Мусић                    | 21. јануар 2024.     |
| Девојка која је дошла код Вукашина у детективску агенцију како би покушала да сазна име оца, ког није видела 24 године, долази до сазнања да је њен отац Андрија Бошњак. Одмах након тога одлази у Канкапитал како би упознала Андрију и обавила са њим разговор, међутим, наилази на препреку – Гала и Добрица је не пуштају у фирму... Каја прославља рођендан у Малдивима. Иако је од раскида са Добрицом прошло много времена, она је и даље слободна. Међутим, то би ускоро могло да се промени, јер је Миле "бацио око" на њу. Доноси одлуку да плати њен рачун у Малдивима након прославе рођендана, на шта она пристаје, али под условом да га почасти једним пићем. Софија зна превише о односу Уне и Андрије, због чега откупљује њене акције и даје јој 2 милиона евра, а све у циљу да купи њено ћутање... |              |                                                                                      |                                  |                                                                                                  |                      |
| 942 | 147          | Андрија не жели Јовану у својој фирми                                                | Милан Караџић и Станко Милошевић | Иван Јовановић, Нина Џувер, Милица Недељковић, Марио Николић и Наталија Мусић                    | 22. јануар 2024.     |
| Маринко након отказа у Вукашинове детективској агенцији одлази у полицију код Небојше Тамбуре како би се запослио као административни радник. Након што је Софији дао 2 милиона евра за акције у Канкапиталу, Андрија навлачи сумње на њихов однос. Иако нико сем Софије не зна, то је урадио како би платио њено ћутање у вези Униној и његовој односа, али приче по фирми долазе са свих страна. Због тога доноси одлуку да окупи запослене и одржи важан састанак... Јована жели да своју хуманитарну организацију смести у канцеларије Канкапитала, међутим, Андрији се та идеја не свиђа и на све начине покушава то да спречи. Јовани постаје сумњиво његово понашање и свесна је да је вара са неком девојком из фирме... |              |                                                                                      |                                  |                                                                                                  |                      |
| 943 | 148          | Непозната девојка стиже код Бошњака у компанију                                      | Милан Караџић и Станко Милошевић | Иван Јовановић, Нина Џувер, Милица Недељковић, Марио Николић и Наталија Мусић                    | 23. јануар 2024.     |
| Софија је свесна да јој Јована и даље не верује. Иако јој је до сада показала лојалност, Јовани је и даље чудно зашто је Андрија Софији дао новац, а својој супрузи није за покретање нове канцеларије. По доласку у Малдиве, Сенка је пожелела да пољуби Алексу, али он је спречава питањем о продаји акција Бошњаковој компанији. Није јој свеједно што Алекса тренутно не може да узврати емоције. Он инсистира на новим информацијама, али Сенка је потпуно искључена из те приче. Тема продаје Софијиних акција је код свих актуелна, па тако Ленка покушава да сазна од Уне да ли зна нешто више о томе. Вукашин долази Небојши, новом инспектору полиције, у посету и не либи се да прокоментарише да му је чудно што на том месту више не виђа Цолета. Вукашин и Небојшин отац су у прошлости били најбољи пријатељи, а управо тај податак Небојша истиче као заједничку црту коју он има са Ирмом, коју узгред среће у Бизнис клубу. Олга се жали Тамбури да су сви чланови њене породице и даље љути на њу... |              |                                                                                      |                                  |                                                                                                  |                      |
| 944 | 149          | Јована се усељава у Канкапитал                                                       | Милан Караџић и Станко Милошевић | Иван Јовановић, Нина Џувер, Милица Недељковић, Марио Николић и Наталија Мусић                    | 24. јануар 2024.     |
| Тамбура доноси важну одлуку и то саопштава Олги... Уна се састаје са Иреном како би отворено са њом разговарала о свему што се дешава у последње време, а тиче се њеног односа са Андријом Бошњаком. Алекса упада Софији у стан и прети јој да неће отићи док му не каже зашто јој је Андрија дао два милиона евра. Иако су Андрија и она склопили договор да тим новцем плати њено ћутање у вези његовог односа са Уном, притискају их са свих страна и сумња је бачена на њихов однос. Андрија није подржао Јованину одлуку да своју хуманитарну организацију смести у канцеларије Канкапитала, међутим, она на своју руку доноси ствари и смешта се у канцеларију... |              |                                                                                      |                                  |                                                                                                  |                      |
| 945 | 150          | Уна позива Андрију на кафу                                                           | Милан Караџић и Станко Милошевић | Иван Јовановић, Нина Џувер, Милица Недељковић, Марио Николић и Наталија Мусић                    | 25. јануар 2024.     |
| Јована избацује Вању из канцеларије и усељава се у просторије Канкапитала против Андријине воље. Андрију ће Јованино понашање изнервирати , а бес ће искалити на Боби и Вањи. На крају ће све бити како је Јована зацртала – своју хуманитарну организацију смешта у Сенкину канцеларију, док ће Вања бити пресељена код Бобе. Тамбура сазнаје да је Софија, са којом има нерашчишћене рачуне из прошлости, зарадила два милиона евра. Среће је у Фејму и непозван седа за њен сто како би сазнао како је преко ноћи зарадила толики новац. Лука од Уне тражи да шпијунира Андрију... Уна га након тога одмах позива на кафу како би му рекла да је Луки и Алекси сумњиво што је Софији дао толики новац. |              |                                                                                      |                                  |                                                                                                  |                      |
| 946 | 151          | Софији сам продао акције да би ћутала                                                | Милан Караџић и Станко Милошевић | Иван Јовановић, Нина Џувер, Милица Недељковић, Марио Николић и Наталија Мусић                    | 26. јануар 2024.     |
| Андрија признаје Уни да је Софији платио два милиона евра за акције само да би ћутала о њиховом односу. Уна се налази између две ватре. Са једне стране, Каначки желе да шпијунира Андрију на послу како би сазнао шта се крије иза његове куповине Софијиних акција, док са друге стране мора да игра Андријину игру како се не би сазнало о њиховом односу. Из тог разлога са Андријом одлази на кафу како би се договорио око приче коју ће пласирати Каначкима. Предлаже јој да им каже да је од Софије купио акције како би за неколико година од њих зарадио пет пута више, што Уни баца сумњу да је Андрија све плански одрадио. Иван се већ дуже време не трезни. Након пропасти породице Каначки поново се одаје алкохолу и никоме не дозвољава да му помогне. Прави шок ће уследити када крвав и са повредама главе дође Панчети на врата... Тамбура је све време Софији за петама... Из прошлости имају нерашчишћене рачуне, а њихов однос додатно је погоршала информација да је Софија преко ноћи зарадила огроман новац. Тамбура је непрестано узнемирава позивима које она упорно одбија, међутим, он ништа не препушта случају – прати је и долази јој на врата. Коначно долази до Андријиног сусрета са девојком која је од Вукашина сазнала да јој је Бошњак отац... |              |                                                                                      |                                  |                                                                                                  |                      |
| 947 | 152          | Уна признаје Луки да је разговарала са Андријом                                      | Милан Караџић и Станко Милошевић | Иван Јовановић, Нина Џувер, Милица Недељковић, Марио Николић и Наталија Мусић                    | 27. јануар 2024.     |
| Уна признаје Луки да је разговарала са Андријом. После сусрета са њом, Лука утеху тражи у алкохолу. Панчета га затиче са флашом, критикујући га да не сме да буде као Иван. После напорног дана на послу, Сенка долази код Алексе који јој се жали на проблеме са Иваном и Олгом. Сенка га саветује да прихвати родитеље са свим њиховим манама, али Алекса сумња да може да прихвати чињеницу да Иван и Олга разарају њихову породицу. Луки је све теже што су остали без новца. Одлази до Малдива и наставља да пије. Инспектор Тамбура у полицијској станици испитује човека који је аутомобилом ударио дете... |              |                                                                                      |                                  |                                                                                                  |                      |
| 948 | 153          | Акица завршава у болници Андрија је први који се нашао Уни                           | Милан Караџић и Станко Милошевић | Иван Јовановић, Нина Џувер, Милица Недељковић, Марио Николић и Наталија Мусић                    | 28. јануар 2024.     |
| Након што је Андрија позвао свог старог пријатеља лекара, он долази у чекаоницу код Уне и саопштава јој да ће све бити добро. Уна се полако смирује. Значи јој што се Андрија "заложио" за њеног сина. Панчета и Тића покушавају да пробуде Луку, који је заспао у потпуно алкохолисаном стању на Малдивима, покушавајући да му саопште да је Акица у болници. Лоше вести стижу и до Алексе, који проводи мирно вече са Сенком у свом стану. За то време, инспектор Небојша Тамбура испитује човека који је аутомобилом ударио Акицу. Девојка која тврди да је ћерка Андрије Бошњака долази у бизнис клуб и од Ирме покушава да добије било коју информацију о Андрији. |              |                                                                                      |                                  |                                                                                                  |                      |
| 949 | 154          | Да ли је Јована крива за несрећу Униног сина                                         | Милан Караџић и Станко Милошевић | Иван Јовановић, Нина Џувер, Милица Недељковић, Марио Николић и Наталија Мусић                    | 29. јануар 2024.     |
| Андрија је забринут за Акицу. Вест да је Униног сина ударио ауто много га је узнемирила Андрију, који је први дошао у болницу и био уз Уну у најтежим тренуцима. Ипак, Луки је "пала ролетна" када их је видео у болници и Андрију је оптужио за несрећу. Јована од Бобе сазнаје шта се десило Унином сину. Одлази код Андрије како би сазнала због чега јој није рекао, али наилази на хладну реакцију. Ипак, њена знатижеља око несреће постаје сумњичава, па се сада поставља питање – да ли је Јована крива за несрећу? Уна добија позив од Олге... |              |                                                                                      |                                  |                                                                                                  |                      |
| 950 | 155          | Провалио си ми у стан, психопато                                                     | Милан Караџић и Станко Милошевић | Иван Јовановић, Нина Џувер, Милица Недељковић, Марио Николић и Наталија Мусић                    | 30. јануар 2024.     |
| Дебељко од Олге сазнаје да је Акицу ударио ауто. Сенка не жели више да крије своја осећања према Алекси и долази код њега како би обавили озбиљан разговор. Иако већ дуже време своју аферу крију од свих, Сенка жели да зна да ли ће везу са Алексом озваничити или ће прекинути сваки однос. Тамбура проваљује у Софијин стан. Након сазнања да је преко ноћи постала богатија за два милиона евра, све време јој је за петама и не да јој мира, а све због нерашчишћених рачуна из прошлости. Андрија одлази на пиће са Мијом, девојком која је убеђена да јој је он отац... |              |                                                                                      |                                  |                                                                                                  |                      |
| 951 | 156          | Софија је сатерана у ћошак                                                           | Милан Караџић и Станко Милошевић | Иван Јовановић, Нина Џувер, Милица Недељковић, Марио Николић и Наталија Мусић                    | 31. јануар 2024.     |
| Тамбура уцењује Софију... Након сазнања да је Софија преко ноћи постала богатија за два милиона евра, баш онолико колико му дугује, Тамбура јој је све време за петама. Даје јој рок 48 сати да му врати новац иначе ће лоше да прође. Алекса признаје Луки да је већ дуже време у тајној комбинацији са Сенком, али да се она сада заљубила у њега. Иако му је отворила срце и рекла да га воли, наилази на његову хладну реакцију и одбијање. |              |                                                                                      |                                  |                                                                                                  |                      |
| 952 | 157          | Софија ангажује Вукашина                                                             | Милан Караџић и Станко Милошевић | Иван Јовановић, Нина Џувер, Милица Недељковић, Марио Николић и Наталија Мусић                    | 1. фебруар 2024.     |
| Након што Уна сазнаје да ће Акица морати да иде на операцију због компликација са ногом, позива Луку да му саопшти лоше вести. Лука је са Алексом у Малдивима и причају о Алексиној вези са Сенком. Гала и Добрица Јовани нису дали никакве информације о мистериозној девојци која данима тражи Андрију, па је она своју потрагу наставила код Сенке и од ње захтева одговоре. Софија долази код Вукашина у канцеларију, јер жели да га ангажује за један посао. Гала упада у Андријину канцеларију и доноси му важне вести... |              |                                                                                      |                                  |                                                                                                  |                      |
| 953 | 158          | Шта ће показати ДНК тест да ли је Андрија отац или нешто друго                       | Милан Караџић и Станко Милошевић | Иван Јовановић, Нина Џувер, Милица Недељковић, Марио Николић и Наталија Мусић                    | 2. фебруар 2024.     |
| Акица излази из болнице и код куће га чека породица и изненађење које је приредила за њега. Андрија се налази са Мијом и одлучују да заједно оду до болнице како би урадили ДНК тест и коначно сазнали да ли су отац и ћерка. Иван не може да се отргне свом старом пороку. Увелико је почео да пије и не може да се контролише тако да алкохол сипа у сок, не би ли га неко "ухватио". Међутим, Панчети ништа не може да промакне и она долази на врата. Каја стиже у Малдиве и "спопада" Милета, директно му стављајући до знања своја осећања. Софија позива свог поузданог новинара јер жели да му "прода" ексклузивну причу о чувеном бизнисмену Тамбури... |              |                                                                                      |                                  |                                                                                                  |                      |
| 954 | 159          | Јовани сметају две највеће трачаре у компанији па је смислила план како да их обузда | Милан Караџић и Станко Милошевић | Иван Јовановић, Нина Џувер, Милица Недељковић, Марио Николић и Наталија Мусић                    | 3. фебруар 2024.     |
| Иван је потпуно посрнуо. Опет долази у Малдиве и захтева од Милета да му да флашу алкохола, али он покушава да га уразуми. У кафић долази Вукашин и који захтева од Ивана да разговарају. Након што се Акица вратио кући, Уна се враћа на посао и у канцеларији затиче Ленку којој се поверава да је опет срећна и задовољна, јер јој се син опоравља како треба. Јована се жали Андрији да се у њиховој компанији налазе најгоре трачаре на свету и да он, као директор, мора да их доведе у ред. Предлаже му да их заплаши смањењем плате или можда отказом. |              |                                                                                      |                                  |                                                                                                  |                      |
| 955 | 160          | Шта то скрива Сенка                                                                  | Милан Караџић и Станко Милошевић | Иван Јовановић, Нина Џувер, Милица Недељковић, Марио Николић и Наталија Мусић                    | 4. фебруар 2024.     |
| Очигледно врло узнемирен и забринут, Тамбура прича Олги о томе колико је пакосна и лоша његова бивша жена. Између Уне и Андрије долази до веома озбиљног разговора на тему родитељства, али је она збуњена темом што му јасно и показује. Олга долази код Алексе како би коначно све разјаснили неспоразуме и уклонили све препреке између њих. Запослени у Канхолдингу сумњају да Сенка ради нешто испод жита, јер није могла да се сети Мијиног имена, а тврди да јој је рођака. |              |                                                                                      |                                  |                                                                                                  |                      |
| 956 | 161          | Сазнај све о овом човеку у црном                                                     | Милан Караџић и Станко Милошевић | Иван Јовановић, Нина Џувер, Милица Недељковић, Марио Николић и Наталија Мусић                    | 5. фебруар 2024.     |
| Миа је пронашла заједничку фотографију Андрије и Гвоздена и предаје је Вукашину, који Маринку даје нови задатак – да сазна све о човеку у црном, односно о Гвоздену. Олга покушава да нешто важно саопшти Тамбури, па вежба говор пред огледалом. Изгледа да жели да прекине однос са њим, али не зна како да то буде што безболније по обоје. Софија се налази са Јованом у бизнис клубу, где јој она препричава трачеве и сплеткарења у фирми, жалећи се на Добрицу и Галу, али Софију то претерано не занима. Међутим, Софију у бизнис клубу за столом посећује непознати тип који јој говори да не може тако да се понаша, због чега она мисли да га је неко послао да јој прети. Софија прави сцену... |              |                                                                                      |                                  |                                                                                                  |                      |
| 957 | 162          | Небојша је Софији за вратом                                                          | Милан Караџић и Станко Милошевић | Иван Јовановић, Нина Џувер, Милица Недељковић, Марио Николић и Наталија Мусић                    | 6. фебруар 2024.     |
| Небојша се придружује Софији за столом, јер га занима зашто је била узнемирила. Инсистира да му призна ко је тај моћан човек који је послао непознатог младића да јој прети, ни не слутећи да иза свега тога стоји Мики Тамбура. Бар то Софија мисли. Лука се жали Тићи да однос са Уном води ка пропасти, иако се максимално труди да опет буду заљубљени пар. Добрица се пожалио да су га опљачкали. Прети самоубиством, јер никако не може да пронађе новчаник, али му Гала прискаче у помоћ. Панчета критикује Луку да мора да уреди свој живот и да прекине комуникацију са Зврком, јер је приметила да га је она звала. |              |                                                                                      |                                  |                                                                                                  |                      |
| 958 | 163          | Уна како ти је син? Страшно сам се забринула када сам чула                           | Милан Караџић и Станко Милошевић | Иван Јовановић, Нина Џувер, Милица Недељковић, Марио Николић и Наталија Мусић                    | 7. фебруар 2024.     |
| Након што је Барбара посетила Јовану, Јована одлази код Уне у канцеларију и занима се за Акицино здравствено стање. Сенка наставља да се труди око Алексе, што се не може рећи за и њега. Свој живот је прилично подредио Лулету и Сенки постаје јасно да ту за њу нема места. Софија посећује Небојшу Тамбуру, али не због његовог оца. Иако се инспектор понадао да ће му коначно признати "ко је он", Софија је дошла другим поводом. Бојан тешко подноси промене које су му се десиле у последње време. Не само да је променио посао, већ је остао без супруге и детета. И сада му они много недостају. Жали се Панчети и од ње тражи савет. Била то опаска или случајност, Боба се жали Андрији да је сама, јер су сви прави мушкарци заузети, јасно алудирајући на њега. |              |                                                                                      |                                  |                                                                                                  |                      |
| 959 | 164          | Вукашин креће у потрагу за Гвозденом                                                 | Милан Караџић и Станко Милошевић | Иван Јовановић, Нина Џувер, Милица Недељковић, Марио Николић и Наталија Мусић                    | 8. фебруар 2024.     |
| Маринко долази код Вукашина са новим информацијама о "човеку у црном", односно о Гвоздену. Вукашин одлази на улицу и одлучује да сам потражи Гвоздена, показујући бескућницима његову фотографију. После напорног радног дана, Андрија завршава у Фејму, где му са столом прилази Тамбура. Андрија се, потом, враћа кући, где га дочекује бесна Јована, која га провоцира, алудирајући на његово дружење са Уном. У бизнис клубу се појављује непознати тип и прилази Ирми, јер он је њен човек из прошлости, од ког је силно покушавала да побегне... |              |                                                                                      |                                  |                                                                                                  |                      |
| 960 | 165          | Мој супруг Андрија Бошњак и твоја Уна су заједно                                     | Милан Караџић и Станко Милошевић | Иван Јовановић, Нина Џувер, Милица Недељковић, Марио Николић и Наталија Мусић                    | 9. фебруар 2024.     |
| Андрија се виђа са Уном у бизнис клубу и поверава јој се о лошем односу који има са супругом Јованом и то већ одавно. Ни Андрија ни Уна не слуте да је управо Јована на вратима и да их шпијунира. Тако повређена одлази код Луке у Малдиве и саопштава му да су Уна и Андрија у љубавној вези. Лука одлучује да напусти радно место и одмах дође кући, у нади се да ће му Уна све разјаснити. После дуге истраге, Вукашин коначно налази Гвоздена... |              |                                                                                      |                                  |                                                                                                  |                      |
| 961 | 166          | Уна одлази да се види са Андријом а Лука је прати                                    | Милан Караџић и Станко Милошевић | Иван Јовановић, Нина Џувер, Милица Недељковић, Марио Николић и Наталија Мусић                    | 10. фебруар 2024.    |
| Барбара вредно ради на новом детективском задатку. Долази у бизнис клуб и започиње разговор са некадашњим познатим менаџером. Након што је Јована Луки показала фотографије Уне и Андрије, он одлучује да ништа не говори Уни. Она ипак одлучује да се види са Андријом на пићу, чак и Луки признаје да ће се видети са њим, али због посла, јер је ситуација напета у фирми. Лука одлучује да прати Уну и својим очима се увери у оно што је видео на фотографијама. Алекса се састаје са Олгом и од ње захтева да чује њену страну приче, јер до сада није био спреман за то. Панчети стиже неко у госте... |              |                                                                                      |                                  |                                                                                                  |                      |
| 962 | 167          | Луке нема целе ноћи                                                                  | Милан Караџић и Станко Милошевић | Иван Јовановић, Нина Џувер, Милица Недељковић, Марио Николић и Наталија Мусић                    | 11. фебруар 2024.    |
| Вукашина посећује Миа, којој саопштава вести да је пронашао Гвоздена, али није хтео ни да га саслуша. Даје јој адресу, како би могла она да га посети. Миа одлази у кафану и коначно среће "човека у црном" са фотографије из прошлости. Алекса, Олга и Мики Тамбура заједно седе у Фејму и атмосфера за столом је врло напета. Алекса видно показује непријатељски став према Тамбури. У Малдиве стиже Каја, друштво јој прави Влада. Милету није свеједно када их види заједно због чега пита Кају ко је то. Она га потпуно игнорише. Луке нема целе ноћи и Панчета брине... |              |                                                                                      |                                  |                                                                                                  |                      |
| 963 | 168          | Небојша Тамбура одлази код Софије на романтичну вечеру                               | Милан Караџић и Станко Милошевић | Иван Јовановић, Нина Џувер, Милица Недељковић, Марио Николић и Наталија Мусић                    | 12. фебруар 2024.    |
| Андрија се спрема за посао, али га Јована од раног јутра испитује где је провео претходно вече и са ким. Андрија, као и обично, одбија да јој одговори. Гвозден остаје у шоку након његовог сусрета са Миом и не може да престане да гледа у фотографију из прошлости. Тамбура не престаје да зове Софију, тражећи од ње његов новац! Андрија тражи помоћ од Бобе, да му закаже преглед код доктора, како би проверио своје здравствено стање након туче са Луком у бизнис клубу. Миле и Каја су и даље у лошим односима, јер Миле не крије своју љубомору, а Каја не жели да се правда, али ипак жели да изглади односе са садашњим дечком. Уна се правда Панчети, препричавајући јој шта се десило у бизнис клубу. Небојша Тамбура долази код Софије на вечеру и започиње да флертује... |              |                                                                                      |                                  |                                                                                                  |                      |
| 964 | 169          | Не знам уопште шта да радим                                                          | Милан Караџић и Станко Милошевић | Иван Јовановић, Нина Џувер, Милица Недељковић, Марио Николић и Наталија Мусић                    | 13. фебруар 2024.    |
| Миа се састаје са Андријом у кафићу и пита га шта му се десило и зашто има масницу на лицу. Андрија одбија да прича о томе и нуди јој своју помоћ, зато је и дошао. Међутим, нико од њих двоје не зна да их у кафићу шпијунира Гвозден. Гала долази у Фејм на љубавни састанак са полицајцем, али тамо је дочекују Дијана Ерски и Дебељко. Уна разговара телефоном и жали се да је Лука направио љубоморну сцену и разбио прозор. Делић стакла завршио је на њеном врату и посекла се. Уна више не зна шта да ради, због чега пакује кофере. Боба Андрији доноси лоше вести и нуди му помоћ. Панчета моли Тићу да реагује и да смири ситуацију у кући... |              |                                                                                      |                                  |                                                                                                  |                      |
| 965 | 170          | Уна се враћа у вилу Каначки где је посећује Андрија                                  | Милан Караџић и Станко Милошевић | Иван Јовановић, Нина Џувер, Милица Недељковић, Марио Николић и Наталија Мусић                    | 14. фебруар 2024.    |
| Боба и Вања коментаришу новинске написе о љубавној афери Андрије Бошњака, о којима не престаје да се прича по фирми. Боба поуздано тврди да он тренутно има проблема у браку, а Вања је убеђује да је он "шврљао" и раније. Ирма препричава Каји инцидент који се десио пре неко вече у бизнис клубу. Каја не може да верује да је Уна постала прељубница, а Лука насилник. Чим је видела вест у медијима, Јована долази у фирму и напада Андрију, који ни сада нема потребу да јој се правда. Он прича само о свом укаљеном угледу, а Јована говори из позиције преварене жене, али то њему није важно, као ни то да овим потезом растура њихову породицу. Панчета, као и увек, пружа подршку Луки, стављајући му до знања да није сам и да ће све решити заједно, као и до сада. Уна долази кући по своје ствари и затиче Луку са којим започиње разговор. Пакује кофере и одлази у вилу Каначки, као што јој је Андрија предложио. Јована утеху тражи у пићу и позива Софију на "чашицу разговора"... |              |                                                                                      |                                  |                                                                                                  |                      |
| 966 | 171          | Андрија и Уна заједно проводе јутро у вили Каначки                                   | Милан Караџић и Станко Милошевић | Иван Јовановић, Нина Џувер, Милица Недељковић, Марио Николић и Наталија Мусић                    | 15. фебруар 2024.    |
| Андрија остаје са Уном у некадашњој вили Каначки. Док им је припремао доручак, Андрију позива његов син Коста из Америке и инсистира да му каже истину – да ли је тачно да Андрија сада живи са другом женом. Упркос свим скандалима, изгледа да Андрији прија заједнички живот са Уном, далеко од свих. Пошто је Андрија спремио доручак њој и Акици, евидентно је да и Уни прија његово присуство. Софија наставља романсу са Небојшом Тамбуром, алудирајући на то да жели сваки дан да га виђа. Барбара касно стиже у канцеларију где као духа затиче Вукашина, који је дошао по одговоре! Панчета долази у вилу Каначки да посети Уну и Акицу, и тај гест Уна доживљава врло емотивно... |              |                                                                                      |                                  |                                                                                                  |                      |
| 967 | 172          | Лука планира да оде у вилу Каначки и разговара са Уном                               | Милан Караџић и Станко Милошевић | Иван Јовановић, Нина Џувер, Милица Недељковић, Марио Николић и Наталија Мусић                    | 16. фебруар 2024.    |
| Лука признаје Алекси да је свестан да његов однос са Уном у последње време на ивици понора, али да планира да оде у вилу Каначки да разговара са њом. Након што је Дебељко прочитао вест о Уни и Андрији Бошњаку у медијима, одлази код Панчете на искрен разговор. За Андријино стање забринута је и Сенка, која га пита како се осећа поводом свега што се десило и да ли је уопште способан за посао. Софија долази у Фејм на "шољицу разговора"... |              |                                                                                      |                                  |                                                                                                  |                      |
| 968 | 173          | Лука све више срља у провалију                                                       | Милан Караџић и Станко Милошевић | Иван Јовановић, Нина Џувер, Милица Недељковић, Марио Николић и Наталија Мусић                    | 17. фебруар 2024.    |
| Након разговора са Уном, Лука напушта вилу Каначки бесан и долази у Малдиве, решен да се напије. Мики Тамбура не може да поднесе чињеницу да се Софија виђа са његовим сином, па долази код Небојше у канцеларију да разговарају као отац и син. Након што је чула вест у медијима, Жаклина долази код Панчете на разговор. Она јој преприча све шта се десило, а тада схвата да није ни чудо што је Лука направио скандал, будући да је у последње време трпео велики притисак. Лука све више срља у пропаст. Прави сцену у бизнис клубу у Ирмином присуству... |              |                                                                                      |                                  |                                                                                                  |                      |
| 969 | 174          | Андрија припрема вечеру за Уну и њега                                                | Милан Караџић и Станко Милошевић | Иван Јовановић, Нина Џувер, Милица Недељковић, Марио Николић и Наталија Мусић                    | 18. фебруар 2024.    |
| Андрија даје све од себе да орасположи Уну након тешког периода, па припрема романтичну вечеру за њу и њега у некадашњој вили Каначких. Уна доноси одлуку да остави Луку и заувек стави тачку на њихов однос. С друге стране и Андрија исто чини, па саопштава Јовани да је њихов брак завршен. Лука због свог понашања наилази на осуду са свих страна, па га сада критикују и Алекса и Вукашин, који су увек били уз њега, али схватају да је сада претерао и да је време да реши ситуације у којима је нашао. Боба долази код Андрије како би му предочила велики проблем са којим се фирма сусрела... |              |                                                                                      |                                  |                                                                                                  |                      |
| 970 | 175          | Фирма Андрије Бошњака упада у озбиљан финансијски проблем                            | Милан Караџић и Станко Милошевић | Иван Јовановић, Нина Џувер, Милица Недељковић, Марио Николић и Наталија Мусић                    | 19. фебруар 2024.    |
| Небојша Тамбура проводи ноћ са Софијом... Мики долази код Небојше у полицијску станицу како би му испричао све о Софијиним мутним пословима, те га на тај начин упозорити да она није девојка за њега, али он одбија да га слуша. Ипак, убрзо након тога, Небојша позива Софију у бизнис клуб на разговор... Фирма Андрије Бошњака сусреће се са озбиљним проблемом - блокада банковног рачуна доноси тензију међу запослене. Алекса моли Сенку да му помогне око Лулета, али она га одбија... |              |                                                                                      |                                  |                                                                                                  |                      |
| 971 | 176          | Уна припрема вечеру за Андрију јер јој треба услуга                                  | Милан Караџић и Станко Милошевић | Иван Јовановић, Нина Џувер, Биљана Вујовић, Александар Радуловић, Марио Николић и Наталија Мусић | 20. фебруар 2024.    |
| Олга долази у Фејм и затиче Дебељка како јој се жали да више не може да гледа Уну и Луку у таквом стању и да жели да помогне, али не зна како. Будући да Маријани треба помоћ, Уна је спремила вечеру за Андрију и дочекује га у вили после посла са жељом да он запосли Маријану у Кан Капиталу. Миа ни не размишља о свом деди и нема страх да ће је пронаћи и закључати у једну просторију, Мики Тамбура посећује Томислава јер му је треба помоћ. Маринко посећује Панчету и моли је да коначно неко помогне породици, јер једино у њу има највише поверења и зна да може... |              |                                                                                      |                                  |                                                                                                  |                      |
| 972 | 177          | Узнемирена Боба упада у Андријину канцеларију - Мислим да ће ово више занимати тебе  | Милан Караџић и Станко Милошевић | Иван Јовановић, Нина Џувер, Биљана Вујовић, Александар Радуловић, Марио Николић и Наталија Мусић | 21. фебруар 2024.    |
| Сенку је одлазак у Америку прилично уплашио, јер је била убеђена да ће то још више удаљити од Алексе. Међутим, његово понашање је потпуно демантовало њене страхове. Алекса је почео да показује љубомору и недостајање. Иван свраћа у Малдиве и тамо затиче Милета који га провоцира опаскама да је он прави алкохоличар пошто је дошао толико рано у кафану и пре него што су је отворили. Иван га убеђује да је овога пута дошао послом, али Миле му не верује. Маријана долази на разговор за посао. Сигурна у себе, уверава и Андрију да јој је посао на првом месту и да она нема приватни живот. Боба и Андрија имају мали окршај на послу. Боба коментарише његов љубавни живот, помало љубоморно, али Андрија је прекида чињеницом да она у његов приватни живот не би требало да се меша, јер то није њен опис посла. Боба се касније враћа у његову канцеларију и у видно узнемиреном стању доноси му лоше вести. Иван се појављује код Панчете и предлаже јој решење за Унину и Лукину ситуацију. Лука поново посећује Уну у вили... |              |                                                                                      |                                  |                                                                                                  |                      |
| 973 | 178          | Томислав проналази поруку коју му је оставила Миа                                    | Милан Караџић и Станко Милошевић | Иван Јовановић, Нина Џувер, Биљана Вујовић, Александар Радуловић, Марио Николић и Наталија Мусић | 22. фебруар 2024.    |
| Сви у фирми и граду коментаришу Јованин интервју који је дала Лепомиру за медије. Ни Андрију није свеједно када сазнаје за то, чак је и заплакао пред Бобом када му је донела лоше вести. Андрија одлучује да контактира Лепомира. И Вања и Боба коментаришу Јованин потез и Боба мисли да је Јована "испала права кучка". Међутим, Вања је брани... Уна одлучује да Лука само једном недељно виђа Акицу, али он не пристаје на то. Иако га убеђује да је Акици сада потребан мир и стабилност, како би се навикао да мама и тата живе одвојено, Лука сматра да није у реду да живи са странцем, јер Андрија за Акицу то јесте. Јована се плаши да је можда мало претерала, па се преиспитује пред Софијом, која је убеђује да није претерала и да је Андрија крив за све! Миина најбоља другарица долази код Томислава по књиге за факултет, па је он испитује о унуци. Томислав у Мииној соби проналази поруку коју му је оставила... |              |                                                                                      |                                  |                                                                                                  |                      |
| 974 | 179          | Вања претура по Андријиној канцеларији                                               | Милан Караџић и Станко Милошевић | Иван Јовановић, Нина Џувер, Биљана Вујовић, Александар Радуловић, Марио Николић и Наталија Мусић | 23. фебруар 2024.    |
| Избија свађа између Јоване и Андрије. Након што је Јована причу о Андријином неверству пласирала у јавност, њихов однос постајао све напетији. Она долази код њега у канцеларију како би разговарали, међутим, избија још већи хаос. Алекса и Лука затичу празан кафић, а од Милета добијају информацију да је бизнис у Малдивима пропао... Маринку је отказ у Вукашиновој детективској агенцији тешко пао, а још теже је поднео нову позицију коју је добио у полицији. Као административни радник не сналази се најбоље, а сада након дужег времена добија детективски задатак од директора полиције који мора да обави у тајности. Ипак, тиме није задовољан и одлази код Вукашина како би му открио шта Тамбура од њега тражи. Вања крадом одлази у Андријину канцеларију и копа му по стварима... |              |                                                                                      |                                  |                                                                                                  |                      |
| 975 | 180          | Маринко добија задатак од директора полиције                                         | Милан Караџић и Станко Милошевић | Иван Јовановић, Нина Џувер, Биљана Вујовић, Александар Радуловић, Марио Николић и Наталија Мусић | 24. фебруар 2024.    |
| Маринко добија детективски задатак од директора полиције, који треба да обави у тајности. Ипак, није задовољаван тиме и одлази код Вукашина како би се са њим посаветовао. Панчета је сазнала да су Малдиви пред затварањем и одлучила је да помогне Милети у вођењу кафића, а тамо јој се убрзо придружују и Алекса и Лука. Вања крадом одлази у Андријину канцеларију и копа му по стварима, како би помогла Јовани. |              |                                                                                      |                                  |                                                                                                  |                      |
| 976 | 181          | Јована се састаје са новом кућном помоћницом у вили Бошњак                           | Милан Караџић и Станко Милошевић | Иван Јовановић, Нина Џувер, Биљана Вујовић, Александар Радуловић, Марио Николић и Наталија Мусић | 25. фебруар 2024.    |
| Мики Тамбура долази код сина и моли га да му опрости што га је оставио када је био мали, али Небојша је одлучан у томе да не жели да има ништа са њим. Барбара долази у посету Вукашину, а Јована је позвала Маријану, нову кућну помоћницу у вили Бошњак да се састану како би јој предложила сарадњу. |              |                                                                                      |                                  |                                                                                                  |                      |
| 977 | 182          | Да ли Маријана ради за Јовану Бошњак                                                 | Милан Караџић и Станко Милошевић | Иван Јовановић, Нина Џувер, Биљана Вујовић, Александар Радуловић, Марио Николић и Наталија Мусић | 26. фебруар 2024.    |
| Панчета преузима Малдиве у своје руке. Након губитка виле и Кан холдинга, породица Каначки једину сламку спаса види у Тићиној кафани, међутим, и она упада у кризу. Панчета доноси одлуку да Малдиве доведе у ред тако што ће направити драстичне промене у пословању како би привукла муштерије и имала уносан посао. Иако се Тића и Миле не слажу са њом, принуђени су да се прилагоде ситуацији у којој су се нашли. Андрија запошљава Маријану као кућну помоћницу у вили, не слутећи да она тајно ради за Јовану. Иако јој је Уна омогућила тај посао, Маријана је одредила цену за коју ће продати њихово пријатељство и прећи на страну Јоване Бошњак. Небојша Тамбура од Маринка сазнаје за Софијину бурну прошлост и умешаност у криминал, што ће знатно утицати да промени мишљење о њој. Барбара након отказа уплакана долази код Вукашина у детективску агенцију и моли га за још једну шансу... |              |                                                                                      |                                  |                                                                                                  |                      |
| 978 | 183          | Софија се састаје са Микијем и Небојшом Тамбуром                                     | Милан Караџић и Станко Милошевић | Иван Јовановић, Нина Џувер, Биљана Вујовић, Александар Радуловић, Марио Николић и Наталија Мусић | 27. фебруар 2024.    |
| Небојша од Микија сазнаје да је Софија раније била умешана у криминал и да има мутну прошлост, због чега доноси одлуку да је суочи са својим оцем и сазна праву истину. Однос Микија Тамбуре и Софије Шубаревић затегнут је од самог почетка, када је Максим у алкохолисаном стању украо његов ауто и усмртио Милу. Од тада јој је Тамбура све време за петама, а једно време је пратио сваки њен корак због дуга од два милиона евра. Софија се први пут након раскида са Матијом искрено заљубљује у другог мушкарца и то у директора полиције. Иако мисли да је он "господин савршени", наилази на препреку – Небојшиног оца Микија Тамбуру... Уна и Андрија имају "кртицу" у вилу, а тога нису ни свесни. Јована је успела да поткупи Маријану да ради за њу тиме што јој је понудила дупло већу плату од оне коју јој је Андрија дао. Њен задатак је да Јовани преноси информације из виле, а да ли ће у томе истрајати до краја, остаје нам да видимо... |              |                                                                                      |                                  |                                                                                                  |                      |
| 979 | 184          | Алекса одлази на разговор за посао                                                   | Милан Караџић и Станко Милошевић | Иван Јовановић, Нина Џувер, Биљана Вујовић, Александар Радуловић, Марио Николић и Наталија Мусић | 28. фебруар 2024.    |
| Јована је огорчена на Андрију због напуштања породице и започињања заједничког живота са Уном. У циљу да му се освети и узме му све, Јована ангажује људе који ће да прате сваки Андријин корак, али и адвоката уз помоћ ког ће да се дочепа наследства. Алекса одлази на разговор за посао. Након банкрота породице Каначки остаје без свега и једина сламка спаса су му били Тићини Малдиви. Како ни тамо посао не иде како би требало, доноси одлуку да своју богату радну биографију искористи за бољи и сигурнији посао. Панчета преузима Малдиве на себе и даје све од себе како би кафић извукла из канџи банкрота. Међутим, нико не жели да јој помогне у послу. Иако је мислила да ће Лука да јој буде од користи, уследиће његова реакција која ће да је остави у шоку... |              |                                                                                      |                                  |                                                                                                  |                      |
| 980 | 185          | Жаклина и Лука иду на вечеру                                                         | Милан Караџић и Станко Милошевић | Иван Јовановић, Нина Џувер, Биљана Вујовић, Александар Радуловић, Марио Николић и Наталија Мусић | 29. фебруар 2024.    |
| Ирена долази код Уне након сазнања да је оставила Луку и започела заједнички живот са Андријом. Иако је увек била ту за њу, Ирени неће бити право због тога што јој Уна није јавила шта се дешава. Ипак, свесна је да Уна нема ништа са Андријом и пружи јој подршку. Жаклиница долази у Малдиве како би орасположила Луку. Позива га на вечеру, међутим, он је одбија јер нема новац да плати јело у ресторану. Жаклиница је неко ко је својом упорношћу успела све да добије, па је тако на крају успела и Луку да наговори да оду на вечеру коју ће она да плати. Алекса се надао да ће својом богатом радном биографијом оборити све са ногу када дође на разговор за посао, али до тога ипак не долази, а у све је умешан Андрија Бошњак, који сваку прилику користи како би се осветио породици Каначки. |              |                                                                                      |                                  |                                                                                                  |                      |
| 981 | 186          | Андрија морам да разговарам са тобом                                                 | Милан Караџић и Станко Милошевић | Иван Јовановић, Нина Џувер, Биљана Вујовић, Александар Радуловић, Марио Николић и Наталија Мусић | 1. март 2024.        |
| Уна кроз сузе признаје Ирени да је брак са Луком готов и да са њим више не може да живи. Небојша Тамбура се са Софијом састаје у бизнис клубу, а том приликом разговарају о њеном сусрету са његовим оцем Микијем. Иако Софија не зна да Небојша све зна о њеној мутној прошлости и да је само тестира да види колико далеко ће ићи, убеђује га да јој је Мики Тамбура занимљив. Панчета се у тајности састаје са новинаром који је у последње време објављивао све о Андријиној афери и краху брака са Јованом. У нади да ће имати неке користи од њега, договара пиће у Малдивима, међутим, убрзо се након тога нерасположена враћа кући. Уна жели да разговара са Андријом... |              |                                                                                      |                                  |                                                                                                  |                      |
| 982 | 187          | Уна позива Андрију да дође код ње                                                    | Милан Караџић и Станко Милошевић | Иван Јовановић, Нина Џувер, Биљана Вујовић, Александар Радуловић, Марио Николић и Наталија Мусић | 2. март 2024.        |
| Лука се поверава Алекси да је срео Андрију Бошњака и да је са њим обавио разговор очи у очи. Док браћа причају, у кафану долази Иван како би се синовима похвалио да је излечен од алкохолизма. Како синови немају времена за њега у том тренутку, Иван одлази покуњен... Софија наставља своју игрицу са Небојшом, а сада пред њега поставља један захтев додатно га провоцирајући да не зна да ли је довољно храбар да га прихвати. Панчета долази кући и затиче унезвереног Тићу са писмом. Он је у прединфарктном стању од стреса, док забринута Панчи покушава да схвати шта се дешава. Уна позива Андрију да дође код ње... |              |                                                                                      |                                  |                                                                                                  |                      |
| 983 | 188          | Јована креће у офанзиву Андрија у шоку: Шта радиш овде                               | Милан Караџић и Станко Милошевић | Иван Јовановић, Нина Џувер, Биљана Вујовић, Александар Радуловић, Марио Николић и Наталија Мусић | 3. март 2024.        |
| Панчета и Тића су истовремено збуњени и уплашени због писма које је стигло. Док Јована седи у својој новој кући, Уна мало губи контролу и констатује да се "лепо сместила", а када види Јованину реакцију не преостаје јој ништа друго сем да је пита да ли планира да остане. Добрица констатује да је Панчета баш добро поткачила Андрију и да се ситуација захуктава. Када се врати из фирме, Андрија затиче Јовану у вили, а њено објашњење зашто је ту ће га излудети. |              |                                                                                      |                                  |                                                                                                  |                      |
| 984 | 189          | Да ли ће Јована успети поново да заведе Андрију Бошњака                              | Милан Караџић и Станко Милошевић | Иван Јовановић, Нина Џувер, Биљана Вујовић, Александар Радуловић, Марио Николић и Наталија Мусић | 4. март 2024.        |
| Јована се усељава у вилу Бошњак. На предлог адвокатице, Јована покреће велики корак у освети коју планира за Андрију, а то је да му одузме пола наследства, али и вилу у којој он живи са Уном. Како јој је правница рекла да ће до тог циља лакше доћи ако суду представи да она заправо живи у вили, као и да је Андрија своју љубавницу (Уну) довео у њену кућу. Из тог разлога Јована пакује кофере и усељава се у вилу, али то није све. Уцењује Андрију и понаша се као да њиховој љубави није дошао крај... Њена одлука најтеже пада Уни, која целу ноћ проводи у сузама. Маринко је недавно добио тајни задатак од Небојше Тамбуре, а то је да сазна све о Софијиној мутној прошлости. Ипак, иако је упућен у све њене криминалне радње, Маринко не открива Тамбури оно шта га је занимало и представља је као "чисту" пред законом. Међутим, он сада сазнаје целу истину и раскринкава Маринкове лажи... |              |                                                                                      |                                  |                                                                                                  |                      |
| 985 | 190          | Зашто си ме лагао                                                                    | Милан Караџић и Станко Милошевић | Иван Јовановић, Нина Џувер, Биљана Вујовић, Александар Радуловић, Марио Николић и Наталија Мусић | 5. март 2024.        |
| Јована наставља са својим осветничким планом према Андрији. Јована се са Софијом састаје у бизнис клубу како би разговарале о њеној освети коју је спремила за Андрију и Уну, а у циљу како би добила половину наследства Бошњак, на чијем се врху налази велелепна вила. Маринко је недавно добио тајни задатак од Небојше Тамбуре, а то је да сазна све о Софијиној мутној прошлости. Ипак, иако је упућен у све њене криминалне радње, Маринко не открива Тамбури оно шта га је занимало и представља је као "чисту" пред законом. Међутим, он сада сазнаје целу истину и раскринкава Маринкове лажи... Жаклина на све начине покушава да орасположи Луку. Поново га води у ресторан како би се опустио и бар на кратко заборави на проблеме. Тића пада у очај јер од полиције не сазнаје никакве информације о Страхињи, који је нестао пре неколико месеци и од тада му се изгубио сваки траг. Из немоћи одлази код Вукашина у детективску агенцију у нади да ће он моћи да му помогне... |              |                                                                                      |                                  |                                                                                                  |                      |
| 986 | 191          | Адвокатица Јоване Бошњак упада у Андријину канцеларију                               | Милан Караџић и Станко Милошевић | Иван Јовановић, Нина Џувер, Биљана Вујовић, Александар Радуловић, Марио Николић и Наталија Мусић | 6. март 2024.        |
| Адвокатица Јоване Бошњак упада у Андријину канцеларију и прекида његов састанак са Бобом. Небојша Тамбура раскринкава Софију Шубаревић. Након што је од оца чуо за Софијину бурну прошлост, Небојша доноси одлуку да сазна све о девојци у коју се заљубио, међутим, сазнања до којих је дошао оставила су га у шоку. Иако је сазнао све о њој, одлази код Софије како би му признала одакле јој новац да купи 16 одсто деоница Кан холдинга. После овог разговора све ће му бити јасно – да ли ће рећи истину или ће наставити да га "вуче за нос". Маријана се налази између две ватре – са једне стране за вратом јој је Андрија, који ју је запослио као кућну помоћницу у вили, а са друге стране Јована, која јој је дала дупло већу плату од Андрије како би га шпијунирала. Она се сада нашла пред новим Јованиним тајним задатком, а од ње захтева да јој донесе Унину огрлицу вредну 10.000 евра... |              |                                                                                      |                                  |                                                                                                  |                      |
| 987 | 192          | Избацићу Уну и тебе из виле                                                          | Милан Караџић и Станко Милошевић | Иван Јовановић, Нина Џувер, Биљана Вујовић, Александар Радуловић, Марио Николић и Наталија Мусић | 7. март 2024.        |
| Јована не одустаје од имовине Андрије Бошњак. Након што је послушала савет правнице да би требало да се усели у вилу, Јована то истог тренутка и чини, а све у циљу како би на суду имала веће шансе да је узме у своје власништво. Јованина адвокатица одлази у Кан капитал и упада у Андријину канцеларију. После сазнања шта Јована жели да му одузме, ангажује адвокате како би успео да сачува своју имовину, међутим, то му баш не полази за руком... Маринко је раскринкан од стране директора полиције и ухваћен је у лажи, због чега је Вукашин у страху да Небојша Тамбура не сазна мутне послове из Софијине прошлости, а у које су били умешани и Алекса и Лука. Јована прети Андрији. Говори му да ће из виле да избаци и Уну и њега. Међутим, саопштава му да још увек није касно и да може да се искупи за све, али под једним условом... |              |                                                                                      |                                  |                                                                                                  |                      |
| 988 | 193          | Небојша Тамбура отвара стари случај против Каначких                                  | Милан Караџић и Станко Милошевић | Иван Јовановић, Нина Џувер, Биљана Вујовић, Александар Радуловић, Марио Николић и Наталија Мусић | 8. март 2024.        |
| Лука и Алекса наилазе на нове проблеме - Небојша Тамбура поново отвара случај о прању новца у Кан холдингу. Иако је Маринко добио задатак да чува све тајне из прошлости породице Каначки, у томе није успео, јер је директор полиције раскринкао све његове лажи, због чега је истрага поново покренута. Избија жустра свађа између Јоване и Андрије у којој јој говори да је њихов брак пропаст и да би због Косте требало да се разведу без скандала. Међутим, Јована добија излив беса и покушава да избаци Уну из виле. У том моменту Андрији ће позлити... Панчета позива Алексу и Луку како би им саопштила да Тића одлази у потрагу за Страхињом... |              |                                                                                      |                                  |                                                                                                  |                      |
| 989 | 194          | Уна долази у Малдиве                                                                 | Милан Караџић и Станко Милошевић | Иван Јовановић, Нина Џувер, Биљана Вујовић, Александар Радуловић, Марио Николић и Наталија Мусић | 9. март 2024.        |
| Уна одлучује да поразговара са Луком. Алекса и Лука траже помоћ од Вукашина, када су сазнали да је Небојша Тамбура отворио случај прања новца у Кан холдингу. Након тога Вукашин одлази директору полиције у посету. Панчета саопштава Алекси и Луки да Тића одлази на пут. Небојша Тамбура се налази са свим оцем и од њега добија нове информације о Софији. |              |                                                                                      |                                  |                                                                                                  |                      |
| 990 | 195          | Небојша оставља Софију након што је сазнао њену прошлост                             | Милан Караџић и Станко Милошевић | Иван Јовановић, Нина Џувер, Биљана Вујовић, Александар Радуловић, Марио Николић и Наталија Мусић | 10. март 2024.       |
| Небојша одлучује да раскине са Софијом, након најновијих сазнања до којих је дошао о њој и њеној прошлости. Она се поверава Јовани, али јој не одаје прави разлог зашто ју је Небојша оставио. Уна затиче Луку у Малдивима и тражи од њега да је саслуша. Јована и даље упорно инсистира од Андрије да схвати да Уни није место у њиховој кући. Панчета је спаковала Тићу и он је спреман да крене на пут, како би пронашао Страхињу. Вукашин објашњава Небојши зашто је дошао код њега. |              |                                                                                      |                                  |                                                                                                  |                      |
| 991 | 196          | Андрија ја одлазим                                                                   | Милан Караџић и Станко Милошевић | Иван Јовановић, Нина Џувер, Биљана Вујовић, Александар Радуловић, Марио Николић и Наталија Мусић | 11. март 2024.       |
| Уна и Лука се мире. Након најтеже кризе у Унином и Лукином браку, ипак долазе бољи дани. Иако је Уна мислила да ће моћи заувек да остави Луку због његових љубоморних испада и честих опијања, ипак долази до преокрета и помирења. Уна постаје свесна да не може да настави живот у вили Бошњак и доноси одлуку да се врати супругу. Одмах након разговора са Луком одлази код Андрије и саопштава му своју одлуку – враћа се код Панчете. Тића креће на пут како би пронашао Страхињу, ком се губи сваки траг и који је под заштитом полиције. Панчета, Миле, Алекса и Лука тим поводом организују опроштајну журку у Малдивима. Небојша Тамбура почиње да "копа по прошлости" и долази до детаља прања новца у Кан Холдингу. Да ли су Каначки поново у опасности, остаје нам да видимо... |              |                                                                                      |                                  |                                                                                                  |                      |
| 992 | 197          | Уна тешко подноси вест о свом оцу                                                    | Милан Караџић и Станко Милошевић | Иван Јовановић, Нина Џувер, Биљана Вујовић, Александар Радуловић, Марио Николић и Наталија Мусић | 12. март 2024.       |
| Уна сазнаје да јој отац болује од карцинома. Убрзо након тог сазнања одлази у вилу Бошњак како би се смирила, међутим, то јој не полази за руком. Ипак, Андрија јој се налази у још једном тешком тренутку и пружа јој подршку... Андрија је у последње време често одсутан са посла због напетог односа са Јованом, али и због константног размишљања о Уни у коју је заљубљен. Све обавезе и одговорност у фирми спале су на Бобу, која у Андријиној канцеларији наилази на један податак који ће је оставити у шоку. Иван се састаје са Иреном у бизнис клубу... |              |                                                                                      |                                  |                                                                                                  |                      |
| 993 | 198          | Томислав Хорват проналази Гвоздена                                                   | Милан Караџић и Станко Милошевић | Иван Јовановић, Нина Џувер, Биљана Вујовић, Александар Радуловић, Марио Николић и Наталија Мусић | 13. март 2024.       |
| Андрија помаже Унином оцу који болује од карцинома. Уна је неутешна након сазнања да јој је отац тешко болестан, а Андрија предузима све кораке како би му помогао. Мики Тамбура прави љубоморне сцене. Олга забрањује да разговара са Иваном и прати сваки њен корак. Ипак, то му није довољно, па долази у бизнис клуб како би од Ивана сазнао о чему је разговарао са Олгом и тада му прети. Томислав Хорват проналази Гвоздена... |              |                                                                                      |                                  |                                                                                                  |                      |
| 994 | 199          | Андрија плаћа операцију Унином оцу                                                   | Милан Караџић и Станко Милошевић | Иван Јовановић, Нина Џувер, Биљана Вујовић, Александар Радуловић, Марио Николић и Наталија Мусић | 14. март 2024.       |
| Андрија наставља да чини све што је потребно како би помогао Унином оцу који болује од карцинома. Позива Вању и од ње захтева да припреми податке о једној клиници у иностранству и да на њихов рачун пребаци новац. Андрија ни не слути да Вања ради за Јовану и да јој преноси све информације из фирме, као и да би ова информација можда могла да га кошта имовине на суду... Тамбура је тотално полудео када је угледао да Олга разговара са Иваном и након тога су уследиле претње и насиље. Ту се није зауставио, па је исто урадио и Ивану у бизнис клубу. Након свих тих сазнања, Алекса одлази код Тамбуре како би му јасно ставио до знања да брине о својој мајци и да ће учинити све како она не би била повређена. Хорват је Гвоздену све време за петама... |              |                                                                                      |                                  |                                                                                                  |                      |
| 995 | 200          | Запослени причају да умиреш                                                          | Милан Караџић и Станко Милошевић | Иван Јовановић, Нина Џувер, Биљана Вујовић, Александар Радуловић, Марио Николић и Наталија Мусић | 15. март 2024.       |
| У компанији се проширила информација да Андрија умире. Главни кривац за ширење дезинформације је Вања, којој је Андрија наредио да једној иностраној клиници уплати 250.000 евра. Иако је она схватила да је Андрија болестан и да му је живот угрожен, позадина приче је да он жели да помогне Унином оцу, али да то нико не зна. С обзиром да су сви сазнали да је новац пребачен у инострану клинику, Андрија позива Вању на разговор... Тамбура је тотално полудео када је угледао да Олга разговара са Иваном и након тога су уследиле претње и насиље. Ту се није зауставио, па је исто учинио и Ивану у бизнис клубу. Након свих тих сазнања, Алекса одлази код Тамбуре како би му јасно ставио до знања да брине о својој мајци и да ће учинити све како она не би била повређена. Лука долази у вилу Бошњак како би му Јована саопштила информације које има о Унином и Андријином односу. |              |                                                                                      |                                  |                                                                                                  |                      |
| 996 | 201          | Тамбура упада у Софијин стан                                                         | Милан Караџић и Станко Милошевић | Иван Јовановић, Нина Џувер, Биљана Вујовић, Александар Радуловић, Марио Николић и Наталија Мусић | 16. март 2024.       |
| Тамбура упада у Софијин стан и тражи новац који му дугује. Након што је успео да раздвоји свог сина од Софије, Тамбура наставља да је малтретира и уцењује. Ненајављено долази у њен стан и напада је да му врати новац, међутим, тамо затиче другог мушкарца... Миа је дуго покушавала да пронађе свог оца, а сада, када га је коначно нашла, сазнаје информацију коју тешко подноси. Сасвим случајно чује разговор њеног деде и Гвоздена и тако сазнаје да је он крив за растанак њених родитеља и њено одрастање без оца. Маринко добија наређење од Вукашина да провали у канцеларију директора полиције и да међу папире о Каначкима подметне Матијино признање ... |              |                                                                                      |                                  |                                                                                                  |                      |
| 997 | 202          | Мирјана сазнаје да је Гвозден жив                                                    | Милан Караџић и Станко Милошевић | Иван Јовановић, Нина Џувер, Биљана Вујовић, Александар Радуловић, Марио Николић и Наталија Мусић | 17. март 2024.       |
| Лука од Јоване сазнаје да је Андрија платио лечење Унином оца... Андрија је у тајности Вањи поверио посао да истражи клинику у иностранству и да им уплати 250.000 евра са циљем да помогне Унином оцу који болује од карцинома. Међутим, она је то погрешно разумела и свима разгласила да је Андрија болестан и да умире. Та информација стиже и до Јоване, која је након тога убеђена да између Уне и Андрије дефинитивно нешто постоји и то саопштава Луки. Тамбура из дана у дан показује своје право лице, а Олга је у све већем броју. Због љубоморе коју осећа према Ивану, Мики доноси одлуку да прати Олгу у стопу и да са њом иде на сваки породични сусрет, како га не би слагала. Мирјана после 25 година сазнаје да Гвозден није мртав... |              |                                                                                      |                                  |                                                                                                  |                      |
| 998 | 203          | Гвозден долази у вилу Бошњак                                                         | Милан Караџић и Станко Милошевић | Иван Јовановић, Нина Џувер, Биљана Вујовић, Александар Радуловић, Марио Николић и Наталија Мусић | 18. март 2024.       |
| Вања почиње да шефује по фирми. Након што јој је Андрија поверио важан задатак и после обављеног разговора са Јованом, Вања умишља да је шеф и почиње да наређује запосленима. Маринко добија наређење да провали у канцеларију Небојше Тамбуре и да међу папире о Каначкима убаци Матијино признање у вези са повезаношћу са Брунером. Иако му у почетку неће бити јасно одакле се тај папир одједном створио у фиоци, Тамбури ће се сложити све коцкице када у бизнис клубу дође до његовог сусрета са Маринком и то први пут након тог инцидента. Лука доноси одлуку да дефинитивно стави тачку на однос са Уном. Након сазнања да је Андрија платио операцију Унином оцу, Лука схвата да је међу њима нешто било и прекида сваки контакт са њом. Гвозден долази у вилу Бошњак... |              |                                                                                      |                                  |                                                                                                  |                      |
| 999 | 204          | Гвозден опет напушта све                                                             | Милан Караџић и Станко Милошевић | Иван Јовановић, Нина Џувер, Биљана Вујовић, Александар Радуловић, Марио Николић и Наталија Мусић | 19. март 2024.       |
| Ленка и Алекса завршавају на пићу у бизнис клубу. Алекса се први пут, откад је остао без богатства, враћа у бизнис клуб, који више није у његовом власништву, и није му свеједно. Признаје Ленки да се чудно осећа. Такође, прича јој о својим осећањима откад је Мила преминула. Гвозден се поверава брату и наговештава му да хоће опет да оде и напусти све. Не може да поднесе чињеницу да има ћерку и да ипак није узоран отац и онакав каквог Миа заслужује. Сусрет са Гвозденом у Андрији буди његову "нежнију" страну личности. Почиње да се преиспитује да ли је постигао све што је желео, да ли је срећан и најважније питање – да ли је пронашао свој мир. Лука не престаје да се опија у Малдивима, тражећи одговор на питање зашто једноставно не може да буде срећан са Уном. На Иванова врата стиже Олга... |              |                                                                                      |                                  |                                                                                                  |                      |
| 1000 | 205          | Андрија сазнаје да је Унин отац у критичном стању                                    | Милан Караџић и Станко Милошевић | Иван Јовановић, Нина Џувер, Биљана Вујовић, Александар Радуловић, Марио Николић и Наталија Мусић | 20. март 2024.       |
| Андрија сазнаје да је Часлав у критичном стању. Додатни шок уследиће када сазна да новац који је требало Вања да пребаци клиници у иностранству, није уплаћен... Ленка већ дуго заљубљена у Алексу, међутим, он ју је стално одбијао, јер је био у тајној вези са Сенком. Сада кад Сенке нема, Алекса препушта своје срце Ленки и проводе ноћ заједно. Олга уплакана долази код Ивана и открива му кроз шта пролази са Тамбуром, који је у последње време насилан према њој. Иако јој је забранио да комуницира са Иваном, одлази бившем у загрљај. Миле пада у несвест након бурне ноћи у Малдивима, због чега мора да реагује хитна помоћ... |              |                                                                                      |                                  |                                                                                                  |                      |
| 1001 | 206          | Иван се обрачунава са Тамбуром                                                       | Милан Караџић и Станко Милошевић | Иван Јовановић, Нина Џувер, Биљана Вујовић, Александар Радуловић, Марио Николић и Наталија Мусић | 21. март 2024.       |
| Олга уплакана долази код Ивана како би му испричала кроз који пакао пролази са Микијем, а убрзо након тога, Иван долази у Фејм како би се обрачунао са Тамбуром. У кафићу избија туча... Лука је решио да стави тачку на брак са Уном оног момента када је од Јоване сазнао да је Андрија платио Чаславу операцију у иностранству. Ипак, Лука одлучи да оде у болницу како би посетио Униног оца, међутим, али затиче собу празну. Однос између Ленке и Алексе постаје све озбиљнији, а њихову идилу прекида Сенкин позив. Ипак, Алекса одбија да јој се јави на телефон, а Ленку лаже како га зову из Малдива... Тамбура и Жаклина одлазе на пиће у бизнис клуб. Иако у почетку имају опуштено вече пуно смеха, у једном моменту примећује да се Жаклина чудно понаша... |              |                                                                                      |                                  |                                                                                                  |                      |
| 1002 | 207          | Уна одлази из виле Бошњак                                                            | Милан Караџић и Станко Милошевић | Иван Јовановић, Нина Џувер, Биљана Вујовић, Александар Радуловић, Марио Николић и Наталија Мусић | 22. март 2024.       |
| Уна пакује кофере и одлази из виле Бошњак. Ленка проводи ноћ са Алексом. Иако је наизглед све савршено и иде у правцу озбиљног односа, Алекса позива Ленку на пиће и признаје јој да је лагао... Андрија клиници у иностранству уплаћује 250.000 евра за лечење Униног оца који болује од карцинома. Док је Андрија забринут за Часлава, Јована наставља са својим планом да супругу преотме вилу Бошњак. Почиње реновирање куће, али се ту неће зауставити. Панчета криви Олгу за хаос који је настао између Тамбуре и Ивана. Одлази у Фејм како би са њом обавила озбиљан разговор... |              |                                                                                      |                                  |                                                                                                  |                      |
| 1003 | 208          | Олга долази Ивану у посету                                                           | Милан Караџић и Станко Милошевић | Иван Јовановић, Нина Џувер, Биљана Вујовић, Александар Радуловић, Марио Николић и Наталија Мусић | 23. март 2024.       |
| Уна напушта вилу и Акицу одводи код Луке. Пакује кофере али не остаје у Панчетином дому, већ одлази код оца. Док Небојша Тамбура испија пиће у бизнис клубу, среће Жаклину и то не делује нимало случајно. Поздравља га и седа за његов сто. Инспектор почиње да јој се "отвара" и са њом дели своју тугу и разочарање у љубав. Бесна и љута, Панчета "упада" у Малдиве и тамо затиче Милета и Алексу, насмејане, и то је јако нервира! Пошто није добила помоћ, одлази код Вукашина. Након што су се физички обрачунали Иван и Мики Тамбура, Олга стиже код Панчете да види како је Иван. |              |                                                                                      |                                  |                                                                                                  |                      |
| 1004 | 209          | Ко је упао у Вукашинову канцеларију и направио хаос                                  | Милан Караџић и Станко Милошевић | Иван Јовановић, Нина Џувер, Биљана Вујовић, Александар Радуловић, Марио Николић и Наталија Мусић | 24. март 2024.       |
| Након посете Ивану, Олга се враћа у "Фејм" и среће Тамбуру. Гвозден ипак није заувек напустио своју породицу ни ћерку, па је одлучио да прати Хорватовог "човека од поверења". Због количине посла, Ленка се жали Андрији Бошњаку и пита га да ли зна када се Уна враћа, јер јој хитно треба помоћ у канцеларији. Међутим, Андрији је прилично сумњиво зашто се она распитује за Уну. Тај исти Хорватов "човек од поверења" пристиже у "Фејм" и упознаје се са Олгом, иако је дошао Тамбури у посету. Вукашин долази у своју канцеларију и затиче хаос... |              |                                                                                      |                                  |                                                                                                  |                      |
| 1005 | 210          | Ко је пред Мијиним вратима                                                           | Милан Караџић и Станко Милошевић | Иван Јовановић, Нина Џувер, Биљана Вујовић, Александар Радуловић, Марио Николић и Наталија Мусић | 25. март 2024.       |
| Неко проваљује у Вукашинову детективску агенцију... Вукашин и Барбара остају у шоку су призора - сва документација је разбацана по канцеларији, због чега позивају полицију. Како они ништа нису урадили како би пронашли провалника, Вукашин одлази у полицијску станицу и упада у Тамбурину канцеларију. Због Униног одсуства са посла, агенција коју држи са Ленком упада у проблеме. Клијенти се жале због пробијања рокова и неодрађеног посла, због чега Ленка тражи помоћ од Андрије. Убрзо након њиховог разговора, Андрија доноси одлуку да Гала пређе у агенцију као Ленкина испомоћ. Олга долази у Малдиве како би са Алексом обавила разговор, међутим, он не жели да је слуша. Миа са најбољом другарицом договара одлазак на журку, а у једном тренутку њихов разговор прекида звук звона - непозната особа је пред вратима... |              |                                                                                      |                                  |                                                                                                  |                      |
| 1006 | 211          | Гвозден долази код Мије                                                              | Милан Караџић и Станко Милошевић | Иван Јовановић, Нина Џувер, Биљана Вујовић, Александар Радуловић, Марио Николић и Наталија Мусић | 26. март 2024.       |
| Иако је желео поново да побегне од свих, Гвозден доноси одлуку да остане како би поправио однос са ћерком коју није видео 25 година. Из тог разлога Гвозден долази Мији на врата жељи да разговара са њом и извини јој се за све. Иако ће у почетку бурно одреаговати, касније ће спустити лопту и биће јој драго што је Гвозден успео да је пронађе. Вукашин ће тотално побеснети када схвати да му је неко провалио у детективску агенцију, а одмах је видео само једног кривца - Микија Тамбуру. Одмах након инцидента одлази код Небојше како би га о свему обавестио, а он убрзо одлази у Фејм како би обавио разговор са оцем. Лука се састаје са Јованом... |              |                                                                                      |                                  |                                                                                                  |                      |
| 1007 | 212          | Опусти се Лука нико не зна где си био синоћ                                          | Милан Караџић и Станко Милошевић | Иван Јовановић, Нина Џувер, Биљана Вујовић, Александар Радуловић, Марио Николић и Наталија Мусић | 27. март 2024.       |
| Андрија позива Уну у жељи да провери како је њен отац и да ли су се сместили на клинику у иностранству и упознали докторе. С друге стране, Лука остаје ван куће, до касно у ноћ, и нико не зна где је био и са ким. Алекса и Миле Купус га нападају, јер не може тако да се понаша, будући да има дете. У просторије "Фејма" улази ни мање ни више Иван, најомраженије лице клуба, и када га Олга спази на вратима – остаје без текста. Лука наставља да се виђа са Јованом, од које добија нови позив за виђање... |              |                                                                                      |                                  |                                                                                                  |                      |
| 1008 | 213          | Лука нема потребе да се плашиш                                                       | Милан Караџић и Станко Милошевић | Иван Јовановић, Нина Џувер, Биљана Вујовић, Александар Радуловић, Марио Николић и Наталија Мусић | 28. март 2024.       |
| Лука се састаје са Јованом како би сазнао шта међу њима десило претходне ноћи... Јована је или бацила око на Луку или је то само један од њених планова да се освети Уни и Андрији, међутим, ова ситуација најтеже пада Луки који није сигуран да ли се међу њима нешто десило. Из тог разлога они се састају у Фејму, али Јована му не даје конкретан одговор на питање да ли су спавали заједно, већ му саопштава да нема потребе да се плаши ако му се допада. Иван долази у Фејм како би разговарао са Олгом, али она га одбија. Ту се није зауставила, па га је вређала и понижавала у Тамбурином присуству, али све у циљу како би га заштитила. Ипак, он то не схвата и тешко подноси њено понашање. Касније ће уследити Олгин позив, али Иван га одбија... |              |                                                                                      |                                  |                                                                                                  |                      |
| 1009 | 214          | Дајем отказ                                                                          | Милан Караџић и Станко Милошевић | Иван Јовановић, Нина Џувер, Биљана Вујовић, Александар Радуловић, Марио Николић и Наталија Мусић | 29. март 2024.       |
| Добрица одлази на информативни разговор код Андрије, који врло озбиљно и заинтересовано поставља питања, док Добрица покушава да се оправда на све начин. Међутим, Андрија за њега има нови пословни предлог. После другог сусрета са Јованом, током ког завршавају у кревету, Лука одлази у Малдиве, видно расположен, и то примећује Миле Купус. Добро расположење у кафићу ремети Алекса и његова одлука да даје отказ... |              |                                                                                      |                                  |                                                                                                  |                      |
| 1010 | 215          | Јована и Лука проводе ноћ заједно                                                    | Милан Караџић и Станко Милошевић | Иван Јовановић, Нина Џувер, Биљана Вујовић, Александар Радуловић, Марио Николић и Наталија Мусић | 30. март 2024.       |
| Алекса даје отказ у Малдивима и проналази нови посао... Након што је Маринко успешно провалио у Небојшину канцеларију и подвалио Матијино признање у документацију о Каначкима, Вукашин за њега има нови задатак. Позива га и говори му шта треба да уради. Алекса се повлачи из бизниса у Малдивима и доноси одлуку да почне испочетка. На интернету проналази један врло занимљив оглас за посао - Кан капиталу је потребан магационер, а Алекса одлучује да пошаље своју радну биографију и окуша срећу у некадашњем Кан холдингу. После бројних непријатних ситуација у којима су се нашли због платонског односа Уне и Андрије, између Јоване и Луке почиње нова романса. Убрзо схватају да међу њима постоји нека хемија и проводе ноћ заједно... |              |                                                                                      |                                  |                                                                                                  |                      |
| 1011 | 216          | Јао шта си урадио несрећо                                                            | Милан Караџић и Станко Милошевић | Иван Јовановић, Нина Џувер, Биљана Вујовић, Александар Радуловић, Марио Николић и Наталија Мусић | 31. март 2024.       |
| Између браће Каначки избија још једна расправа, јер Алекса више не може да гледа Луку како себи уништава живот. Он не види како може да изађе на добро чињеница да се Лука смувао са Јованом. Када доведе сина на чување код Панчете, Алекса и са њом дели своју забринутост која се тиче Лукиних избора... Она не седи скрштених руку већ одлази у Малдиве како би се обрачунала са Луком. |              |                                                                                      |                                  |                                                                                                  |                      |
| 1012 | 217          | Шта радиш у мом магацину                                                             | Милан Караџић и Станко Милошевић | Иван Јовановић, Нина Џувер, Биљана Вујовић, Александар Радуловић, Марио Николић и Наталија Мусић | 1. април 2024.       |
| Алекса добија посао у магацину Кан капитала. Ипак, Андрија није знао да је Каначки добио посао у његовој компанији и уследиће расправа када га угледа како вршља по магацину. Прва "на удару" биће Боба, која је Андријина десна рука... Тамбура позива Небојшу у Фејм на пиће како би разговарали. Мики на све начине покушава да закопа разне секире са сином, а иако је Небојша наизглед тврд орах, временом почиње да увиђа ствари које му је отац говорио и њихов однос постаје нормалнији. |              |                                                                                      |                                  |                                                                                                  |                      |
| 1013 | 218          | Враћа се Уна                                                                         | Милан Караџић и Станко Милошевић | Иван Јовановић, Нина Џувер, Биљана Вујовић, Александар Радуловић, Марио Николић и Наталија Мусић | 2. април 2024.       |
| Гала одлучује да прекине љубавну везу са Ненадом, а он очекује одговоре! По одговоре је дошао и Небојша код свог оца, постављајући му најважније питање – у каквим односима је Мики са Вукашином Сувобрком. Како то обично бива, постоји више верзија истине, а којој ли ће инспектор полиције поверовати? На Алексина врата долази Андрија, ненајављен. После разговора са њим, одлази кући и у вили Бошњак затиче Уну, која се вратила из иностранства. Олга завршава на вечерњем дружењу са Микијем и Небојшом, како би се боље прилагодила породици Тамбура. Уна се полако враћа пословним обавезама, ни не слутећи шта се издешавало између Јоване и Луке, док није била у земљи... |              |                                                                                      |                                  |                                                                                                  |                      |
| 1014 | 219          | Лука се извињава Панчети                                                             | Милан Караџић и Станко Милошевић | Иван Јовановић, Нина Џувер, Биљана Вујовић, Александар Радуловић, Марио Николић и Наталија Мусић | 3. април 2024.       |
| Ненад не може да прежали што га је Гала оставила, док се она тотално фокусирала на посао. Лука долази код Панчете и извињава јој се. Она је једва чекала да чује те речи из његових уста. Сличан разговор воде и Уна и Андрија, када му она саопштава да ће напустити вилу и да ће наћи стан у ком ће живети сама са сином. Андрија се противи тој идеји, али нема избора осим да је прихвати. Андрија, помало нервозан, стиже у канцеларију где га чека Боба. Он има одређене пословне предлоге, који су уско везани са његовим приватним животом, али га Боба ништа не разуме. Небојша позива једну женску особу. Да ли је у питању Жаклина? |              |                                                                                      |                                  |                                                                                                  |                      |
| 1015 | 220          | Добићеш оно што тражиш                                                               | Милан Караџић и Станко Милошевић | Иван Јовановић, Нина Џувер, Биљана Вујовић, Александар Радуловић, Марио Николић и Наталија Мусић | 4. април 2024.       |
| Андрија прихвата Јованин захтев да вила Бошњак након развода припадне њој, само како би је се решио и наставио даље са својим животом. Небојша заборавља Софију и посвећује се односу са Жаклином. Они у последње време често проводе време и обављају озбиљне разговоре, међутим, сада је на реду дошла тема о њиховим породицама - Вукашину и Тамбури, очевима који се међусобно не подносе и који већ годинама ратују. Панчета примећује промену у Лукином понашању, али не успева да сазна шта крије од ње. Због тога одлази у Малдиве како би од Милета сазнала све Лукине тајне... |              |                                                                                      |                                  |                                                                                                  |                      |
| 1016 | 221          | Јована узећемо му све што хоћеш                                                      | Милан Караџић и Станко Милошевић | Иван Јовановић, Нина Џувер, Биљана Вујовић, Александар Радуловић, Марио Николић и Наталија Мусић | 5. април 2024.       |
| Андрија доноси одлуку да поднесе папире за развод брака и Јовани саопштава да ће да добије само оно што он пожели да јој да. Ту се наставља рат између Јоване и Андрије, а убрзо након тога она се састаје са адвокатицом како би се договориле да на суду њен супруг остане без свега. Иван све време размишља о Олги, која је након њиховог раскида започела емотивну везу са Тамбуром. Иако је у почетку све било као на филму, убрзо је Мики показао своје право лице и сада јој ограничава слободу. Из тог разлога, Огла не сме да се виђа са Иваном, али ни са Алексом, што јој посебно тешко пада. Иван толико размишља о Олги да му је чак дошла у снове, а то ће у разговору са Панчетом и да призна... |              |                                                                                      |                                  |                                                                                                  |                      |
| 1017 | 222          | Здраво Софија                                                                        | Милан Караџић и Станко Милошевић | Иван Јовановић, Нина Џувер, Биљана Вујовић, Александар Радуловић, Марио Николић и Наталија Мусић | 6. април 2024.       |
| Вукашин се поново обраћа Маринку, молећи га за услугу. Овога пута има задатак да прати Луку Каначког и да у сваком тренутку зна где се налази и са ким се састаје. Ирена се поверава Ивану да је упознала симпатичног младића Владу. Отац јој саветује да том истом младићу каже да има "опасног оца" и да припази шта планира са Иреном. Коста се појављује пред вратима виле Бошњак. Маријана је одушевљена његовом појавом, а Јована не може да верује да се син вратио из Америке без најаве. Јована је брже боље одлучила да каже Кости истину, али само своју верзију, па је тако само рекла да је Андрија напустио породице због Уне Каначки. Луку и романсу коју је са њим започела није ни помислила да каже. Због тога, Коста дочекује Андрију у вили са погледом пуним разочарења и осуде. Ленка је и даље љута што јој Алекса није рекао за свој "бизнис" план и намеру да се врати у Кан Капитал, већ је то морала да чује од Гале. Мики Тамбура кришом долази код Софије и напада је с леђа... |              |                                                                                      |                                  |                                                                                                  |                      |
| 1018 | 223          | Маринко помно прати Луку                                                             | Милан Караџић и Станко Милошевић | Иван Јовановић, Нина Џувер, Биљана Вујовић, Александар Радуловић, Марио Николић и Наталија Мусић | 7. април 2024.       |
| Софија је веома потресена после Тамбуриног "упада" у њен стан и одлучила је да замени браву. Маринко одлази у Малдиве и покушава да сазна што више информација од Луке, по Вукашиновој молби, а затим се враћа код њега у канцеларију са новим детаљима. Он нове информације покушава да "извуче" и од Дебељка, који му се поверава да се не осећа добро откако га је Јелена оставила. Мики Тамбура је забринут за Олгино здравље и зове је одмах после прегледа. |              |                                                                                      |                                  |                                                                                                  |                      |
| 1019 | 224          | Тамбура је сатеран у ћошак                                                           | Милан Караџић и Станко Милошевић | Иван Јовановић, Нина Џувер, Биљана Вујовић, Александар Радуловић, Марио Николић и Наталија Мусић | 8. април 2024.       |
| Лука одбија да спава са Јованом... Након што су се упловили у љубавну романсу, Јована и Лука се крију по хотелским собама у којима проводе ноћ заједно. Ипак, ситуација се сада променила, па Лука одбија да спава са Јованом зато што још увек мисли на Уну. Новинар, Софијин пријатељ, Микија Тамбуру држи у шаци информацијама које има о њему. Иако он не схвата озбиљност ситуације у којој се налази, Мики је свестан да је због мутних послова сатеран у ћошак. Гвозден се састаје са пријатељем Пајом и говори му да има ћерку... |              |                                                                                      |                                  |                                                                                                  |                      |
| 1020 | 225          | Неочекивани гост стиже на Алексина врата                                             | Милан Караџић и Станко Милошевић | Иван Јовановић, Нина Џувер, Биљана Вујовић, Александар Радуловић, Марио Николић и Наталија Мусић | 9. април 2024.       |
| Јована избегава да каже Кости да се Андрија и она разводе. Услед бројних скандала и краха брака, Јована и Андрија наилазе на још један проблем – како Кости, који се изненада вратио из Америке, да кажу да му се распада породица. Алекса у последње време избегава Сенкине позиве због афере коју има са Ленком, међутим, прави шок ће уследити када му Сенка покуца на врата. Иако је мислио да може да води "двоструки живот", јер је Сенка зног посла отишла у Америку и тамо остала, неће веровати својим очима када је угледа у свом дому. Андрија се упознаје са Тамбуром, а Миа долази код Гвоздена... |              |                                                                                      |                                  |                                                                                                  |                      |
| 1021 | 226          | Сенка заправо није дошла неочекивано                                                 | Милан Караџић и Станко Милошевић | Иван Јовановић, Нина Џувер, Биљана Вујовић, Александар Радуловић, Марио Николић и Наталија Мусић | 10. април 2024.      |
| Након што је посетила Алексу, Сенка пристиже и у Кан Капитал, на своје старо радно место. Боба јој се радује, што се не може рећи и за Вању, која Сенку гледа као конкуренцију. Иако су сви мислили да је Сенка дошла изненада, заправо ју је Андрија позвао да се врати у фирму. Вукашин Барбари "држи слово", критикујући је да мора да направи границу између приватног живота и посла. Наводно, Барбара одвлачи пажњу Маринку и тако га спутава да ради свој посао. Добрица се "уплео" у Галин и Ненадов однос, али не својевољно. Ненад га је натерао на то, онога дана када је дошао у Кан Капитал да разговарају, а Добрица није имао начина да то избегне. Гала му сада то замера. |              |                                                                                      |                                  |                                                                                                  |                      |
| 1022 | 227          | Јовани пристиже мистериозно писмо                                                    | Милан Караџић и Станко Милошевић | Иван Јовановић, Нина Џувер, Биљана Вујовић, Александар Радуловић, Марио Николић и Наталија Мусић | 11. април 2024.      |
| Алекса и даље не признаје Ленки да се Сенка вратила и да је он са њом заправо у љубавној вези. Међутим, Ленка га добро познаје и зна да нешто крије. Добрица је "сатеран у ћошак" и налази се на пићу са Ненадом и његовим колегом, такође полицијским инспектором. Изгледа да је Добрица из најбоље намере сада сам себи направио проблем. И док Јована планира да реновира вилу, а у томе јој помаже Маријана, поштар јој доноси мистериозно писмо... |              |                                                                                      |                                  |                                                                                                  |                      |
| 1023 | 228          | Сенка затиче Алексу и Ленку у магацину                                               | Милан Караџић и Станко Милошевић | Иван Јовановић, Нина Џувер, Биљана Вујовић, Александар Радуловић, Марио Николић и Наталија Мусић | 12. април 2024.      |
| Небојша Тамбура позива Микија на вечеру и саопштава му да је заљубљен у Жаклину, Вукашинову ћерку. Иако је мислио да ће Мики бурно одреаговати, с обзиром да је Вукашин његов непријатељ из прошлости, уследила је његова хладна реакција која ће Небојши да буде сумњива. Ипак, Мики ће стати уз сина и подржаће његову везу са Жаклином. Јовани на кућну адресу стиже решење за развод брака и то тешко подноси. Баш у том тренутку улази Коста, који затиче уплакану мајку са решењем у руци. Тада сазнаје да је брак његових родитеља готов и за све криви Андрију. Убрзо након тога одлази у Кан Капитал и упада у канцеларију свог оца... Ленка спрема ручак за Алексу и одлази у магацин како би га изненадила. Међутим, у једном моменту њихов романтични тренутак прекида Сенка, која још увек не зна да су Ленка и Алекса заједно... |              |                                                                                      |                                  |                                                                                                  |                      |
| 1024 | 229          | Сазнаћемо ми Лука шта ти мутиш                                                       | Милан Караџић и Станко Милошевић | Иван Јовановић, Нина Џувер, Биљана Вујовић, Александар Радуловић, Марио Николић и Наталија Мусић | 13. април 2024.      |
| Микију је заиста важно да му Небојша верује да више нема никакве везе са криминалним радњама, те одлучује да га упозна са својим партнером. Небојша наравно пристаје, и то му је још један доказ да се његов отац променио. Маринко одлази код Панчете не би ли успео нешто да сазна о Лукином "новом животу". И док она ништа не схвата, Маринко се шуња по Лукиној соби и претура му по стварима. Тако проналази траг кармина на његовој кошуљи. Док се други баве њиховом романсом, Лука и Јована не могу да се раздвоје. Међутим, Вукашин има још једног шпијуна који се бави Лукиним животом, а то је ни мање ни више него Маријана, која живи са Јованом и брине о вили. Дошла је са новим доказима. Ирма је све признала Ирени у вези са Владом, да је он њен бивши муж, бивши зависник од опијата као и бивши дилер. Ирена је потпуно изгубила наду да са њим може да започне љубавну везу, али он инсистира да се виде и да јој објасни да је он сада други човек. Алекса покушава да сакрије од Сенке да је са Ленком у вези. Шта више, негира... |              |                                                                                      |                                  |                                                                                                  |                      |
| 1025 | 230          | Надам се да нико никада неће сазнати шта сам урадила                                 | Милан Караџић и Станко Милошевић | Иван Јовановић, Нина Џувер, Биљана Вујовић, Александар Радуловић, Марио Николић и Наталија Мусић | 14. април 2024.      |
| Томислав Хорват преко Микија Тамбуре обавља мутне послове и на тај начин га држи у шаци. Хорват наређује да Мики са сином дође на вечеру. Иако је избегавао да дође до упознавања Небојше и Хорвата, Тамбура је сатеран у ћошак и нема други избор. Сенка долази код Алексе како би после много времена провели ноћ заједно, међутим, наилази на Алексино одбијање. Тада јој коначно саопштава да је у вези са Ленком... Јована тешко подноси Андријину одлуку да се разведу и не жели да каже Кости да се брак његових родитеља распада. Ипак, када јој стигне решење из суда, неће моћи да обузда сузе и тада Коста заправо сазнаје за крах њихове љубави. Након покретања бракоразводне парнице Андрија долази код Јоване како би о свему разговарали, међутим она то одбија. Маријана је у страху због детективског задатка који је добила од Вукашина... |              |                                                                                      |                                  |                                                                                                  |                      |
| 1026 | 231          | Томиславе убићу га                                                                   | Милан Караџић и Станко Милошевић | Иван Јовановић, Нина Џувер, Биљана Вујовић, Александар Радуловић, Марио Николић и Наталија Мусић | 15. април 2024.      |
| Обелодањено је да је Томислав Хорват заправо шеф Микију Тамбури и да све прљаве послове обавља преко њега. Међутим, Тамбура је под све већим притиском због Томислава и осећа огромну мржњу према њему, поготово након што је морао Небојшу да упозна са њим. Томислав у разговору са Тамбуром открива нешто што ће Микија тотално да избаци из такта, због чега му говори да ће неког да убије. Алекса одбија Сенку, али јој и даље не говори да је у вези са Ленком, већ јој признаје да жели да започне живот испочетка. Иако мисли да ће то бити довољно да се његов однос са Ленком поправи, поготово након непријатне ситуације која је уследила у магацину када их је Сенка затекла, грдно се вара... Вукашин даје све од себе како би био сигуран да се Лука и Јована тајно виђају. Због тога ангажује Маријану и Маринка да му помогну у прикупљању доказа, један од њих је ДНК анализа, чије резултате Маринко доноси у Вукашинову детективску агенцију... |              |                                                                                      |                                  |                                                                                                  |                      |
| 1027 | 232          | Коста ће Јовани и Луки покварити планове                                             | Милан Караџић и Станко Милошевић | Иван Јовановић, Нина Џувер, Биљана Вујовић, Александар Радуловић, Марио Николић и Наталија Мусић | 16. април 2024.      |
| Ленка доноси одлуку да раскине са Алексом. Иако је он упоран да изглади ствари, Ленка одбија да разговара са њим и ставља тачку на њихов однос. Јована и Лука договарају састанак, међутим, изненадна Костина посета поквариће им све планове. Када схвати да је закаснила, прекида разговор са Костом и говори му да иде да прошета, али он не жели да је оставља саму... Вукашин све време размишља о Жаклини након што је признала да је у вези са сином његовог непријатеља Микија Тамбуре. Када му она јасно стави до знања да не жели да раскине са Небојшом само зато што је Микијев син, Вукашин одлази код Панчете како би је упозорио да би Жаклина могла да се нађе у опасности. Али то није једини разлог због ког је Вукашин посетио Панчету – саопштава јој да је обавио њен задатак и да је сазнао са ким се Лука виђа... |              |                                                                                      |                                  |                                                                                                  |                      |
| 1028 | 233          | Сада долазимо до највећег проблема...                                                | Милан Караџић и Станко Милошевић | Иван Јовановић, Нина Џувер, Биљана Вујовић, Александар Радуловић, Марио Николић и Наталија Мусић | 17. април 2024.      |
| Коста се распитује код Маријане како се осећала Јована када ју је Андрија напустио, па је Маријана објаснила да се у њеном понашању у последње време види знатна разлика. Више није депресивна, већ задовољна и срећна, као да је остварила неку своју "личну победу". Јована и Лука имају озбиљан разговор - једно другом коначно признају шта осећају. Највећи проблем настаје када схватају да се једно другом допадају и да им овај однос ипак значи. Луку чека разговор и са Панчетом, која покушава да га наведе да призна да је започео романсу са Јованом. Њему ништа није јасно. Поред пословних захтева, Андрија моли Сенку да још нешто учини за њега, али тиче се његовог приватног живота. Почиње бракоразводна парница Јоване и Андрије. |              |                                                                                      |                                  |                                                                                                  |                      |
| 1029 | 234          | Прве фотографије тајног виђања Јоване и Луке                                         | Милан Караџић и Станко Милошевић | Иван Јовановић, Нина Џувер, Биљана Вујовић, Александар Радуловић, Марио Николић и Наталија Мусић | 18. април 2024.      |
| Лука се правда Вукашину о томе како се упустио у романсу са Јованом. Вукашину ништа није јасно, поготово то што је госпођа Бошњак већински кривац, јер га је "навукла" на превару. Иако су се договорили да се не виђају неко време, Лука позива Јовану на нови сусрет у хотелу, јер мора да јој саопшти да људи знају за њихову везу. Добрици није јасно зашто се Сенка и Ленка одједном не подносе, па домаштава. Убеђен је да се њих две заправо боре за Андријину љубав, док их он тестира. Све то препричава Гали, коју то заправо ништа не занима. Жаклина долази код Панчете по помоћ... |              |                                                                                      |                                  |                                                                                                  |                      |
| 1030 | 235          | Говори где си је сакрио                                                              | Милан Караџић и Станко Милошевић | Иван Јовановић, Нина Џувер, Биљана Вујовић, Александар Радуловић, Марио Николић и Наталија Мусић | 19. април 2024.      |
| Јована и Лука се коначно растају. Јована се припрема за суђење, и на све начине покушава да се избори за своју срећу. Међутим, на рочишту ће прсте умешати ни мање ни више Коста, који упада непланирано. Жаклина не зна шта да ради. Заљубила се у Небојшу, али не може да занемари чињеницу да је његов отац највећи непријатељ њеног оца Вукашина. Панчета је ипак саветује да само слуша своје срце. Панчета одлучује да посети Вукашина и поразговара са њим о Жаклини и Небојши. Тамбура добија позив са непознатог броја. Олга је нестала и он је убеђен да је за то крив Иван. Зато, са пиштољем у рукама упада у његову кућу. Све то доводи до првог Микијевог и Вукашиновог сусрета, после много, много година... |              |                                                                                      |                                  |                                                                                                  |                      |
| 1031 | 236          | Желим да сведочим у корист Андрије Бошњака                                           | Милан Караџић и Станко Милошевић | Иван Јовановић, Нина Џувер, Биљана Вујовић, Александар Радуловић, Марио Николић и Наталија Мусић | 20. април 2024.      |
| "Ја нисам дошла да изигравам уцвељену жену нити да молим за љубав", речи су које је Сенка упутила Алекси, када је дошла код њега у магацин да још једном разговарају. Коста ненајављен долази у судницу и захтева да сведочи. Јовани то смета, док Андријин адвокат инсистира да се сведочење ипак уважи. Вукашин нуди помоћ Микију, али он је толико поносит да одбија. Олга је коначно на слободи и одлази у Малдиве да би разговарала са Иваном, који са њом не жели никакав контакт. Након суђења поводом развода, Андрија и Јована се враћају у вилу и она инсистира да још једном разговарају. Утеху после турбулентних дешавања, Коста проналази у Софијином друштву, код које ненајављен долази на врата... |              |                                                                                      |                                  |                                                                                                  |                      |
| 1032 | 237          | Има нешто што ти не знаш                                                             | Милан Караџић и Станко Милошевић | Иван Јовановић, Нина Џувер, Биљана Вујовић, Александар Радуловић, Марио Николић и Наталија Мусић | 21. април 2024.      |
| Након Костиног сведочења, он одлази код Уне у вилу и предочава јој доказе из мобилног телефона и она тако сазнаје за Лукину прељубу. Одлази код Панчете у кућу и тамо затиче Луку и све му "прописа" у лице! Након што ју је Томислав пустио на слободу, Олга одлази код Ивана у Малдиве да разговарају. Она жели да се помири, али Иван не жели ни да је погледа. |              |                                                                                      |                                  |                                                                                                  |                      |
| 1033 | 238          | Јована постаје власница Кан Капитала                                                 | Милан Караџић и Станко Милошевић | Иван Јовановић, Нина Џувер, Биљана Вујовић, Александар Радуловић, Марио Николић и Наталија Мусић | 22. април 2024.      |
| Јована и Андрија воде велику борбу за наследство након краха брака, а оно на шта је она највише фокусирана јесте вила Бошњак. Ипак, након Костиног сведочења о Јованиној тајној афери са Луком, остаје без некретнина, али постаје власница Кан Капитала. Иако Јована добија само 50 одсто удела у фирми, Андрији се одлука суда не допада и прилаже жалбу. Након сведочења Коста одлази код Уне и показује му фотографију на којој су Јована и Лука заједно. Иако ни за шта није крива, Коста је осуђује за распадање брака његових родитеља. Уна тешко подноси сазнање да ју је Лука издао и одлази код Панчете како би са њим обавила разговор... Олга пролази кроз тежак период са Тамбуром и доноси одлуку да стави тачку на однос са њим. Ненајављено долази код Ивана са којим проводи ноћ... |              |                                                                                      |                                  |                                                                                                  |                      |
| 1034 | 239          | Панчета налази огрлицу у Ивановом кревету али не зна да је Олгина...                 | Милан Караџић и Станко Милошевић | Иван Јовановић, Нина Џувер, Биљана Вујовић, Александар Радуловић, Марио Николић и Наталија Мусић | 23. април 2024.      |
| Андрија сазива састанак са Сенком и Бобом и саопштава им да је Јовани припало 50 одсто компаније. Њих две су шокиране и само их занима да ли ће Јована долазити у канцеларију и да ли ће се мешати у посао. Нажалост, Андрија нема одговоре на та питања. Јована се пакује и напушта вилу, а Коста је обилази и говори да је можда тако најбоље да оде. Олга се састаје са Микијем како би му саопштила да жели да прекине њихову љубавну везу. Он је одмах испитује где је била целог дана, што јој отежава да изговори разлог њиховог сусрета. Панчета налази огрлицу у Ивановом кревету, али не зна да је Олгина. Непозван гост долази на Алексина врата, и прекида његово дружење са Лулетом... |              |                                                                                      |                                  |                                                                                                  |                      |
| 1035 | 240          | Хвала ти што си сведочио у моју корист                                               | Милан Караџић и Станко Милошевић | Иван Јовановић, Нина Џувер, Биљана Вујовић, Александар Радуловић, Марио Николић и Наталија Мусић | 24. април 2024.      |
| Андрија и Коста се први пут састају након што је током развода сведочио против своје мајке и тиме јој покварио планове да постане власница виле Бошњак. Док Јована не може да му пређе преко тога, Андрија му се захваљује што је стао на његову страну. Панчета и даље не зна чију минђушу је нашла у Ивановој соби, а сву сумњу усмерава на Луку. Иако он негира да је некога доводио у кућу, Панчета позива укућане да се окупе за сто како би то расправили. Софија користи ситуацију у којој се Коста нашао само како би напакостила Андрији, Уни али и Јовани. Наговара га да исприча своју страну приче, а он ни не слути да се иза тога крије њен прљави план да се свима освети, али и да свом пријатељу Лепомиру да ексклузиву... |              |                                                                                      |                                  |                                                                                                  |                      |
| 1036 | 241          | Андрија Уни даје савет који ће задовољити њену сујету                                | Милан Караџић и Станко Милошевић | Иван Јовановић, Нина Џувер, Биљана Вујовић, Александар Радуловић, Марио Николић и Наталија Мусић | 25. април 2024.      |
| Софија и Коста су се поново видели, и током интимног дружења у њеном стану, Коста признаје да му није пријатно то што је његова породица сада на мети медија, али да мора да смогне снаге да претрпи притисак јавности. Уна и Андрија, потпуно сломљени и повређени, завршавају заједно у вили Бошњак. Сами. Уна му признаје да је никад нико није овако повредио и понизио, па Андрија одлучује да јој да један савет. Иван инсистира да разговору са Луком, не би ли му признао да се помирио са Олгом. |              |                                                                                      |                                  |                                                                                                  |                      |
| 1037 | 242          | Да ли ће Уна ипак поклекнути                                                         | Милан Караџић и Станко Милошевић | Иван Јовановић, Нина Џувер, Биљана Вујовић, Александар Радуловић, Марио Николић и Наталија Мусић | 26. април 2024.      |
| Софија долази код Небојше у канцеларију и моли га за услугу. Он је врло непријатељски настројен и није сигуран да жели да је саслуша. Уна одбија да ноћ проведе у Андријиној соби, али наставља да разговара са њим и прилично је заинтересована за причу у нади да ће јој после свега бити мало лакше. Пошто су се страсти смириле, Ленка поново посећује Алексу у магацину. Небојша ангажује Маринка на новом полицијском случају, именујући га својим новим колегом. Мики је потпуно сумњичав и не престаје да испитује Олгу, па ју је питао да ли је пронашла фамозну огрлицу. Она се одлично снашла у лажи. Андрија прекида Костин и Јованин разговор, у ком му она признаје да не може да одустане од односа са сином и генерално од своје породице... |              |                                                                                      |                                  |                                                                                                  |                      |
| 1038 | 243          | Дошла сам да разговарамо...                                                          | Милан Караџић и Станко Милошевић | Иван Јовановић, Нина Џувер, Биљана Вујовић, Александар Радуловић, Марио Николић и Наталија Мусић | 27. април 2024.      |
| Агонија између Андрије и Јоване се наставља. Једини који у том односу испашта је Коста. Небојша посећује оца у "Фејму", како би добио одговоре на питања која га муче. Једно од њих је Микијев однос са Лепомиром, те му Мики искрено признаје да је претио познатом новинару. Пошто су се у "љубавном троуглу" страсти смириле, Ленка опет посећује Алексу у магацину, јер жели да разговара. Алексу једино занима да ли је она променила мишљење и да ли је спремна да наставе своју љубавну везу... |              |                                                                                      |                                  |                                                                                                  |                      |
| 1039 | 244          | Уна је у шоку; брине за своје здравствено стање                                      | Милан Караџић и Станко Милошевић | Иван Јовановић, Нина Џувер, Биљана Вујовић, Александар Радуловић, Марио Николић и Наталија Мусић | 28. април 2024.      |
| Панчета није могла ни да претпостави ко ће јој се са коферима појавити у стану и то – директно из Италије! Андрија саопштава Кости да су му одлуке исхитрене, али син није расположен да слуша очеве критике и упозорења. Кофере је спаковао и чврсто је решен да напусти кућу. Дебељко добија неочекивану психотерапију од Дијане Ерски и то за шанком. Док се спрема за спавање, Уна доживљава болну непријатност након које случајно напипава израслину на грудима... |              |                                                                                      |                                  |                                                                                                  |                      |
| 1040 | 245          | Да ли Уна има рак                                                                    | Милан Караџић и Станко Милошевић | Иван Јовановић, Нина Џувер, Биљана Вујовић, Александар Радуловић, Марио Николић и Наталија Мусић | 29. април 2024.      |
| Јованин однос са Костом је нарушен, а она за то види само једног кривца - Андрију Бошњака којем жели да се освети и уништи живот. С обзиром да је постала власница Кан Капитала након развода од Андрије, Јована жели да равноправно учествује у доношењу важних одлука у фирми. Иако се Андрија са тим не слаже и предлаже јој да му прода њен проценат у фирми, Јована то одбија и жели да активно учествује у вођењу компаније. Уна признаје Ирени да је напипала квржицу на дојци и да мисли да има рак. Међутим, то није једино што је мучи – још увек не може да се помири са чињеницом да ју је Лука издао и да је имао тајну аферу с Јованом. Коста након развода родитеља напушта породичан дом и одлази код Софије како би се уселио у њен стан. Уна у разговору са Андријом признаје да мисли да је болесна... |              |                                                                                      |                                  |                                                                                                  |                      |
| 1041 | 246          | Лука сазнаје да је Уна можда озбиљно болесна...                                      | Милан Караџић и Станко Милошевић | Иван Јовановић, Нина Џувер, Биљана Вујовић, Александар Радуловић, Марио Николић и Наталија Мусић | 30. април 2024.      |
| Новинар Лепомир Мичић је нестао и тим поводом се Маринко појављује у Софијином стану, како би сазнао све информације о нестанку. Уна сумња да болује од рака, па се пожалила Ирени. Зато Ирена посећује Луку у "Малдивима" и преноси му све то . Вукашин ангажује Барбару да трага за особом која је киднаповала Лепомира. Док она истражује у својој бази података, неко непозван усред ноћи упада у њену канцеларију... |              |                                                                                      |                                  |                                                                                                  |                      |
| 1042 | 247          | Уна сазнаје резултате на лекарском прегледу                                          | Милан Караџић и Станко Милошевић | Иван Јовановић, Нина Џувер, Биљана Вујовић, Александар Радуловић, Марио Николић и Наталија Мусић | 1. мај 2024.         |
| Уна одлази на лекарски преглед и сазнаје резултате скенера. Долази кући и вести саопштава Луки. Олгу и Ивана на делу затиче Миленица, која улази у Панчетину кућу, и нико од њих није ни знао да се она вратила. Јована тражи помоћ од Вање и захтева од ње списак нових радника у Кан Капиталу. Вања јој говори да је у фирми нов Алекса Ожеговић, ког она сигурно не познаје. Долази у магацин у посету Алекси, како би обавила са њим врло битан разговор... |              |                                                                                      |                                  |                                                                                                  |                      |
| 1043 | 248          | Алекса ће постати део менаџмента Кан капитала                                        | Милан Караџић и Станко Милошевић | Иван Јовановић, Нина Џувер, Биљана Вујовић, Александар Радуловић, Марио Николић и Наталија Мусић | 2. мај 2024.         |
| Будући да је Маринко завршио у полицијским редовима, дошло је до сукоба између њега и Вукашина, који га је избацио из своје канцеларије. Јована посећује Алексу у магацину и инсистира да га скорије време унапреди како би постао део топ менаџмента. Наравно, Андрији у инат. Милевица се изланула и пред Панчетом рекла да је срела Ивана и Олгу у страсном загрљају. Панчета је убеђује да они већ неко време нису заједно, али Милевица је демантује. Софија посећује Јовану, јер жели да разговара са њом о Кости... |              |                                                                                      |                                  |                                                                                                  |                      |
| 1044 | 249          | Ако одем код лекара ко зна шта ће да ми пронаћи                                      | Милан Караџић и Станко Милошевић | Иван Јовановић, Нина Џувер, Биљана Вујовић, Александар Радуловић, Марио Николић и Наталија Мусић | 3. мај 2024.         |
| Гвозденово здравствено стање се погоршава, али одбија да иде код лекара... Панчета од Милевице сазнаје за Олгину и Иванову тајну аферу која се одиграва под њеним кровом. Шокирана тим сазнањем, Панчета одлази у Малдиве и напада Ивана који још увек није свестан да је његова и Олгина тајна испливала. Уна сумња да има рак, међутим, лекари још увек не могу да јој кажу да ли болује од опаке болести, што ће изазвати њено константно одсуство у мислима. Не може да се фокусира ни на шта друго сем на размишљање о томе да ли је болесна, што ће утицати на њен рад на послу. Софија одлази код Јоване и жали јој се на Костину одлуку да се усели у њен стан... |              |                                                                                      |                                  |                                                                                                  |                      |
| 1045 | 250          | Ваш отац није више у Америци                                                         | Милан Караџић и Станко Милошевић | Иван Јовановић, Нина Џувер, Биљана Вујовић, Александар Радуловић, Марио Николић и Наталија Мусић | 4. мај 2024.         |
| Ирма деци саопштава да њихов отац више није у Америци и да се вратио у Србију... Гвозденово здравствено стање је угрожено, а његов пријатељ одлази код Мије како би је обавестио о стању њеног оца. Уна још увек чека резултате прегледа. Иако лекари не могу са прецизношћу да јој кажу да ли има рак или не, сумња да је озбиљно болесна све време је присутна и то је омета у нормалном функционисању на послу. Маринко долази код Небојше и говори му нове информације које је сазнао о Лепомировом нестанку... Јована заказује свој први састанак у Кан Капиталу, међутим на њему се не појављује на време и изазива бес код Бобе и Сенке... |              |                                                                                      |                                  |                                                                                                  |                      |
| 1046 | 251          | Миа посећује болесног Гвоздена                                                       | Милан Караџић и Станко Милошевић | Иван Јовановић, Нина Џувер, Биљана Вујовић, Александар Радуловић, Марио Николић и Наталија Мусић | 5. мај 2024.         |
| Миа од Гвозденовог пријатеља Паје сазнаје да је њен отац болестан и одмах одлази код њега како би га наговорила да оде код лекара. Знајући да је Гвозден тврд орах, Миа га моли да дође да спава код ње, јер се плаши да ће умрети на хладноћи. Након Јованиног првог колегијума у Кан Капиталу утисци Сенке и Бобе нису баш најбољи. Одлазе код Андрије и говоре му како су свесне да је Јованина позиција у фирму бесмислена, јер није упозната у рад компаније. Софија се тешко носи са ситуацијом са Костом... Иако ју је Јована замолила да припази на Косту још неко време, тешко јој пада да глуми да је са њим у вези и све више јој смета у њеном стану с обзиром да је у великим проблемима... Ирма коначно упознаје децу са њиховим оцем за којег је рекла да је у Америци... |              |                                                                                      |                                  |                                                                                                  |                      |
| 1047 | 252          | Стигли налази форензике и Небојша није срећан што мора да посети свог оца            | Милан Караџић и Станко Милошевић | Иван Јовановић, Нина Џувер, Биљана Вујовић, Александар Радуловић, Марио Николић и Наталија Мусић | 6. мај 2024.         |
| Софија и Коста се свађају. Он јој замера што је рекла Јовани где се налази, али Софија га разуверава да је она већ умешана у његове породичне односе, пошто већ неко време живи у њеној кући, јер нема где да оде. Коста само жели да се склони од Јоване. Влада је коначно упознао своју децу - Дуњу и Колета, и бесан је на Ирму и криви је што је њихов први сусрет прошао ужасно. Жаклина упада у Вукашинову канцеларију и напада га да ју је лагао. Тврдио је да му је стало до своје ћерке, а заправо она мисли да то уопште није истина. Вукашин покушава да јој све објасни, али она не дозвољава. Мики покушава да се искупи према Олги, исказујући јој нежност, а она му замера да је он често груб према њој и да јој је ово сада понашање право изненађење. После резултата форензичара, Небојша долази на Микијева врата... |              |                                                                                      |                                  |                                                                                                  |                      |
| 1048 | 253          | Тамбура је осумњичен за Лепомиров нестанак                                           | Милан Караџић и Станко Милошевић | Иван Јовановић, Нина Џувер, Биљана Вујовић, Александар Радуловић, Марио Николић и Наталија Мусић | 7. мај 2024.         |
| Небојша Тамбура приводи оца због нестанка Лепомира, са којим је имао турбулентан однос. Након истраге утврђено је да је Мики главни и једини осумњичени, међутим, он то одбија да прихвати и говори да му је неко наместио. Сенка је незадовољна Јованиним присуством у Кан Капиталу и сав бес искаљује на Добрицу, који није добро одрадио посао који му је поверила. Ирма је коначно деци саопштила име њиховог оца, а у питању је Влада, са којим су они доста времена проводили. Како су лепо реаговали на ово сазнање, Влада је одлучио да децу одведе у парк, што ће се њима посебно свидети и изразиће жељу да више времена проводе са њим. Међутим, Ирми смета Иренино константно присуство у Владиној близини... |              |                                                                                      |                                  |                                                                                                  |                      |
| 1049 | 254          | Гвозденово здравље је угрожено                                                       | Милан Караџић и Станко Милошевић | Иван Јовановић, Нина Џувер, Биљана Вујовић, Александар Радуловић, Марио Николић и Наталија Мусић | 8. мај 2024.         |
| Жаклина осуђује Вукашина да је он крив због тога што је Мики завршио иза решетака. Иако је он једини осумњичени за Лепомиров нестанак, она сумња у свог оца и убеђена је да је он има умешане своје прсте у целој тој причи. Ирма је недавно деци изненада саопштила ко им је отац, међутим сада јој се не свиђа што Влада превише времена проводи са Иреном и прави му љубоморну сцену. Полиција долази у Фејм и обавља разговор са Олгом. Она тада сазнаје да је Лепомир нестао и да се Тамбура налази у притвору, јер је осумњичен за његов нестанак. Олга одбија да разговара са њима и говори им како не жели да се меша у те ствари. Гвозденово здравствено стање се погоршава. Иако је Миа одлучила да се брине о свом оцу и смести га у свој стан, њему је ипак потребан лекар, којег он одбија да посети... Јована долази у Бобину канцеларију и избацује је напоље, јер жели да то буде њен радни простор... |              |                                                                                      |                                  |                                                                                                  |                      |
| 1050 | 255          | Да ли ће Боба добити отказ у Кан капиталу                                            | Милан Караџић и Станко Милошевић | Иван Јовановић, Нина Џувер, Биљана Вујовић, Александар Радуловић, Марио Николић и Наталија Мусић | 9. мај 2024.         |
| Јована наставља да прави хаос у Кан капиталу... Иван и Олга се тајно састају у Панчетиној кући, али му једна ствар представља проблем, а то је спавање у дневној соби. Како би Олга и он могли да се опусте, Иван долази на идеју да се усели у Лукину собу са образложењем да има проблема са леђима. Ипак, Панчета га одмах "проваљује" и спречава да до тога дође. Јована је почела да заводи ред у Кан капиталу, а све са циљем да се освети Андрији. Њен бес прва ће окусити Боба, коју Јована жели да избаци из њене канцеларије како би се она ту сместила. Међутим, наилази на одбијање. Иако је Јована сада власница Кан капитала у истом проценту као и Андрија, Боба јој се супротставља, а да ли ће због тога добити отказ, остаје нам да видимо... |              |                                                                                      |                                  |                                                                                                  |                      |
| 1051 | 256          | Лука проналази црвену фасциклу                                                       | Милан Караџић и Станко Милошевић | Иван Јовановић, Нина Џувер, Биљана Вујовић, Александар Радуловић, Марио Николић и Наталија Мусић | 10. мај 2024.        |
| У кући Панчетовић се поново повела прича о спавању у дневној соби. Иван се жали Панчети да више не може да спава на троседу, па заједно долазе на идеју да се он премести у Лукину собу. Лука му помаже при пресељењу и док је носио кутије, у једној је пронашао албуме са старим фотографијама, али и једну црвену фасциклу. Томислав Хорват све време покушава да пронађе Гвоздена и Петар му саопштава да се он крије код Мијине другарице. Будући да сада знају где се налази, поставља се питање да ли Петар треба да га посети и елиминише или... Мики је завршио у притвору. Олга му долази у посету и признаје му да је имала непријатну посету у Фејму. |              |                                                                                      |                                  |                                                                                                  |                      |
| 1052 | 257          | Уна сазнаје да ли има рак                                                            | Милан Караџић и Станко Милошевић | Иван Јовановић, Нина Џувер, Биљана Вујовић, Александар Радуловић, Марио Николић и Наталија Мусић | 11. мај 2024.        |
| Уна одлази код лекара и коначно сазнаје да ли има рак. Док је Тамбура у затвору, Томислав Хорват и његов пријатељ Петар преузимају Фејм. Иако је Мики испланирао да бригу о локалу преузме Олга, до тога ипак неће доћи, јер је Хорват донео другачију одлуку. Боба тешко подноси Јованину одлуку да се усели у њену канцеларију, а иако је избачена из свог радног простора, то правило не важи за Вању, која је постала десна рука Јоване Бошњак и савезник у освети према Андрији и Уни. Јована жели да уведе промене у компанији, а Вања користи прилику да истакне Сенку Кокољ (коју гледа као конкуренцију и на чију позицију жели да дође) да ће тешко да се навикне на промене, јер све ради на своју руку. То ће бити довољан сигнал да Јована направи потез који ће Сенки "скратити крила". Лука је фасциниран цртежима Аде Каначки, које је креирала у циљу покретања модне компаније. Међутим, након њене смрти остали су заборављени у фасцикли, а сада када их Лука проналази у Ивановој соби, долази до идеје да те скице може да искористи како би зарадио... |              |                                                                                      |                                  |                                                                                                  |                      |
| 1053 | 258          | Уна хитно мора да иде на операцију                                                   | Милан Караџић и Станко Милошевић | Иван Јовановић, Нина Џувер, Биљана Вујовић, Александар Радуловић, Марио Николић и Наталија Мусић | 12. мај 2024.        |
| Уна сазнаје да има тумор и мора да иде на операцију. Ову информацију тешко подноси и уплакана Андрији саопштава да иде на интервенцију. Иако је забринут за њу, Андрија то не показује и на све начине покушава да је орасположи. Говори јој да ништа не брине и да ће добити најбољу негу на свету. Ирмин однос са Иреном није више онакав какав је био у почетку и од најбољих другарица постају љуте ривалке, а све због Влада са којим је Ирена у вези. Иако је Влада покушавао да реши проблеме из прошлости и обнови љубав са Ирмом, она то није желела и наишао је на одбијање, међутим, сада је променила мишљење... Ирена је спремна да раскине са Владом зарад пријатељства са Ирмом. Небојша посећује Тамбуру у затвору и саопштава му одлуку тужилаштва... |              |                                                                                      |                                  |                                                                                                  |                      |
| 1054 | 259          | Ово је чисто злато мајка ти је била генијалац                                        | Милан Караџић и Станко Милошевић | Иван Јовановић, Нина Џувер, Биљана Вујовић, Александар Радуловић, Марио Николић и Наталија Мусић | 13. мај 2024.        |
| Небојша долази Микију у посету, у нади да ће послушати његов савет. Међутим, Мики одбија да га слуша, називајући га "балавцем". Андрија и Гвозден се поново срећу и обављају искрен, братски разговор. Гвозден је у исто време добио и брата и ћерку, а потом је сазнао и да има озбиљну дијагнозу. Након што је Лука нашао фасциклу са Адиним радовима, одлази код Дијане Ерски и показује јој њене цртеже. Јована опет долази код Алексе у магацин у нади да ће добити потврдан одговор и да ће Алекса из магацина прећи у редове менаџмента Кан капитала. Алекса још увек не зна шта жели, али Јована врши притисак. Гвозден завршава код доктора, на срећу жив, и то захваљујући његовој ћерки Мији... |              |                                                                                      |                                  |                                                                                                  |                      |
| 1055 | 260          | Уна се повлачи из Кан капитала                                                       | Милан Караџић и Станко Милошевић | Иван Јовановић, Нина Џувер, Биљана Вујовић, Александар Радуловић, Марио Николић и Наталија Мусић | 14. мај 2024.        |
| Нова љубавна прича на помолу? Дебељко је предложио Дијани, када заврше са послом, оду у шетњу, али она му се, као и обично, смеје у лице. Она му чак прети да ће надређеном рећи да је "спопада" колега са посла. Миле Купус се уплео у сопствену замку. Само што је Панчети признао на чему Лука тренутно ради, одмах му је наредила да прича све што зна. Миле одбија да открије пријатеља, али Панчета има своје методе... Боба завршава на Галином месту у фирми, али само привремено. Није јој свеједно што мења секретарицу на рецепцији, уместо да ради у својој канцеларији, па као "со на рану" такву је затиче Јована, која једва чека да је провоцира. Алексу у магацину изненађује Акица, ког доводи Каја. Уна се повлачи из Кан капитала на неко време, због чега и долази до ротацијама на позицијама. За то последњи сазнаје Лука и није му нимало свеједно... |              |                                                                                      |                                  |                                                                                                  |                      |
| 1056 | 261          | Лука од Ленке сазнаје да је Уна болесна                                              | Милан Караџић и Станко Милошевић | Иван Јовановић, Нина Џувер, Биљана Вујовић, Александар Радуловић, Марио Николић и Наталија Мусић | 15. мај 2024.        |
| Уна након сазнања да има тумор и да хитно мора на операцију, изостаје са посла, због чега Андрија прави реорганизацију у Кан капиталу. Међутим, Луку о њеном здравственом стању нико није обавестио. Иако је Уна ставила тачку на брак са Луком након што је сазнала да ју је преварио са Јованом Бошњак, природно би било да га обавести да је болесна, с обзиром да имају сина. Ипак, до тога није дошло и он случајно од Ленке сазнаје да Уна има тумор. Дебељку се свиђа Дијана Ерски, међутим никако не успева да јој приђе. Главни конкурент у томе му је полицајац Тривановић, који је упловио у емотивну везу са Дијаном. То Дебељка на крају неће спречити да позове бившу модну креаторку на пиће... Лука је забринут за Уну и због тога ненајављено упада у Андријину канцеларију како би сазнао све о њеном здравственом проблему. |              |                                                                                      |                                  |                                                                                                  |                      |
| 1057 | 262          | Олга након сусрета са Петром уплакана долази код Ивана                               | Милан Караџић и Станко Милошевић | Иван Јовановић, Нина Џувер, Биљана Вујовић, Александар Радуловић, Марио Николић и Наталија Мусић | 16. мај 2024.        |
| Јована се састаје са својом бившом адвокатицом која јој признаје да жели поново да сарађује са њом. Након Тамбуриног хапшења, Фејм преузимају Хорват и његов пријатељ Петар, који је био умешан у Олгину отмицу. После тог Хорватовог потеза донесена је још једна одлука – да Олга нема шта да ради у локалу и да је тамо непожељна. Међутим, у кафићу долази до Олгиног сусрета са Петром који ће прво бити непријатан према њој, али ће убрзо после тога да је позове на пиће. Та ситуација ће толико да је узнемири, да ће право да оде код Ивана како би је утешио и смирио. Панчета је љута на Луку, али убрзо схвата да у његовом понашању нешто није у реду и да нешто петља њој иза леђа. Као и увек, од Милета сазнаје о чему се ради, али је детаље задржао за себе. То је неће спречити да да све од себе како би од Луке чула целу причу. |              |                                                                                      |                                  |                                                                                                  |                      |
| 1058 | 263          | Влада поново улази у криминалне воде                                                 | Милан Караџић и Станко Милошевић | Иван Јовановић, Нина Џувер, Биљана Вујовић, Александар Радуловић, Марио Николић и Наталија Мусић | 17. мај 2024.        |
| Иако је Ирма мислила да се Влада променио након боравка у затвору и да је сада право време да њихова деца упознају оца, то ипак није баш тако. Влада поново улази у криминалне воде. Владин шеф је Хорват, односно Петар, који Фејм користи само за трговину дрогом. Ирму ће обрадовати вест да је њен бивши коначно нашао посао, али јој уопште неће бити свеједно када сазна шта се крије иза тога... Алекса са Лулетом улази у стан, а тамо их затиче непријатно изненађење – остају без струје. С обзиром да не постоји квар, јасно је да Алекса није платио рачун и да ће сада његов син седети у мраку. Након сазнања да јој је отац болестан, Миа без много размишљања донела је одлуку да Гвоздена доведе да живи са њом. Сада се испоставља да је то био паметан потез, јер је њихов однос из дана у дан све бољи и јачи. |              |                                                                                      |                                  |                                                                                                  |                      |
| 1059 | 264          | Ти бежиш                                                                             | Милан Караџић и Станко Милошевић | Иван Јовановић, Нина Џувер, Биљана Вујовић, Александар Радуловић, Марио Николић и Наталија Мусић | 18. мај 2024.        |
| Миа и Гвозден воде искрен разговор, када му она скреће пажњу да има утисак да је он човек који је стално навикао да бежи... Јована наставља да кује план са адвокатицом, која је позива јер има нове информације у вези са продајом Унине агенције. С друге стране, Уни посао није ни на памети, јер брине због Акице. Андрија покушава да је утеши. Маринко се јада Небојши, јер му је много жао што се посвађао са Вукашином, будући да га сматра као најближим чланом своје породице... |              |                                                                                      |                                  |                                                                                                  |                      |
| 1060 | 265          | Алекса посећује Јовану и саопштава јој своју одлуку                                  | Милан Караџић и Станко Милошевић | Иван Јовановић, Нина Џувер, Биљана Вујовић, Александар Радуловић, Марио Николић и Наталија Мусић | 19. мај 2024.        |
| Након што ју је посетио Петар, Олга се уплашила за њену безбедност. Ни Иван није желео да јој помогне. Она је отишла Микију у посету и признала му да више не може све то да трпи. Јована је понудила Алекси да може да постане део ТОП менаџмента Кан капитала, и зато он долази да јој саопшти своју одлуку! Алексу је срела Боба са рецепције, која није била нимало задовољна што га види. Шта више, прави сцену пред Добрицом. Небојша посећује Вукашина у његовој канцеларији, инсистирајући да морају да разговарају... |              |                                                                                      |                                  |                                                                                                  |                      |
| 1061 | 266          | Могао би да имаш проблем, па сам дошла да поразговарамо                              | Милан Караџић и Станко Милошевић | Иван Јовановић, Нина Џувер, Биљана Вујовић, Александар Радуловић, Марио Николић и Наталија Мусић | 20. мај 2024.        |
| Олга долази у Малдиве, тамо затиче Ивана, Милета и Луку. Инсистира да је Иван поздрави пољупцем, али он не зна како да реагује, будући да никоме није признао да је обновио везу са бившом супругом. Након што су сви присутни схватили да су се Иван и Олга помирили, он обавештава Луку да ће се Олга преселити код њих, у Панчетин дом. Софија и Јована разговарају и Софија јој предочава да морају да "реше неке ствари". И Сенка и Алекса обављају значајан разговор, будући да је Сенка дошла да га упозори. Иако су прекинули романсу, Сенка наглашава да би Алекса могао да има проблем... |              |                                                                                      |                                  |                                                                                                  |                      |
| 1062 | 267          | Тамбура прети адвокатици Вулић                                                       | Милан Караџић и Станко Милошевић | Иван Јовановић, Нина Џувер, Биљана Вујовић, Александар Радуловић, Марио Николић и Наталија Мусић | 21. мај 2024.        |
| Тамбура је на рубу живаца јер му је живот преко ноћи уништен и то због властитог сина који га је ухапсио. Иако је Олга била Тамбурина једина сламка спаса иза решетака, и то се променило јер је одлучила да стави тачку на однос са њим. Из очаја, позива адвокатицу Вулић и прети јој да ће јој се десити нешто много страшно уколико га не извуче из затвора. Сенка уочава неправилности у папирима Кан капитала и о томе обавештава Андрију. Одмах ће схватити да су у све упетљане Јована и Вања, која је њена десна рука... Иван се сели у Лукину собу како би могао да се виђа са Олгом, а ова његова одлука разбеснеће Панчету... |              |                                                                                      |                                  |                                                                                                  |                      |
| 1063 | 268          | Да ли ће Андрија играти прљаво како би се коначно решио Јоване                       | Милан Караџић и Станко Милошевић | Иван Јовановић, Нина Џувер, Биљана Вујовић, Александар Радуловић, Марио Николић и Наталија Мусић | 22. мај 2024.        |
| Андрија сазнаје за Јованине тајне делања у Кан Капиталу и улази у њену канцеларију љут! Признаје да ју је трпео цео живот, али да њеним суманутим идејама треба стати на пут! Андрија и Сенка потом ангажују адвоката не би ли проверио да ли Јованина идеја може бити спроведена у дело, и нажалост, Андрија нема много опција осим да се повинује. Ни Јовани није свеједно, и једва чека Андријин следећи потез. Адвокатица Вулић је смирује. Бар за сада... |              |                                                                                      |                                  |                                                                                                  |                      |
| 1064 | 269          | Донео сам одлуку                                                                     | Милан Караџић и Станко Милошевић | Иван Јовановић, Нина Џувер, Биљана Вујовић, Александар Радуловић, Марио Николић и Наталија Мусић | 23. мај 2024.        |
| Алекса долази у Јоване у канцеларију са одлуком – да ли пристаје да буде део ТОП менаџмента или се ипак задовољава послом у магацину? Претходно вече, Алекса води разговор са Ленком, на сличну тему, али Ленка га баш и не подржава у новој одлуци. Јована позива Маријану да се виде, не би ли он ње "извукла" информације о свим дешавањима из виле. Маријана, нажалост, нема пикантних детаља, због чега је Јована уцењује... |              |                                                                                      |                                  |                                                                                                  |                      |
| 1065 | 270          | Андрија се у тајности састаје са Јованином адвокатицом                               | Милан Караџић и Станко Милошевић | Иван Јовановић, Нина Џувер, Биљана Вујовић, Александар Радуловић, Марио Николић и Наталија Мусић | 24. мај 2024.        |
| Алекса прихвата Јованину понуду и постаје део менаџмента Кан капитала. Иако покушава из њега да извуче информацију да ли је на Андријиној или њеној страни, добија одговор који јој се неће свидети. Маринко одлази у Фејм како би разговарао са Петром, човеком који за Томислава Хорвата обавља мутне послове и који је био умешан у Олгину отмицу. Након разговора са Петром, Маринко се упућује у Панчетину кућу како би Олгу покушао да наговори да сведочи против Тамбуре, међутим, она то одбија. Андрија се у бизнис клубу састаје са Јованином адвокатицом... |              |                                                                                      |                                  |                                                                                                  |                      |
| 1066 | 271          | Јована сазнаје да је Андрија купио Стар ПР                                           | Милан Караџић и Станко Милошевић | Иван Јовановић, Нина Џувер, Биљана Вујовић, Александар Радуловић, Марио Николић и Наталија Мусић | 25. мај 2024.        |
| Уна тешко подноси све што се у последње време издешавало у њеном животу, а најтеже јој пада то што има тумор. Ипак, Андрија на све начине покушава да је орасположи и позива је на вечеру. Вукашин сазнаје од Панчете да је Олга у опасности и да јој је Петар нон стоп за петама и да мисли да је Фејм посао легло криминала. Након тога, Вукашин одмах одлази у кафић како би се сусрео са Петром... Андрија улази у рат са Јованом. Иако је покушала да га уништи потезом да прода Стар ПР, који је заправо Унин бизнис, Андрија се састаје са њеном адвокатицом и даје своју понуду за откуп фирме. Јована у касне сате позива Вања, која јој саопштава да је Андрија купио Стар ПР... |              |                                                                                      |                                  |                                                                                                  |                      |
| 1067 | 272          | Тамбура сазнаје да ће Олга сведочити против њега                                     | Милан Караџић и Станко Милошевић | Иван Јовановић, Нина Џувер, Биљана Вујовић, Александар Радуловић, Марио Николић и Наталија Мусић | 26. мај 2024.        |
| Сви су зачуђени Алексином одлуком да постане део менаџмента Кан капитала, а Ленка има оправдање за његов поступак - финансијски проблеми због којих нема други избор. Андрија спушта лопту према Алекси и почиње да игра Јованову игру, а све са циљем како би јој се осветио и вратио истом мером. Из тог разлога са Алексом се састаје у бизнис клубу како би попили пиће, али и рашчистили све несугласице из прошлости. Јована уплакана упада у Андријину канцеларију након што је сазнала да је он купио Стар ПР и говори му да још ништа није готово. Тамбура од адвокатице сазнаје да ће Олга сведочити против њега на суду... |              |                                                                                      |                                  |                                                                                                  |                      |
| 1068 | 273          | Алекса се враћа у Кан Капитал али у дослуху је са Андријом                           | Милан Караџић и Станко Милошевић | Иван Јовановић, Нина Џувер, Биљана Вујовић, Александар Радуловић, Марио Николић и Наталија Мусић | 27. мај 2024.        |
| У последње време се много прича о Алекси и његовом повратку у компанију. И док многи не разумеју зашто то чини, попут Сенке, Ленка га разуме, јер зна да има финансијских проблема. Међутим, нико не зна да се Алекса враћа у фирму, али у дослуху са Андријом. Ни он сам није то очекивао. С друге стране, Лука је тотално деконцентрисан и не може да ради у Малдивима, јер нон-стоп размишља о Адиним скицама и хаљинама. Не одустаје од идеје да то истражи и улажи у њене идеје. Андрија стиже у вилу и жели да разговара са Уном. Има нешто важно да јој саопшти. Алекса се, после напорног дана и разговора са Андријом, враћа у стан и тамо затиче непозваног госта... |              |                                                                                      |                                  |                                                                                                  |                      |
| 1069 | 274          | Софија затиче Косту у загрљају друге жене                                            | Милан Караџић и Станко Милошевић | Иван Јовановић, Нина Џувер, Биљана Вујовић, Александар Радуловић, Марио Николић и Наталија Мусић | 28. мај 2024.        |
| Лука долази ненајављено код Алексе у стан јер има велике планове за њихову будућност. Толико је заинтересован да Адине скице хаљина представи свету, али Алекса ипак нема снаге за нови бизнис подухват. Алекса је фокусиран на Кан Капитал и свој први радни дан. У фирми га дочекују Јована и Вања, спремне да му помогну. Вања поготово, пошто покушава да флертује са њим. Након што је Гала одбила Косту у Фејму, дан касније ипак завршавају на ручку. Занима је зашто ју је претходно вече частио пићем. Будући да су се одлично провели у ресторану, Коста доводи Галу у Софијин стан, где их она затиче у страственом загрљају... |              |                                                                                      |                                  |                                                                                                  |                      |
| 1070 | 275          | Уна одлази на операцију                                                              | Милан Караџић и Станко Милошевић | Иван Јовановић, Нина Џувер, Биљана Вујовић, Александар Радуловић, Марио Николић и Наталија Мусић | 29. мај 2024.        |
| Уна одлази на операцију, међутим, жели да одустане од свега, јер има осећај да се неће добро завршити. Иако је Миа побегла од Томислава Хорвата како би живела сама, убрзо је проналази и заједно одлазе у Фејм на пиће. Тада од њега сазнаје да је он управо власник локала који јој се много свиђа. Тамбура се и даље налази иза решетака, и тамо ће и остати, с обзиром да је тужилаштво подигло оптужницу против њега и терети се за Лепомиров нестанак. Те информације му саопштава адвокатица, међутим, он их потпуно смирено прихвата. Вања се набацује Алекси и због тога њено непријатељство са Сенком постаје још веће. Миа од Хорвата сазнаје да се Мирјана опоравља, а она ту информацију дели са Гвозденом... |              |                                                                                      |                                  |                                                                                                  |                      |
| 1071 | 276          | Олгу узнемирава позив који добија са непознатог броја                                | Милан Караџић и Станко Милошевић | Иван Јовановић, Нина Џувер, Биљана Вујовић, Александар Радуловић, Марио Николић и Наталија Мусић | 30. мај 2024.        |
| Олга је одмах након раскида са Тамбуром отрчала Ивану у загрљај. Међутим, иако је мислила да га се на тај начин отарасила, то ипак није случај... У пола ноћи добија позив са непознатог броја и убрзо схвата да разговара са Тамбуром. Мирјанино здравствено стање се побољшава, а ова вест је обрадовала Мију и Гвоздена јер ће ускоро моћи да је посете. Влада успешно обавља прљав посао за Петра и одлази код њега како би тражио бонус. Иако мисли да ће лако добити све што пожели, наилази на Питерову хладну реакцију. Гала и Коста се састају на пићу први пут након скандала који је избио у Софијином стану... Ту прилику ће искористити да се оправда како она није "лака девојка" и да је најбоље да забораве оно што се десило између њих. Андрија након Алексиног повратка у Кан капитал сумња у Сенкину верност... |              |                                                                                      |                                  |                                                                                                  |                      |
| 1072 | 277          | Андрија губи поверење у Сенку                                                        | Милан Караџић и Станко Милошевић | Иван Јовановић, Нина Џувер, Биљана Вујовић, Александар Радуловић, Марио Николић и Наталија Мусић | 31. мај 2024.        |
| Доласком Алексе у Кан капитал многе ствари почињу да се мењају, а једна од њих свакако јесте однос Андрије и Сенке Кокољ. Андрија губи поверење у Сенку након разговора са Бобом, што ће њу много повредити, с обзиром да је лојална и посвећена свом послу. Ипак, Андрија мисли другачије. Влада се поново петља са криминалцима и обавља прљаве послове за Петра и Хорвата. Међутим, изгледа да на породицу није мислио, јер су сада због њега можда у опасности. Петар долази у бизнис клуб како би упознао Ирму. Уна одлази на операцију... |              |                                                                                      |                                  |                                                                                                  |                      |
| 1073 | 278          | Уна је оперисана                                                                     | Милан Караџић и Станко Милошевић | Иван Јовановић, Нина Џувер, Биљана Вујовић, Александар Радуловић, Марио Николић и Наталија Мусић | 1. јун 2024.         |
| Након сазнања да има тумор, Уна је оперисана, а свој опоравак наставља у болници. Панчета и Акица први јој долазе у посету. Олга и Алекса се састају после дуго времена. Иако су се често свађали због њеног односа са Тамбуром, томе сада долази крај, јер му саопштава да је раскинула са Микијем и да наставља тамо где је стала са Иваном. Лука већ дуже време размишља о цртежима које је пронашао, а за које претпоставља да су од Аде Каначки. Иако су га сви исмевали због идеје да уплови у модну индустрију и да на тај начин опорави породицу од банкрота, Вукашин га једини подржава у тој одлуци, што ће и њега самог да изненади. Сенкина позиција у Кан капиталу је угрожена откад се Алекса вратио у фирму и због тога доноси одлуку да прекине да се виђа са њим... |              |                                                                                      |                                  |                                                                                                  |                      |
| 1074 | 279          | Влада наоружан упада у Фејм и прети Петру                                            | Милан Караџић и Станко Милошевић | Иван Јовановић, Нина Џувер, Биљана Вујовић, Александар Радуловић, Марио Николић и Наталија Мусић | 2. јун 2024.         |
| Ирма je уплашена за сигурност своје деце. Петар долази у бизнис клуб и обавља разговор са Ирмом, након чега она схвата да је Влада поново ушао у свет криминала и да мора да спречи виђање деце са њим. Међутим, то није све. Након сазнања да је Петар разговарао са Ирмом и да се распитивао о њиховој деци, Влада наоружан упада у Фејм... Маринко проналази нови доказ у случају Лепомировог нестанка, a Тамбура je можда за све неправилно осуђен и смештен иза решетака. Миа и Томислав Хорват одлазе у Швајцарску како би посетили Мирјану... |              |                                                                                      |                                  |                                                                                                  |                      |
| 1075 | 280          | Тамбура излази из затвора                                                            | Милан Караџић и Станко Милошевић | Иван Јовановић, Нина Џувер, Биљана Вујовић, Александар Радуловић, Марио Николић и Наталија Мусић | 3. јун 2024.         |
| Полиција сазнаје да је Лепомир жив. Пред Небојшом Тамбуром је тежак задатак, јер мора да се суочи са оцем у ћелији и да му саопшти да га је тамо грешком сместио. Унин опоравак након операције тумора наставља се у болници, а у посету јој долази Андрија, ком ће се много обрадовати. Влада планира бекство из земље... Налази се са Иреном и говори јој да морају одмах да оду у Дубаи. Иако јој неће бити јасно због чега је преко ноћи донео такву одлуку, иза тога се крије његова умешаност у криминал, као и сукоб са Петром који би могао да га кошта живота... |              |                                                                                      |                                  |                                                                                                  |                      |
| 1076 | 281          | Андрија жели да ожени Уну                                                            | Милан Караџић и Станко Милошевић | Иван Јовановић, Нина Џувер, Биљана Вујовић, Александар Радуловић, Марио Николић и Наталија Мусић | 4. јун 2024.         |
| Андрија посећују Уну у болницу и пита је да ли жели да се уда за њега. Иако је остала у шоку, он не одустаје од тога и говори јој да не може да живи без ње. Влада ће опљачкати Петра и Хорвата, након чега у тајности бежи из земље. Иако је себе "ишчупао" из канџи мафије, Ирмин и живот њихове деце је у опасности. Тамбура излази из затвора и одлази у Фејм како би разговарао са Хорватом. Од њега тражи дозволу да се обрачуна са Олгом и Иваном... |              |                                                                                      |                                  |                                                                                                  |                      |
| 1077 | 282          | Лука сазнаје да се Уна верила са Андријом                                            | Милан Караџић и Станко Милошевић | Иван Јовановић, Нина Џувер, Биљана Вујовић, Александар Радуловић, Марио Николић и Наталија Мусић | 5. јун 2024.         |
| Уна пристаје да се уда за Андрију Бошњака, а ова вест све ће оставити у шоку. Први који ће то сазнати јесте Лука, који ће на Униној руци видети дијамантски прстен. Повређен и љут, Лука се запућује код Јоване како би јој показао емоције које гаји према њој. Гвозден се изненада појављује на вратима виле Бошњак и долази код Андрије како би разговарали. Тада долази до његовој упознавања са Уном, будућом госпођом Бошњак... Алекса се у Малдивима састаје са Ленком и говори јој да је воли... |              |                                                                                      |                                  |                                                                                                  |                      |
| 1078 | 283          | Мирјана излази из болнице                                                            | Милан Караџић и Станко Милошевић | Иван Јовановић, Нина Џувер, Биљана Вујовић, Александар Радуловић, Марио Николић и Наталија Мусић | 6. јун 2024.         |
| Иако је прошло много времена, Мирјани је коначно боље, а Миа и Томислав одлазе у иностранство како би је посетили у болници. Лекари су толико задовољни њеним опоравком да су донели одлуку да је отпусте на кућно лечење. Лука након сазнања да се Уна верила са Андријом, одлази код Јоване и проводе ноћ заједно. Алекса и Ленка коначно су рашчистили све несугласице које су имали и обновили емотивну везу. Доносе одлуку да се не раздвајају и да нема потребе више да се крију, те због тога први пут заједно одлазе на посао. Иако је мислила да ће Тамбура провести неколико година иза решетака, Олгу ће скаменити сазнање да је пуштен на слободу и да није крив за Лепомиров нестанак. Јована долази код Андрије и доноси му поклон за венчање са Уном... |              |                                                                                      |                                  |                                                                                                  |                      |
| 1079 | 284          | Андрија добија од Јоване поклон за венчање                                           | Милан Караџић и Станко Милошевић | Иван Јовановић, Нина Џувер, Биљана Вујовић, Александар Радуловић, Марио Николић и Наталија Мусић | 7. јун 2024.         |
| Уна се успешно опоравља од операције тумора, али још увек не планира да се врати на посао - тренутно јој је једина брига венчање са Андријом. Јована од Луке сазнаје да ће Уна и Андрија да се венчају, па смишља начин како да их повреди. Први корак јој је да им донесе поклон за венчање... Гвозден не одобрава Андријино понашање према Луки и Каначкима и доноси одлуку да изглади односе које је његов брат нарушио. У разговору са Андријом говори како је осетио да се Уна и Лука воле, као и да им је он само препрека. Међутим, Андрија не одустаје од своје намере да ожени Уну. Ни Гвозден није попустљив, па одлази у Малдиве како би разговарао са Луком, али то није све – нуди му финансијску помоћ! Жаклина и Небојша добијају дете, а радосне вести саопштавају Вукашину... |              |                                                                                      |                                  |                                                                                                  |                      |
| 1080 | 285          | Андрија заказује свадбу са Уном                                                      | Милан Караџић и Станко Милошевић | Иван Јовановић, Нина Џувер, Биљана Вујовић, Александар Радуловић, Марио Николић и Наталија Мусић | 8. јун 2024.         |
| Андрија Бошњак заказује свадбу са Уном. Ова вест шокираће све, а највише Бобу. Ипак, пристаће на Андријину молбу и помоћи ће му око заказивања венчања у општини. Међутим, наилазе на проблем - нема слободних термина... Ова вест Бошњака ће избацити из такта и биће спреман да плати, само да добију термин. Милевица одлази из Панчетине куће. Иако су се у почетку стално свађале, схватиле су да су остале саме и да само једна на другу могу да рачунају. Када је дође време да Милевица оде, обема ће бити тешко, због чега ће и заплакати. Вукашин долази код Тамбуре и саопштава му да ће Жаклина и Небојша добити дете... |              |                                                                                      |                                  |                                                                                                  |                      |
| 1081 | 286          | Уна се удаје за Андрију Бошњака                                                      | Милан Караџић и Станко Милошевић | Иван Јовановић, Нина Џувер, Биљана Вујовић, Александар Радуловић, Марио Николић и Наталија Мусић | 9. јун 2024.         |
| Уна се удаје за Андрију иако га не воли, али уз њега осећа сигурност коју поред Луке никад није имала. Панчета од Добрице сазнаје када ће и где бити одржана свечана церемонија, што ће одмах пренети Луки како би то спречили. Међутим, на том путу наилази на препреку... Тамбура од Вукашина сазнаје да ће Жаклина и Небојша добити дете. Иако су годинама смртни непријатељи, поставља се питање – да ли ће унуче закопати све ратне секире из прошлости између Вукашина и Тамбуре? Лука говори Алекси да је од Гвоздена добио чек у вредности милион евра. И док Алекси није јасно због чега је Гвозден то урадио, Лука мисли да је луд... Алекса даје отказ у Кан капиталу, а његова одлука много ће повредити Јованину сујету... |              |                                                                                      |                                  |                                                                                                  |                      |